# Vladimir Ilyich Lenin
Vladimir Ilyich Lenin (tên khai sinh: Vladimir Ilyich Ulyanov; 22 tháng 4 [lịch cũ 10 tháng 4] năm 1870 – 21 tháng 1 năm 1924) là một nhà cách mạng, nhà chính trị và lý luận chính trị người Nga. Ông là người sáng lập và người đứng đầu chính phủ đầu tiên của nước Nga Xô Viết giai đoạn 1917–‍1924, rồi Liên Xô giai đoạn 1922–‍1924. Dưới sự lãnh đạo của ông, nước Nga đã chuyển hóa thành một nhà nước đơn đảng theo chủ nghĩa Marx-Lenin do Đảng Cộng sản Liên Xô chi phối. Học thuyết Marxist do ông tiếp thu và phát triển được gọi là chủ nghĩa Lenin.
Sinh ra trong một gia đình thượng trung lưu ở Simbirsk, Lenin lĩnh hội chính trị cách mạng xã hội chủ nghĩa sau cái chết của người anh trai vào năm 1887. Bị thôi học tại Đại học Hoàng gia Kazan vì biểu tình chống chính quyền Sa hoàng, ông đã dành những năm tháng tiếp theo học tập và hành nghề trợ lý luật sư. Năm 1893, ông chuyển tới sống ở Sankt-Peterburg và trở thành nhà hoạt động chính trị Marxist cao cấp. Năm 1897, ông bị bắt giữ vì tội danh xúi giục nổi loạn và bị đày tới xứ Siberia biên viễn trong vòng ba năm, nơi ông kết hôn với bà Nadezhda Krupskaya. Sau quãng thời gian đó, ông sang Tây Âu và trở thành nhà lý luận Marxist nổi danh của Đảng Công nhân xã hội dân chủ Nga (RSDRP). Lenin đóng vai trò rất quan trọng đối với sự đứt gãy ý thức hệ nội bộ RSDRP hồi năm 1903, dẫn dắt phái Bolshevik chống lại phái Menshevik của Yuli Martov. Theo sau cuộc cách mạng bất thành năm 1905, ông kêu gọi quần chúng nhân dân biến chuyển Thế chiến thứ nhất thành một cuộc cách mạng vô sản toàn châu Âu, lật đổ chủ nghĩa tư bản và kiến dựng chủ nghĩa xã hội. Sau Cách mạng Tháng Hai năm 1917 và sự thành lập của Chính phủ Lâm thời Nga, Lenin trở về quê hương để trực tiếp lãnh đạo Cách mạng Tháng Mười của phái Bolshevik đi tới thắng lợi.
Chính phủ Bolshevik của Lenin ban đầu san sẻ quyền lực với phái Xã hội chủ nghĩa – cách mạng cánh tả, các xô viết được tiến cử và một Quốc hội Lập hiến đa đảng; song tới năm 1918 thì Đảng Cộng sản đã tập trung hóa đáng kể quyền lực. Chính quyền của Lenin tái phân phối đất đai cho nông dân, quốc hữu hóa ngân hàng và các ngành công nghiệp lớn, rút khỏi Thế chiến thứ nhất sau khi nhượng bộ lãnh thổ cho Liên minh Trung tâm và lan tỏa tinh thần cách mạng vô sản toàn lục địa thông qua Quốc tế Cộng sản. Các thế lực chống đối chính quyền bị Ủy ban Cheka trấn áp trong cuộc Khủng bố Đỏ; theo đó hàng chục ngàn tù phạm đã bị bắt tới các khu trại cải tạo lao động hoặc chịu án tử hình. Hồng quân dưới thời Lenin đã đánh dẹp các đội quân chống Bolshevik hữu khuynh lẫn tả khuynh trong Nội chiến Nga (1917–1922) nhưng thất bại trong cuộc tiến công cách mạng vào Ba Lan (1919–1921). Nhằm khắc phục di hại từ chiến tranh, nạn đói và các cuộc biến loạn, Lenin kích thích tăng trưởng kinh tế quốc dân thông qua Chính sách Kinh tế Mới vào năm 1921. Sau năm 1917, nhiều quốc gia dân tộc phi-Nga đã tuyên bố độc lập theo ý chí của Lenin, song năm nước trong số đó về sau đã tái hợp với Nga thành Liên Xô vào năm 1922; một số quốc gia khác, đáng chú ý là Ba Lan, đã tuyên bố độc lập. Lenin qua đời ở Gorki vào năm 1924 sau khi trải qua ba cơn đột quỵ liên tiếp lúc gần cuối đời; vai trò lãnh đạo Đảng và nhà nước Xô viết được kế thừa bởi I. V. Stalin.
Lenin là đối tượng của sự sùng bái cá nhân tại Liên bang Xô viết sau khi ông qua đời cho đến khi quốc gia này giải thể vào năm 1991. Ông đã trở thành hình tượng tiêu biểu gắn liền với chủ nghĩa Marx-Lenin, một hệ tư tưởng có ảnh hưởng sâu rộng đến các phong trào cộng sản trên khắp thế giới. Lenin hiện được coi là một nhân vật để lại nhiều tranh luận; những người ủng hộ coi ông là một nhà cách mạng xã hội chủ nghĩa lỗi lạc đứng về phía giai cấp công nhân và là một nhà cải cách tiến bộ, trong khi những người phản đối ông thì cáo buộc ông đã sáng lập ra một nhà nước chịu trách nhiệm cho những vụ xử tử và trấn áp chính trị đối với các lực lượng chống cách mạng. Ngày nay, ông được công nhận là một trong những nhân vật lịch sử hết sức quan trọng và có tầm ảnh hưởng lớn lao của thế kỷ 20.

## Thiếu thời

### Tuổi thơ: 1870–1887

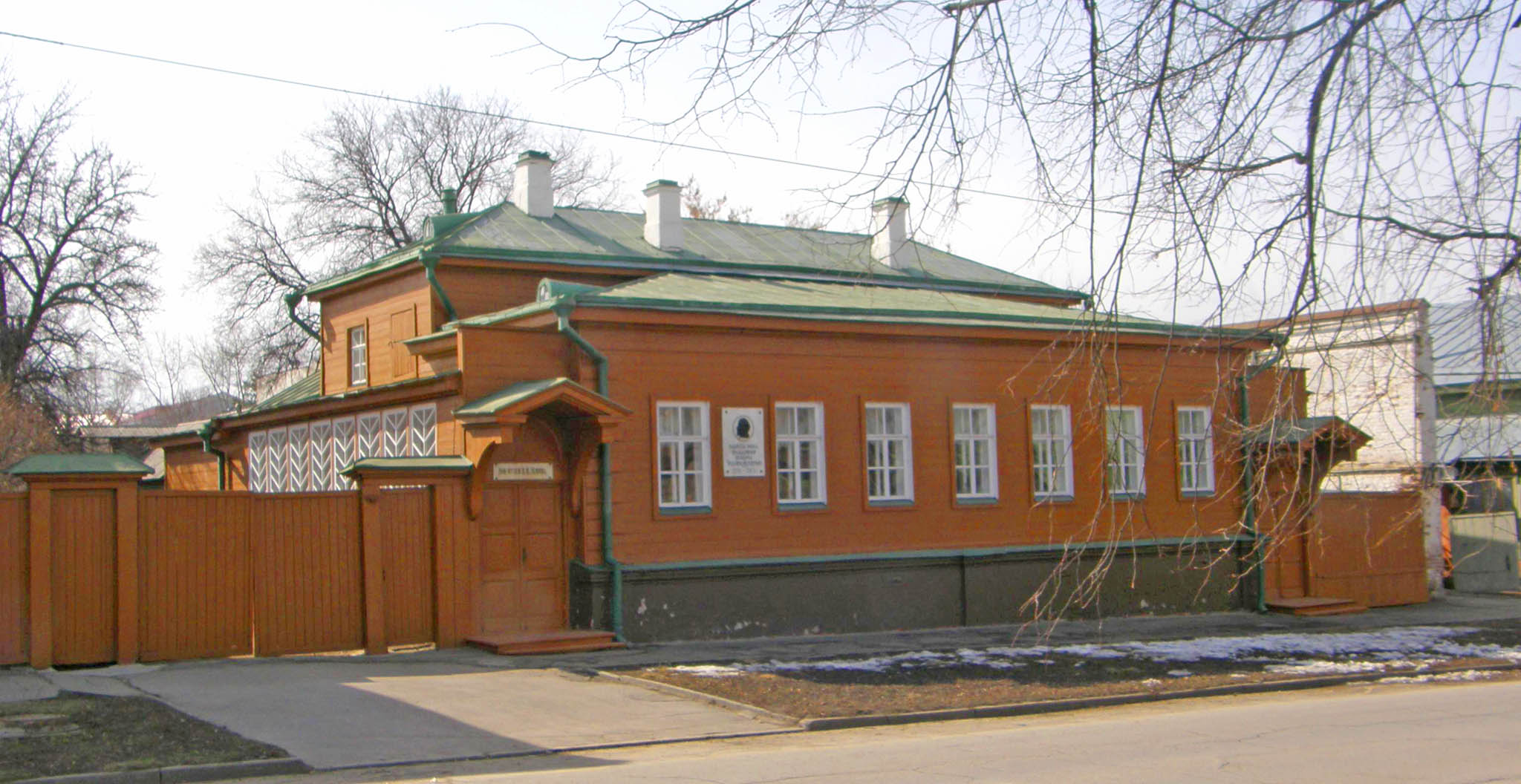
Ngôi nhà thơ ấu của Lenin tại Simbirsk (chụp năm 2009)

Đời cụ cố của Lenin mang trong mình dòng máu Nga, Đức, Thụy Điển, Do Thái, cùng một chút dòng máu có lẽ là Kalmyk. Cha của Lenin, ông Ilya Nikolayevich Ulyanov, xuất thân trong một gia đình vốn là nông nô; không rõ cha của Ilya là người dân tộc nào, song mẹ của Ilya, bà Anna Alexeyevna Smirnova, nửa Kalmyk nửa Nga theo huyết thống. Tuy gia cảnh khó khăn như vậy, Ilya đã nỗ lực vươn lên tầng lớp trung lưu. Ông nghiên cứu vật lý và toán học tại Đại học Kazan trước khi giảng dạy tại Viện Quý tộc Penza. Ilya cưới Maria Alexandrovna Blank khoảng giữa năm 1863. Được học hành tử tế, Maria là con gái trong một gia đình có mẹ là tín đồ Luther gốc Đức–Thụy Điển và cha là người Nga gốc Do Thái đã cải sang Thiên chúa giáo và hành nghề bác sĩ. Theo nhà sử học Petrovsky-Shtern, nhiều khả năng Lenin không biết tới thân phận nửa Do Thái của mẹ mình, chỉ được phát hiện bởi người chị gái Anna sau khi ông mất. Theo nguồn khác, cha của Maria có lẽ là dân Đức sang Nga lập nghiệp theo chỉ dụ của Yekaterina Đại đế.
Ngay sau đám cưới, Ilya nhận một công việc tại Nizhny Novgorod, trong vòng sáu năm sau đã thăng tiến lên chức Thanh tra các Trường Tiểu học của quận Simbirsk. Năm năm sau, ông được bổ nhiệm làm Thanh tra các Trường công cấp tỉnh, giám sát việc khánh thánh 450 trường học theo chủ trương hiện đại hóa của chính phủ Sa hoàng. Tháng 1 năm 1882, ông được trao tặng Huân chương Thánh Vladimir vì tâm huyết cho nghề nhà giáo, đồng thời trở thành quý tộc thế tập.

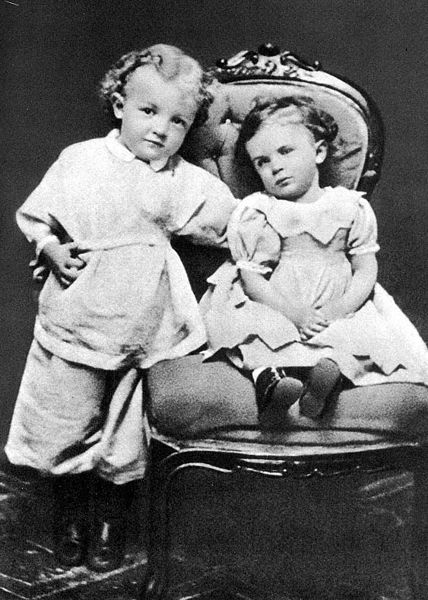
Ảnh chụp Lenin (trái) lúc 3 tuổi cùng em gái Olga

Lenin sinh ngày 22 tháng 4 năm 1870 tại Streletskaya Ulitsa, Simbirsk, nay là Ulyanovsk, và được rửa tội sáu ngày sau. Lúc bé, ông có biệt danh là Volodya, cách nói yêu cái tên Vladimir. Ông là con thứ ba trong gia đình gồm tám người con: hai anh chị hơn tuổi là Anna (sinh năm 1864) và Aleksandr (sinh năm 1866); ba người em nhỏ hơn là Olga (sinh năm 1871), Dmitry (sinh năm 1874) và Maria (sinh năm 1878). Hai người con còn lại không may đã chết từ khi rất nhỏ, khi còn nằm trong nôi. Ilya là tín đồ của Giáo hội Chính thống Nga nên cho tất cả những người con của mình rửa tội; về phần người mẹ Maria, lớn lên vốn đã là tín đồ Luther, bà không phân biệt các dòng Thiên chúa giáo, quan điểm mà về sau ảnh hưởng ít nhiều đến những người con.
Ilya và Maria đều là những người ủng hộ chế độ quân chủ và có khuynh hướng bảo thủ tự do, rất tin tưởng cải cách giải phóng 1861 do Sa hoàng Aleksandr II ban hành. Họ thường tránh mặt những người quá khích chính trị và không có bất kỳ một bằng chứng nào cho thấy họ bị cảnh sát theo dõi vì tư tưởng lật đổ chính quyền. Mỗi mùa hè gia đình Ilyich thường lui tới căn nhà ở Kokushkino để nghỉ dưỡng. Trong số các anh chị em trong nhà, Lenin chơi thân nhất với Olga, thường xuyên sai vặt cô em gái. Ông vốn có tính cạnh tranh cao, đôi khi quậy phá, song luôn chịu trách nhiệm cho hành vi xấu của mình. Là người yêu thích thể thao, ông dành phần lớn thời gian ngoài trời hoặc chơi cờ vua, ngoài ra còn học rất giỏi trên lớp, ở trường Gymnasium Cổ điển Simbirsk kỷ luật và bảo thủ.
Tháng 1 năm 1886, khi Lenin 15 tuổi, cha ông qua đời vì xuất huyết não. Sau thảm kịch ấy, tính cách ông trở nên thất thường, hay bực tức; từ đó trở đi ông từ bỏ niềm tin vào Chúa. Bấy giờ, anh trai của Lenin là Aleksandr, thường được gọi thân mật là Sasha, đang theo học tại Đại học Sankt-Peterburg. Bị cuốn vào phong trào chính trị chống chế độ quân chủ tuyệt đối đời Sa hoàng Aleksandr III, Aleksandr bắt đầu đọc sách báo tả khuynh bị nghiêm cấm và tổ chức các cuộc biểu tình chống chính quyền. Ông gia nhập một nhóm cách mạng có quyết tâm ám sát Sa hoàng và trở thành người chế tạo bom cho kế hoạch đó. Âm mưu không may bại lộ và những kẻ chủ mưu bị đưa ra xét xử; Aleksandr bị treo cổ vào tháng 5. Bất chấp nỗi đau mất cha và anh trai, Lenin kiên trì học hành, tốt nghiệp đầu lớp và được trao tặng huy chương vàng cho thành tích xuất sắc, sau đó chọn theo ngành luật tại Đại học Kazan.

### Đại học và tư tưởng chính trị: 1887–1893

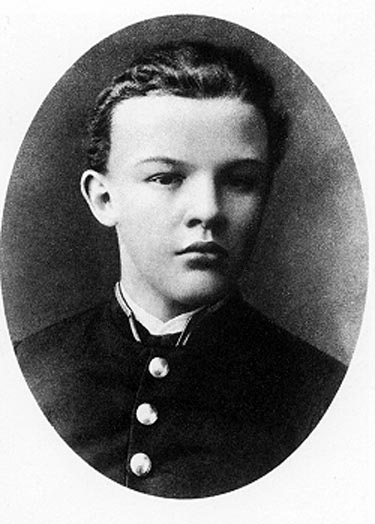
Chân dung Lenin khoảng năm 1887

Ngay khi bước chân vào ngưỡng cửa Đại học Kazan tháng 8 năm 1887, Lenin chuyển tới sống ở một căn hộ gần đó. Tại đây, ông tham gia zemlyachestvo, một hội sinh viên đại diện cho thanh niên tới từ các tỉnh thành khác nhau. Nhóm này bầu cử Lenin làm gương mặt đại diện cho các zemlyachestvo của trường. Ông tham gia vào cuộc biểu tình tháng 12 chống lại các quy định ngặt nghèo của chính phủ hạn chế các hội sinh viên. Cảnh sát bắt Lenin và cáo buộc ông đầu têu cuộc nổi loạn; sự vụ này khiến ông bị đuổi học và trục xuất về Kokushkino theo lệnh của Bộ trưởng Bộ Nội vụ Nga. Tại đây, ông đọc ngấu nghiến sách vở, trở nên yêu thích tiểu thuyết cách mạng Phải làm gì? của Nikolai G. Chernyshevsky (1863).
Mẹ của Lenin bắt đầu lo lắng về khuynh hướng chính trị của con trai. Bà thuyết phục thành công Bộ Nội vụ cho phép Lenin quay về Kazan, song ông không được phép lên lớp. Vào ngày trở về, ông tham gia hội cách mạng của Nikolai Y. Fedoseyev, qua đó biết tới tác phẩm Das Kapital (1867) của Karl Marx. Điều này đã thắp ngọn lửa đam mê của ông với chủ nghĩa Marx, một học thuyết kinh tế – chính trị cho rằng xã hội diễn tiến nhờ đấu tranh giai cấp và rằng xã hội tư bản rốt cuộc sẽ suy tàn, mở đường cho nhân loại tiến lên giai đoạn xã hội chủ nghĩa và tối hậu là xã hội cộng sản. Ngày càng lo ngại về quan điểm chính trị của con trai, mẹ Lenin mua một mảnh đất ở vùng nông thôn Alakaevka thuộc tỉnh Samara với hy vọng rằng ông sẽ tập trung vào việc làm nông. Tuy nhiên, Lenin ít có hứng thú với việc đồng áng, khiến mẹ ông đành mau chóng bán mảnh đất kia đi, chỉ giữ lại ngôi nhà làm chỗ tới lui vào mùa hè.

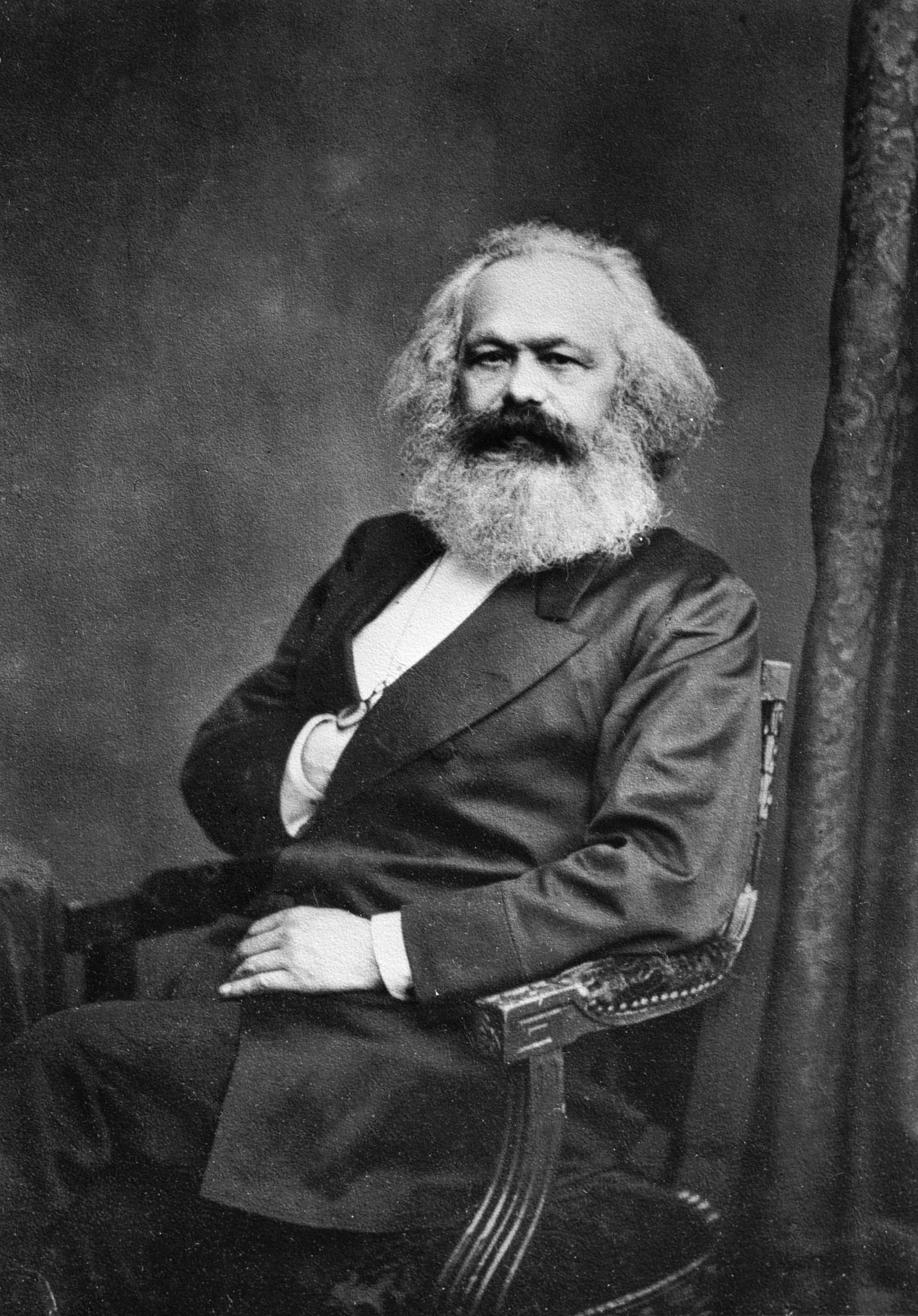
Karl Marx, nhà tư tưởng Đức có ảnh hưởng to lớn nhất đến Lenin

Tháng 9 năm 1889, gia đình Ulyanov chuyển tới sống ở thành phố Samara, nơi Lenin gia nhập hội thảo luận chủ nghĩa xã hội của Alexei P. Sklyarenko. Ở đây, Lenin tâm đắc chủ nghĩa Marx và biên dịch sang tiếng Nga cuốn pamfơlê Tuyên ngôn của Đảng Cộng sản (1848) viết bởi Marx và Friedrich Engels. Ông bắt đầu đọc các trước tác của nhà Marxist tiên phong người Nga Georgy V. Plekhanov, đồng thuận với Plekhanov rằng nước Nga bấy giờ đang chuyển biến từ giai đoạn phong kiến sang tư bản chủ nghĩa; vậy nên nếu một cuộc cách mạng xã hội chủ nghĩa có nổ ra, thì giai cấp vô sản hoặc tầng lớp lao động thành thị sẽ là người thực hiện nó, chứ không phải bởi giai cấp nông dân. Quan điểm này trái ngược với quan điểm xã hội chủ nghĩa trọng nông của phái Narodnik; phái này cho rằng chỉ giai cấp nông dân mới có khả năng đưa nước Nga lên giai đoạn xã hội chủ nghĩa bằng cách kết thành các công xã nông dân, tức là bỏ qua giai đoạn tư bản chủ nghĩa. Học thuyết của phái Narodnik đã manh nha phát triển từ những năm 1860 trong nội bộ Đảng Tự do Nhân dân, rồi trở thành chủ thuyết của phong trào xã hội chủ nghĩa lúc bấy giờ. Lenin bác bỏ tiền đề của chủ nghĩa xã hội trọng nông, song bản thân ông vẫn chịu ảnh hưởng rất lớn từ các thành viên Narodnik, chẳng hạn như Pyotr N. Tkachev và Sergei G. Nechaev, đồng thời kết thân được với nhiều người khác.
Tháng 5 năm 1890, mẹ Maria, người vẫn có vị thế xã hội do góa chồng quý tộc, thuyết phục chính quyền sở tại cho phép Lenin được dự thi lấy bằng Đại học Sankt-Peterburg; nỗ lực mà đã giúp Lenin nhận được tấm bằng danh dự hạng nhất. Lễ tốt nghiệp của Lenin diễn ra ảm đạm do trùng ngày em gái Olga qua đời vì thương hàn. Lenin sống ở Samara trong nhiều năm tới, hành nghề trợ lý pháp luật cho một tòa án địa phương, rồi cho một luật sư địa phương. Ông dành phần lớn thời gian tham gia thảo luận chính trị quá khích, hoạt động sôi nổi trong nhóm Sklyarenko và kiếm tìm một tầm nhìn để áp dụng chủ nghĩa Marx vào thực tiễn nước Nga. Lấy cảm hứng từ công trình của Plekhanov, Lenin thu thập dữ liệu kinh tế Nga nhằm chứng minh diễn giải Marxist về sự phát triển của xã hội và phản bác học thuyết Narodnik. Ông từng có lần viết một bài báo kinh tế học về giai cấp nông dân để đăng trên tạp chí Russkaya Mysl, nhưng rốt cuộc bị họ từ chối.

## Hoạt động cách mạng

### Hoạt động chính trị và đày ải ở Siberia: 1893–1900

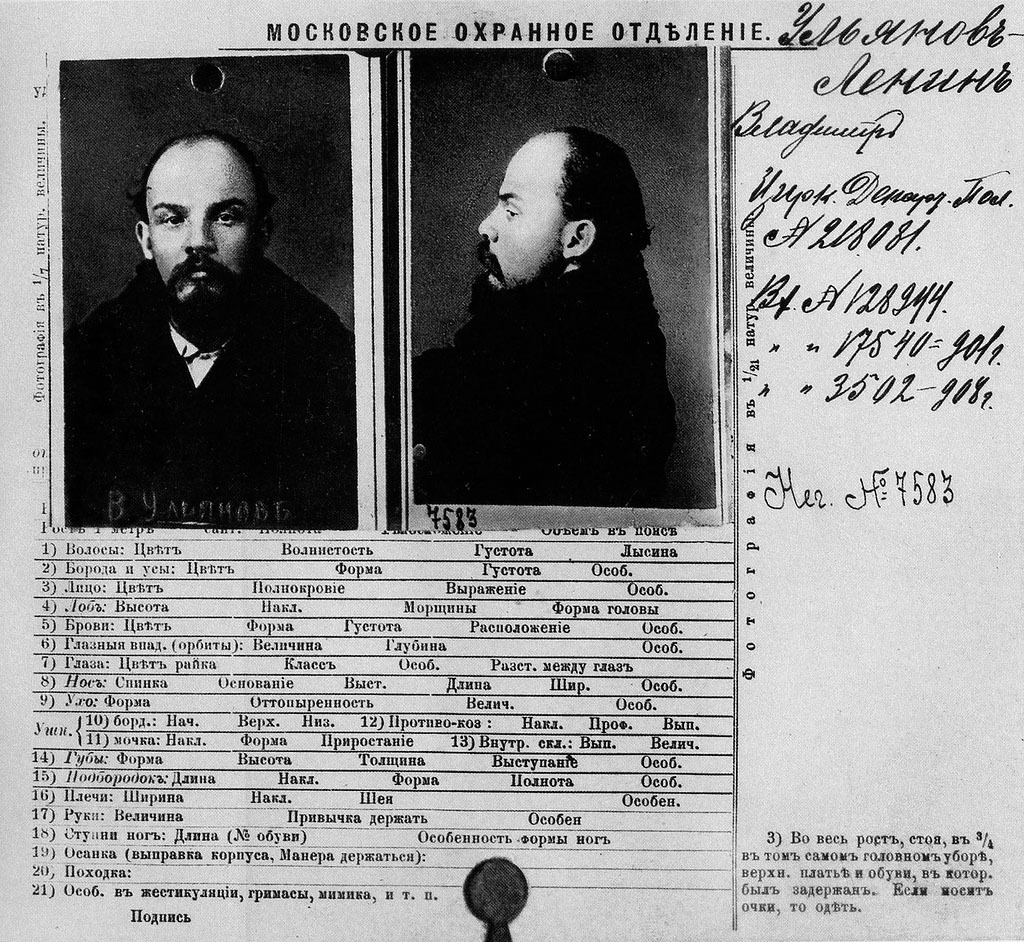
Thẻ ghi chép Lenin trong hồ sơ của cục cảnh sát mật Sa hoàng Okhrana, khoảng năm 1895

Cuối năm 1893, Lenin chuyển tới sống ở Sankt-Peterburg. Tại đây, ông làm trợ lý luật sư, đồng thời trở thành thành viên cao cấp của một tổ cách mạng Marxist tự xưng là những người Dân chủ Xã hội, phỏng theo tên của Đảng Dân chủ Xã hội Đức. Công khai là người thấu hiểu học thuyết Marxist trong phong trào xã hội chủ nghĩa, Lenin khuyến khích thành lập các tổ cách mạng bên trong các khu công nghiệp của Nga. Tới cuối năm 1894, ông hiện đã dẫn dắt một nhóm công nhân Marxist và luôn phải che đậy hành tung do lo sợ cảnh sát cài gián điệp bên trong. Cũng trong khoảng thời gian này, ông nảy sinh mối tình với bà Nadezhda "Nadya" Krupskaya, một giáo viên có tư tưởng Marxist. Ông cho ra đời tác phẩm chính trị "Những "người bạn dân" là thế nào và họ đấu tranh chống những người Dân chủ Xã hội ra sao?" nhằm đả kích phái xã hội chủ nghĩa trọng nông Narodnik, dựa phần lớn trên trải nghiệm của ông tại Samara; tầm 200 bản của tác phẩm này đã được in ấn lậu vào năm 1894.
Với hy vọng gắn kết Đảng Dân chủ Xã hội của mình với phong trào Giải phóng Lao động của các émigrés Marxist gốc Nga đặt trụ sở tại Thụy Sĩ, Lenin đã đích thân sang Tây Âu để hội kiến với hai thành viên cốt cán của nhóm kia là Plekhanov và Pavel Axelrod. Ông cũng tiện thể đi Paris để gặp con rể của Marx, Paul Lafargue, và tranh thủ dịp này để tìm hiểu về công xã Pháp năm 1871, hình thức chính phủ mà ông coi là tiền thân của nhà nước vô sản. Được thân mẫu chu cấp tài chính, ông quay lại Thụy Sĩ dưỡng bệnh trước khi đi Berlin, nán lại học tại Staatsbibliothek trong vòng sáu tuần và gặp gỡ nhà hoạt động chính trị Marxist người Đức Wilhelm Liebknecht. Trở về Nga, Lenin đi khắp nơi để phân phát các ấn phẩm chính trị bất hợp pháp do ông thu lượm được khi còn ở ngoại quốc cho các tổ công nhân. Trong lúc giúp hoàn thiện bài đăng cho tờ Rabochee delo (Sứ mệnh của công nhân) ở Sankt-Peterburg, ông cùng 39 nhà hoạt động khác bị cảnh sát vây bắt dựa trên tội danh xúi giục nổi loạn.

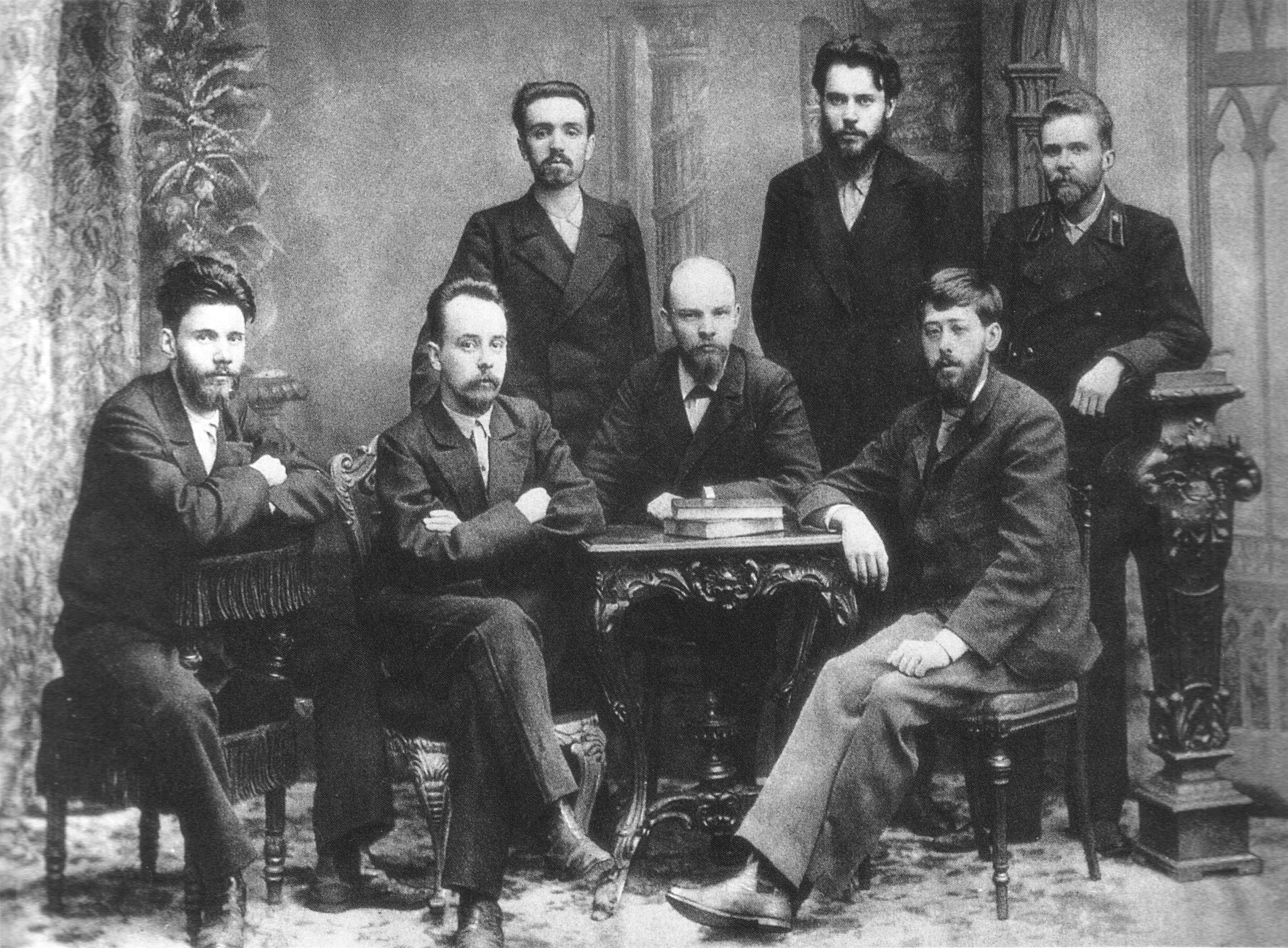
Lenin (ngồi giữa) cùng các thành viên của Liên đoàn đấu tranh vì sự giải phóng của giai cấp công nhân (1897)

Từ chối được đại diện hoặc bảo lãnh về mặt pháp lý, Lenin bác bỏ tất cả cáo buộc chống lại ông song rốt cuộc vẫn bị giam giữ một năm ròng để chờ xét xử. Ông dành thời gian tù ngục để suy tư và viết cuốn Sự phát triển của chủ nghĩa tư bản ở Nga. Trong tác phẩm, Lenin cho rằng chủ nghĩa tư bản công nghiệp đã khiến nông dân ở nhiều vùng quê của Nga di cư ồ ạt lên thành phố, nơi họ trở thành giai cấp vô sản. Qua lăng kính Marxist, Lenin lý luận rằng họ sẽ lĩnh hội ý thức giai cấp; điều ắt dẫn đến sự lật đổ của chế độ Sa hoàng, tầng lớp quý tộc và giai cấp tư sản, kèm theo đó là sự thành lập nhà nước chuyên chính của nhân dân lao động, mở đường tới chủ nghĩa xã hội.
Tháng 2 năm 1897, Lenin bị kết án không cần xét xử ba năm phát lưu ở miền đông Siberia. Ông được cho vài ngày nán lại Sankt-Peterburg để giải quyết công việc dang dở và gặp mặt lần cuối Đảng Dân chủ Xã hội hiện đã đổi tên thành Liên đoàn đấu tranh vì sự giải phóng của giai cấp công nhân. Mẹ, chị và em gái của Lenin đồng hành cùng ông trên hành trình suốt 11 tuần đi Siberia. Chỉ bị coi là mối họa nhỏ, chính quyền Sa hoàng cho Lenin sống biệt lập trong một căn nhà nông dân nhỏ ở Shushenskoye, Minusinsky, dưới sự quản thúc của cảnh sát, nhưng do an ninh không quá chặt chẽ nên ông vẫn có thể trao đổi thư từ với những nhà cách mạng khác. Nhiều người trong số họ đã tới thăm Lenin, cùng ông tắm sông Enisei, săn vịt và dẽ giun để giết thời gian.
Tháng 5 năm 1898, Nadya cũng bị đày tới Shushenskoye, bị bắt trước đó vào tháng 8 năm 1896 can tội tổ chức biểu tình bất hợp pháp. Ban đầu chính quyền định thuyên chuyển Nadya tới Ufa, song bà thuyết phục thành công họ đưa mình tới Shushenskoye, theo đó khai rằng bà và Lenin đã đính hôn; hai người họ kết hôn chính thức vào ngày 10 tháng 7 năm 1898. Trong khoảng thời gian sống chung với mẹ vợ Elizaveta Vasilyevna ở Shushenskoye, đôi vợ chồng đã dịch nhiều tác phẩm về chủ nghĩa xã hội từ tiếng Anh sang tiếng Nga. Rất quan tâm đến những tiến triển mới trong phong trào Marxist Đức, Lenin đã biết về đứt gãy ý thức hệ trong nội bộ của phong trào này, với các nhà xét lại như Eduard Bernstein ủng hộ một con đường hòa bình, tuyển cử dân chủ tiến lên xã hội chủ nghĩa. Lenin tuy vậy vẫn trung thành với tư tưởng cách mạng bạo lực, cực lực công kích các luận điệu của phái xét lại trong tác phẩm Một phản bác của phái Dân chủ Xã hội Nga. Năm 1899, Lenin hoàn thành cuốn Sự phát triển của chủ nghĩa tư bản ở Nga, trước tác dài nhất của ông cho đến thời điểm đó, chỉ trích các nhà xã hội chủ nghĩa trọng nông và trình bày sự phát triển của xã hội Nga đứng trên lập trường Marxist. Xuất bản dưới bút danh Vladimir Ilin, cuốn sách hứng chịu nhiều phê bình tiêu cực.

### München, London, và Genève: 1900–1905

Chân dung Lenin ở Thụy Sĩ năm 1916

Sau quãng thời gian ở Siberia, Lenin chuyến tới Pskov vào đầu năm 1900. Tại đây, ông cố gắng gây quỹ cho tờ báo Iskra (Tia Lửa), một cơ quan tuyên truyền mới của đảng Marxist Nga, giờ tự xưng là Đảng Công nhân xã hội dân chủ Nga (RSDRP). Tháng 7 năm 1900, Lenin rời Nga đi Tây Âu. Ông gặp gỡ các nhà Marxist người Nga tại Thụy Sĩ và tại hội nghị ở Corsier; họ đồng ý cho phát hành tờ Iskra tại München, cũng là nơi trú mới của Lenin vào tháng 9. Với sự đóng góp của nhiều nhà Marxist nổi bật, Iskra được tuồn lậu vào Nga, trở thành ấn phẩm ngầm nổi tiếng nhất tại đất nước này trong suốt 50 năm. Ông bắt đầu sử dụng bí danh Lenin vào tháng 12 năm 1901, có lẽ lấy cảm hứng từ con sông Lena ở Siberia; tuy nhiên lại hay dùng bí danh đầy đủ là N. Lenin. Ông xuất bản cuốn pamfơlê chính trị Làm gì? vào năm 1902 dưới bí danh mới, ấn phẩm có ảnh hưởng nhất cho tới thời điểm hiện tại, trình bày ý tưởng về sự cần thiết của một đảng tiên phong nhằm lãnh đạo giai cấp vô sản trong công cuộc cách mạng.
Nadya tham gia cùng Lenin ở München và trở thành thư ký riêng của ông. Họ tiếp tục xuất bản các bài báo chính trị kích động: Lenin viết cho tờ Iskra và thảo bản cương lĩnh của RSDRP, đả kích những người bất đồng chính kiến và phản biện các chỉ trích bên ngoài, nhất là từ Đảng Xã hội chủ nghĩa – cách mạng (SR), một nhóm Narodnik được thành lập vào năm 1901. Tuy trung thành với chủ nghĩa Marx, ông giờ đây chấp thuận quan điểm của phái Narodnik về tiềm lực cách mạng của giai cấp nông dân Nga, theo đó chắp bút viết cuốn pamfơlê Gửi nông dân nghèo vào năm 1903. Để tránh né kiểm duyệt của cảnh sát Bayern, Lenin chuyển tới London cùng trụ sở tờ Iskra vào tháng 4 năm 1902. Trong khoảng thời gian này, ông trở thành bạn của nhà Marxist gốc Nga-Ukraina Lev Trotsky. Lenin sau đó mắc bệnh viêm quầng và không thể lãnh đạo đội ngũ biên tập tờ Iskra; vì sự vắng mặt của ông, họ chuyển cơ sở hoạt động đến Genève.
Đại hội II RSDRP khai mạc ở London vào tháng 7 năm 1903. Tại đây, phái ủng hộ Lenin và phái ủng hộ Yuli Martov chia rẽ. Martov cho rằng đảng viên có quyền thể hiện tư tưởng độc lập với sự lãnh đạo của Đảng; Lenin phản đối, nhấn mạnh rằng một quyền lực tập trung chèo lái Đảng là cần thiết. Phái ủng hộ Lenin chiếm đa số nên được gọi là "nhóm số đông" (bol'sheviki tiếng Nga, Bolshevik); còn phái ủng hộ Martov lép vế được gọi là "nhóm số ít" (men'sheviki tiếng Nga; Menshevik). Tranh cãi giữa hai bè phái tiếp tục sau cuộc họp; những người Bolshevik cáo buộc phái đối lập là những kẻ cơ hội cải lương và thiếu kỷ luật, còn những người Menshevik cáo buộc Lenin là chuyên chế độc tài. Phẫn nộ với phái Menshevik, Lenin từ chức biên tập viên của tờ Iskra và xuất bản bài luận bất bình Một bước tiến, hai bước lùi vào tháng 5 năm 1904. Căng thẳng công việc khiến Lenin ngã bệnh và ông quyết định dành kì nghỉ đi bộ đường trường ở Thụy Sĩ để hồi sức. Tới mùa xuân năm 1905, phái Bolshevik đã chiếm thế thượng phong trong Ban Chấp hành Trung ương RSDRP. Vào tháng 12, tờ báo Vpered (Tiến lên) bắt đầu được ấn hành.

### Cách mạng 1905 và hệ quả: 1905–1914
Tháng 1 năm 1905, vụ thảm sát những người biểu tình ở Sankt-Peterburg vào ngày Chủ nhật đã châm ngòi cho một loạt các bất ổn dân sự trên khắp lãnh thổ rộng lớn của Đế quốc Nga, sự kiện mà còn có tên là Cách mạng 1905. Lenin khuyến khích phái Bolshevik tham gia chủ động hơn vào sự biến này, cổ vũ tinh thần khởi nghĩa bạo lực. Sở dĩ vậy nên giờ đây Lenin đã tiếp nhận các khẩu hiệu của SR về "khởi nghĩa vũ trang", "khủng bố hàng loạt" và "trưng dụng đất của quý tộc tiểu địa chủ", chiến lược mà khiến phái Menshevik cáo buộc ông là lệch lạc khỏi tư tưởng Marxist chính thống. Đáp lại, ông vận động phái Bolshevik cự tuyệt với phái Menshevik; tuy nhiên phần đông những người Bolshevik từ chối điều đó và cả hai phái đã gạt các bất đồng sang một bên để cùng tham dự Đại hội III RSDRP, được tổ chức tại Nhà thờ Brotherhood ở London vào tháng 4 năm 1905. Lenin trình bày ý kiến của mình trong tác phẩm Hai sách lược, xuất bàn vào tháng 8 năm 1905. Trong tác phẩm, ông lập luận rằng giai cấp tư sản tự do của Nga sẽ ủng hộ một sự chuyển đổi sang chế độ quân chủ lập hiến, và vì vậy chắc chắn sẽ phản bội sự nghiệp cách mạng; thế nên ông đề xuất rằng giai cấp vô sản phải liên minh với giai cấp nông dân thì mới có cơ may lật đổ chế độ Sa hoàng và chung tay góp sức xây dựng nền "chuyên chính vô sản và nông dân dân chủ cách mạng lâm thời."
— Lenin nói về Cách mạng năm 1905, tạm dịch theo Rice (1990:88–89)
Để xoa dịu nhân dân sau cuộc cách mạng 1905 bất thành, Sa hoàng Nikolai II đã chấp thuận một loạt các chính sách cải cách tự do với bản Tuyên ngôn Tháng Mười. Trong bầu không khí này, Lenin cảm thấy an toàn để trở về Sankt-Peterburg. Tham gia đội ngũ biên tập của Novaya Zhizn (Cuộc đời Mới), một tờ báo pháp luật quá khích chính trị được duy trì bởi Maria F. Andreyeva, ông đã viết nhiều thảo luận liên quan đến mặt pháp lý của RSDRP. Ông khuyến khích Đảng tìm cách chiêu mộ thành viên sâu rộng hơn, đồng thời cổ vũ cho các cuộc biểu tình bạo lực, tin rằng hai yếu tố này đều rất quan trọng cho sự thành công của cách mạng. Nhận ra rằng đảng phí và quyên góp từ phần ít những người giàu có cảm tình với nghiệp cách mạng không thể nào trợ cấp nổi cho các hoạt động của phái Bolshevik, Lenin cùng một số đảng viên khác đã đề xuất kế hoạch cướp các cơ quan bưu điện, ga tàu và ngân hàng của chính phủ Sa hoàng. Dưới sự lãnh đạo của Leonid B. Krasin, một nhóm những người Bolshevik đã thực hiện các hành động phi pháp này; ví dụ nổi tiếng nhất là vào tháng 6 năm 1907, khi một nhóm Bolshevik dẫn đầu bởi Iosif V. Stalin thực hiện cướp có vũ trang Ngân hàng Nhà nước Tiflis, Gruzia.
Tuy đã cân nhắc dung hòa quan điểm giữa hai phái Bolshevik và Menshevik, phái Menshevik lên án gay gắt sự ủng hộ của Lenin đối với bạo lực và trộm cướp tại Đại hội IV RSDRP, tổ chức tại Stockholm vào tháng 4 năm 1906. Lenin giúp đỡ một tay trong việc thành lập Trung tâm Bolshevik ở Kuokkala, Đại công quốc Phần Lan, nơi bấy giờ có quyền bán tự trị bên trong Đế quốc Nga, trước khi phái Bolshevik chiếm đại đa số trong RSDRP tại Đại hội lần thứ V, được tổ chức ở London vào tháng 5 năm 1907. Sa hoàng bắt đầu mạnh tay trấn áp các thành phần đối địch, bãi bỏ quốc hội và Duma Đệ nhị, đồng thời ủy thác cho lực lượng cảnh sát mật Okhrana bắt giữ những người cách mạng. Với tình hình này, Lenin lánh nạn ở Thụy Sĩ. Ở đó, ông cố gắng đổi số tiền cướp được ở Tiflis.
Aleksandr A. Bogdanov và phái Bolshevik quyết định di dời Trung tâm Bolshevik tới Paris; tuy Lenin phản đối, ông vẫn đành phải chuyển tới thành phố vào tháng 12 năm 1908. Lenin không ưa Paris, chê nó là "một cái ổ bẩn thỉu", đã có lần phải đâm đơn kiện một người đi ô tô xô ngã ông lúc đang đạp xe. Trong khoảng thời gian ở đây, Lenin nảy sinh sự bất đồng tình với Bogdanov, người cho rằng giai cấp vô sản Nga trước tất phải lĩnh hội một nền văn hóa xã hội chủ nghĩa rồi mới có thể làm phương tiện cho một cuộc cách mạng. Thay vào đó, Lenin tán thành quan điểm gây dựng nhóm các trí thức xã hội chủ nghĩa tiên phong nhằm dẫn dắt giai cấp vô sản trong công cuộc cách mạng. Hơn nữa, Bogdanov, vốn chịu ảnh hưởng của Ernst Mach, tin rằng tất cả các khái niệm trên đời đều mang tính tương đối, còn Lenin mắc kẹt trong thế giới quan Marxist nên luôn cho rằng tồn tại một thực tại khách quan độc lập khỏi nhãn quan con người. Bogdanov và Lenin cùng đi nghỉ dưỡng tại villa của Maksim Gorky ở Capri vào tháng 4 năm 1908. Khi quay lại Paris, Lenin đề nghị chia đôi phái Bolshevik, một phái ủng hộ ông còn đâu ủng hộ Bogdanov, dựa trên cáo buộc rằng Bogdanov đã lệch lạc khỏi tư tưởng Marxist.

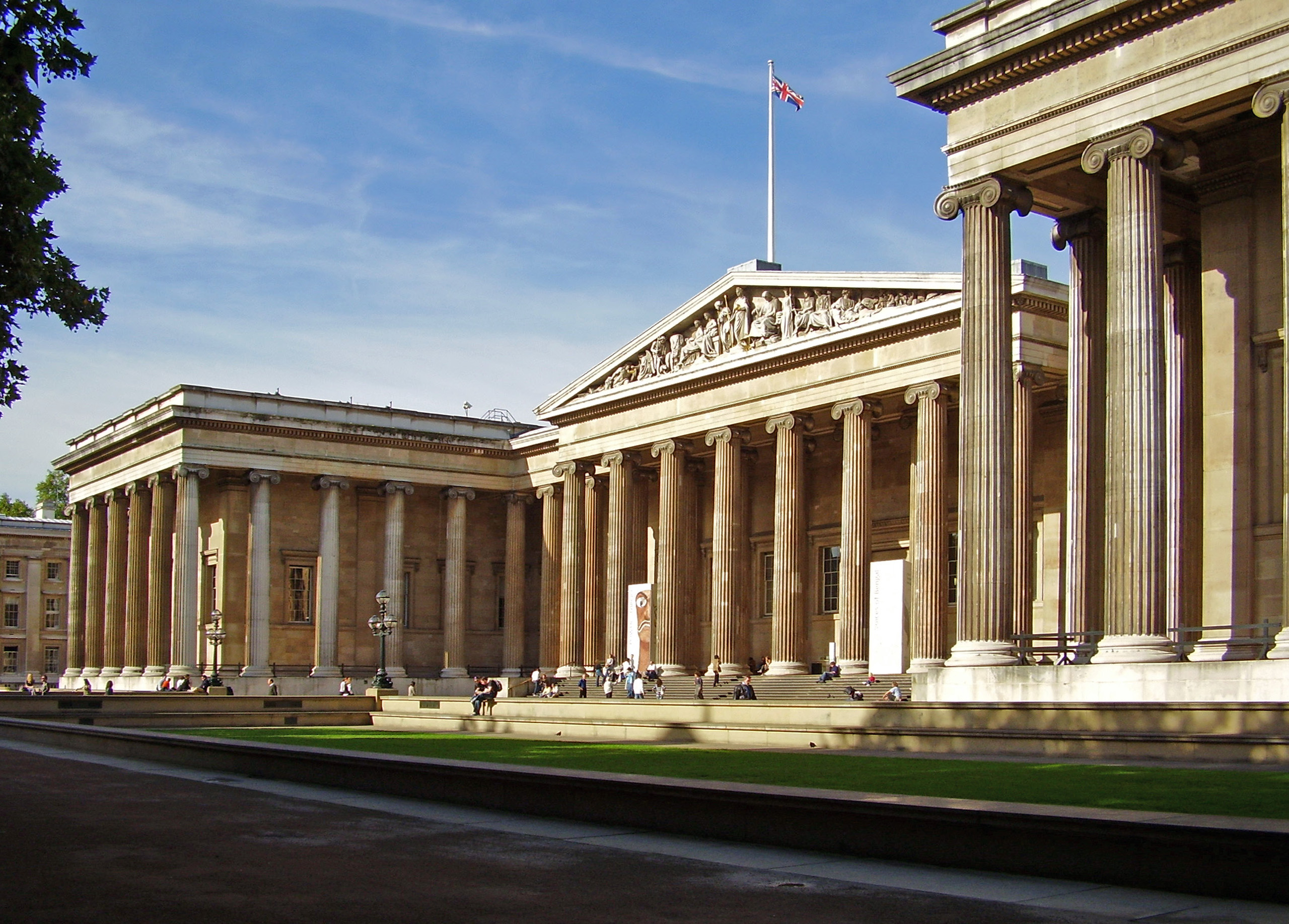
Lenin từng nghiên cứu tại Bảo tàng Anh, London

Tháng 5 năm 1908, Lenin bấy giờ đang lưu trú ở London, dốc sức nghiên cứu trong Phòng đọc Bảo tàng Anh để viết cuốn Chủ nghĩa duy vật và chủ nghĩa kinh nghiệm phê phán, đả kích cái mà ông gọi là "sự sai lệch tư sản phản động" của chủ nghĩa tương đối Bogdanov. Tư tưởng chia bè kết phái của Lenin đã tạo nên sự bất hòa giữa bản thân ông và một số đảng viên Bolshevik, bao gồm các cộng sự từng rất thân cận như Alexei I. Rykov và Lev B. Kamenev. Lực lượng Okhrana khai thác điểm yếu này để cài nội gián Roman V. Malinovsky vào trong, giả bộ làm người ủng hộ nhiệt thành của Lenin. Nhiều đảng viên Bolshevik tỏ vẻ hoài nghi đối với Malinovsky, song không rõ Lenin có biết về danh tính thực của anh ta hay không; rất có thể ông đã tung tin giả cho Malinovsky để đánh lạc hướng Okhrana.
Tháng 8 năm 1910, Lenin dự Đại hội lần thứ VIII của Đệ Nhị Quốc tế ở Copenhagen trong vai trò là đại biểu của RSDRP, rồi sau đó đi nghỉ ở Stockholm cùng mẹ. Ông chuyển tới Pháp cùng vợ và em gái, sinh sống ở Bombon rồi ở Paris. Tại đây, ông gặp mặt nhà nữ quyền Bolshevik người Pháp Inessa Armand; một số nhà nghiên cứu tiểu sử cho rằng Lenin và Armand đã có mối quan hệ tình cảm giữa năm 1910 và 1912. Tại một cuộc họp ở Paris vào tháng 6 năm 1911, Ban Chấp hành Trung ương RSDRP đã quyết định hướng lại hoạt động về Nga, cho đóng cửa Trung tâm Bolshevik và tờ báo Proletari. Lenin thu xếp cho một hội nghị tại Praha vào tháng 1 năm 1912 nhằm cứu vãn ảnh hưởng của mình trong nội bộ Đảng. Chỉ có 16 trong số 18 khán thính giả thuộc phái Bolshevik tới tham dự, song ông vẫn bị chỉ trích thậm tệ về tư tưởng chia bè kết phái nên thất bại trong nỗ lực xây dựng lại hình tượng bên trong Đảng.
Trong khoảng thời gian ở Kraków thuộc Vương quốc Galicia và Lodomeria, một khu vực văn hóa Ba Lan của Đế quốc Áo-Hung, Lenin thường lui tới thư viện Đại học Jagiellonia để nghiên cứu. Ông giữ liên lạc với RSDRP bấy giờ đang hoạt động bên trong Đế quốc Nga, ra sức thuyết phục các đảng viên Bolshevik trong Duma phải tách khỏi liên minh quốc hội với Menshevik. Tháng 1 năm 1913, Stalin – nhân vật được Lenin khen ngợi là "một người Gruzia tuyệt vời" – tới thăm ông và họ cùng nhau thảo luận về tương lai của các dân tộc phi-Nga bên trong Đế quốc. Do sức khỏe sụt giảm của Lenin và vợ ông, họ chuyển đến sống ở thị trấn Biały Dunajec, trước khi đi Bern để phẫu thuật bướu giáp cho bà Nadya.

### Thế chiến thứ nhất: 1914–1917
— Quan điểm của Lenin về Thế chiến thứ nhất, tạm dịch theo Fischer (1964:85)
Lenin đang ở Galicia khi Thế chiến thứ nhất khơi mào. Nga giờ đây bị khóa vào thế đối chọi với Áo-Hung. Do bị phát hiện là mang quốc tịch Nga, Lenin đã bị bắt giữ trong một khoảng thời gian ngắn, cho tới khi mọi chuyện trở nên rõ ràng rằng ông là phần tử chống đối Sa hoàng. Lenin và vợ quay về Bern, rồi chuyển tới Zürich vào tháng 2 năm 1916. Lenin rất phẫn nộ khi biết tin Đảng Dân chủ-Xã hội Đức ủng hộ nỗ lực chiến tranh hung hăng của Đức, một hành động đi ngược lại đồng thuận Stuttgart của Quốc tế thứ hai, theo đó bắt buộc các đảng xã hội chủ nghĩa phải đồng lòng phản chiến. Qua đây Lenin nhận ra rằng Quốc tế Thứ hai chẳng còn nghĩa lý gì nữa. Ông dự Hội nghị Zimmerwald vào tháng 9 năm 1915 và Hội nghị Kienthal vào tháng 4 năm 1916, kêu gọi những người xã hội chủ nghĩa ở khắp nơi phản đối và chuyển biến "chiến tranh đế quốc" thành "nội chiến" của giai cấp vô sản chống lại giai cấp tư sản và quý tộc. Tháng 7 năm 1916, thân mẫu của Lenin qua đời nhưng ông không thể về viếng tang. Cái chết của người mẹ kính yêu đã khiến tinh thần của Lenin suy sụp đáng kể, ông bắt đầu bi quan cho rằng mình cũng sẽ sớm nhắm mắt chết mà chẳng được chứng kiến ngày cuộc cách mạng vô sản trở thành hiện thực.
Tháng 9 năm 1917, Lenin xuất bản cuốn Chủ nghĩa đế quốc, giai đoạn tột cùng của chủ nghĩa tư bản; trong đó lập luận rằng chủ nghĩa đế quốc là sản phẩm của chủ nghĩa tư bản độc quyền, vì lẽ các nhà tư bản luôn muốn tối ưu hóa lợi nhuận bằng cách mở rộng sản xuất sang các vùng lãnh thổ mới, những nơi mà họ phải trả ít tiền công và có sẵn nguyên liệu giá rẻ. Ông tin rằng cạnh tranh xung đột sẽ dâng cao và chiến tranh giữa các nước đế quốc sẽ tiếp diễn cho tới khi chúng bị lật đổ bởi một cuộc cách mạng vô sản và khai sinh ra chủ nghĩa xã hội. Ông dành phần lớn thời gian đọc các tác phẩm của G. W. F. Hegel, Ludwig Feuerbach và Aristoteles, những triết gia mà đã có ảnh hưởng vô cùng lớn đến Marx. Điều này đã thay đổi quan điểm của Lenin về chủ nghĩa Marx; trước đây ông từng tin rằng chính sách có thể được phát triển dựa trên các nguyên lý khoa học tiền định, song giờ đây ông cho rằng chỉ thực tiễn mới có khả năng chứng minh tính đúng đắn của một chính sách. Tuy vẫn coi mình là một người Marxist chính thống, Lenin hiện đã đoạn tuyệt với "học thuyết giai đoạn"; trong khi những người Marxist chính thống tin rằng một "cuộc cách mạng tư sản–dân chủ" của tầng lớp trung lưu phải diễn ra trước "cuộc cách mạng xã hội chủ nghĩa" của giai cấp vô sản, thì Lenin lại cho rằng giai cấp vô sản có thể lật đổ thành công Nga hoàng mà không cần kinh qua bước trung gian nào.

### Cách mạng Tháng Hai và những ngày Tháng Bảy: 1917
Tháng 2 năm 1917, cách mạng nổ ra ở Sankt-Peterburg (đã được đổi tên thành Petrograd hồi đầu Thế chiến thứ nhất) với những đám công nhân lũ lượt đổ ra đường biểu tình vì lương thực khan hiếm và điều kiện làm việc tệ bạc. Bất ổn lan rộng khắp Nga, khiến Sa hoàng Nikolai II khiếp sợ và đành thoái vị. Duma Nhà nước chớp thời cơ này để lên nắm quyền, thành lập Chính phủ Lâm thời Nga và tuyên bố khai sinh nước Cộng hòa Nga. Tại Thụy Sĩ, Lenin hay tin cuộc chính biến thành công ở quê nhà và nô nức chia sẻ tin vui với những nhà cách mạng lưu vong. Ông quyết định quay về Nga để đích thân lãnh đạo phái Bolshevik, song hầu hết các tuyến đường đã bị chặn đứng do tình hình xung đột bất ổn. Lenin và các nhà cách mạng lưu vong lên kế hoạch mở đường máu băng qua Đức, đất nước mà bấy giờ vẫn đang sa lầy trong cuộc chiến chống Nga. Biết tin những người bất đồng chính kiến với Sa hoàng muốn trở về Nga, chính quyền Đức bèn cho phép 32 người Nga lưu vong, trong đó có Lenin và vợ, đi tàu xuyên qua đất nước họ. Vì lý do chính trị, Lenin và chính quyền Đức đồng thuận phao tin rằng, chuyến tàu chở Lenin xuyên lãnh thổ Đức đã bị niêm phong, song thực chất hành khách trên tàu có thể lên xuống thoải mái ở bất cứ trạm nghỉ nào. Nhóm người Nga đi từ Zürich tới Sassnitz, bắt phà tới Trelleborg, Thụy Điển, từ đó đi tiếp đến giới tuyến Haparanda–Tornio, rồi dừng chân tại Helsinki, trước khi cải trang và bắt chuyến tàu cuối về Petrograd.

Chuyến hành trình của Lenin từ Zurich về Sankt-Peterburg (bấy giờ là Petrograd), tháng 4 năm 1917, bao gồm chuyến tàu được phao tin là "bị niêm phong" xuyên lãnh thổ Đức

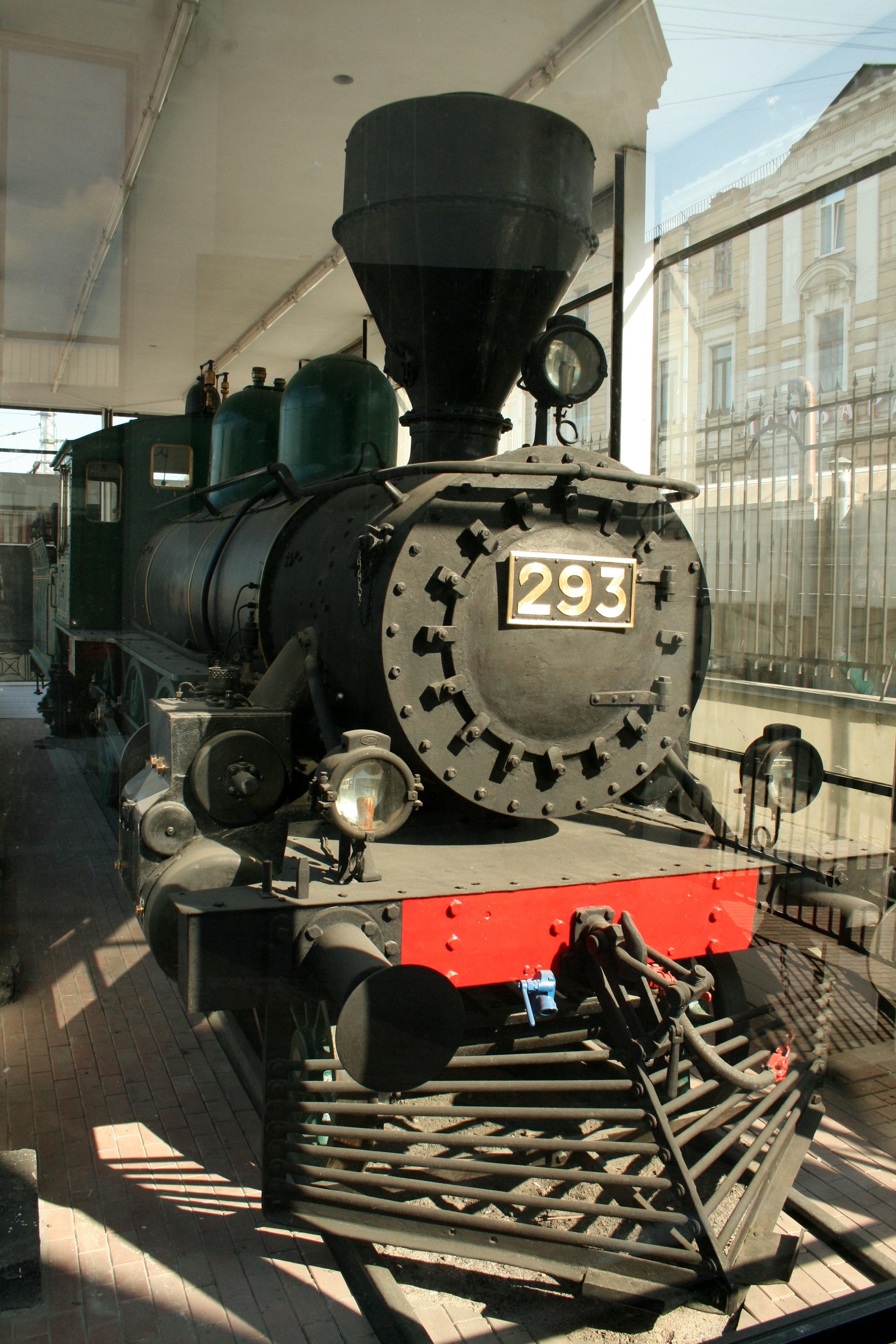
Động cơ kéo con tàu chở Lenin đến ga Phần Lan tại Petrograd vào tháng 4 năm 1917 không còn được bảo quản. Vì vậy, Động cơ #293 (hình trên) hiện được trưng bày thay thế ở địa danh này.

Đáp chân tại ga Phần Lan tại Petrograd vào tháng 4, Lenin diễn thuyết công kích Chính phủ Lâm thời trước những người ủng hộ Bolshevik, một lần nữa kêu gọi cách mạng vô sản toàn lục địa. Trong những ngày tiếp theo, ông tham vấn tại các cuộc họp của phái Bolshevik, chê trách những thành phần đòi giảng hòa với phái Menshevik và đọc "Luận cương tháng Tư", một bản sách lược khái yếu dành cho phái Bolshevik được chính tay Lenin viết trên chuyến hành trình trở về từ Thụy Sĩ. Ông công khai chỉ trích phái Menshevik và Đảng Xã hội chủ nghĩa – cách mạng, hai phe chiếm số đông trong Xô viết Petrograd, vì dám ủng hộ Chính phủ Lâm thời, quy kết họ là những kẻ phản bội lý tưởng xã hội chủ nghĩa. Vì cho rằng chính phủ mới có đầu óc đế quốc chẳng kém gì chế độ Sa hoàng cũ, Lenin đã nêu ra các yêu sách sau: cầu hòa với Đức và Áo-Hung ngay lập tức, giao nộp chính quyền về tay các xô viết, quốc hữu hóa các ngành công nghiệp và ngân hàng, tịch thu ruộng đất của địa chủ; tất cả nhằm gây dựng một chính quyền vô sản hướng tới chủ nghĩa xã hội. Trái lại, phái Menshevik tin rằng nước Nga chưa đạt đến độ chín muồi để đi lên chủ nghĩa xã hội, đồng thời cáo buộc Lenin muốn kích động nội chiến. Trong những tháng tiếp theo, Lenin nỗ lực tuyên truyền các chính sách của ông, dự các cuộc họp của Trung ương Đảng Bolshevik, đóng góp các bài viết đăng trên Pravda, diễn thuyết tại Petrograd nhằm chiêu mộ công nhân, binh lính, thủy thủ và nông dân cho sự nghiệp cách mạng.
Cảm thấy những người ủng hộ Bolshevik đang bắt đầu nản lòng, Lenin đề xuất tổ chức một cuộc biểu tình có vũ trang tại Petrograd để dò la phản ứng của chính phủ. Do sức yếu, ông rời thành phố tới làng Neivola ở Phần Lan để dưỡng bệnh. Cuộc biểu tình vũ trang sau đó của phái Bolshevik, còn có tên là những ngày Tháng Bảy, xảy ra trong lúc Lenin vắng mặt. Ngay khi hay tin về cuộc đụng độ giữa phái Bolshevik và Chính phủ Lâm thời, ông nhanh chóng quay về Petrograd và kêu gọi hòa hoãn. Đáp lại vụ ẩu đả, Chính phủ Lâm thời ra lệnh truy nã Lenin và nhiều đảng viên Bolshevik cốt cán, lục soát văn phòng của họ và loan tin vu khống Lenin là gián điệp của Đức. Tránh được cuộc lùng sục, Lenin lẩn trốn một thời gian ngắn ở một ngôi nhà an toàn bên trong Petrograd. Lo sợ cho tính mạng của mình, Lenin và cộng sự Grigory Y. Zinoviev đã cải trang và tẩu thoát khỏi Petrograd tới Razliv. Tại đây, Lenin chắp bút viết tác phẩm Nhà nước và Cách mạng, suy tưởng về một xã hội hậu cách mạng vô sản và bàn luận về thuyết tiêu biến nhà nước để lại một xã hội cộng sản thuần khiết. Ông tiếp tục tán dương một cuộc khởi nghĩa vũ trang do phái Bolshevik lãnh đạo nhằm lật đổ Chính phủ Lâm thời, song một cuộc họp bí mật của Trung ương Đảng đã bác bỏ ý tưởng này. Lenin bắt tàu đi Phần Lan, dừng bánh tại Helsinki vào ngày 10 tháng 8, nơi ông được chứa chấp bởi những cảm tình viên Bolshevik.

### Cách mạng Tháng Mười: 1917

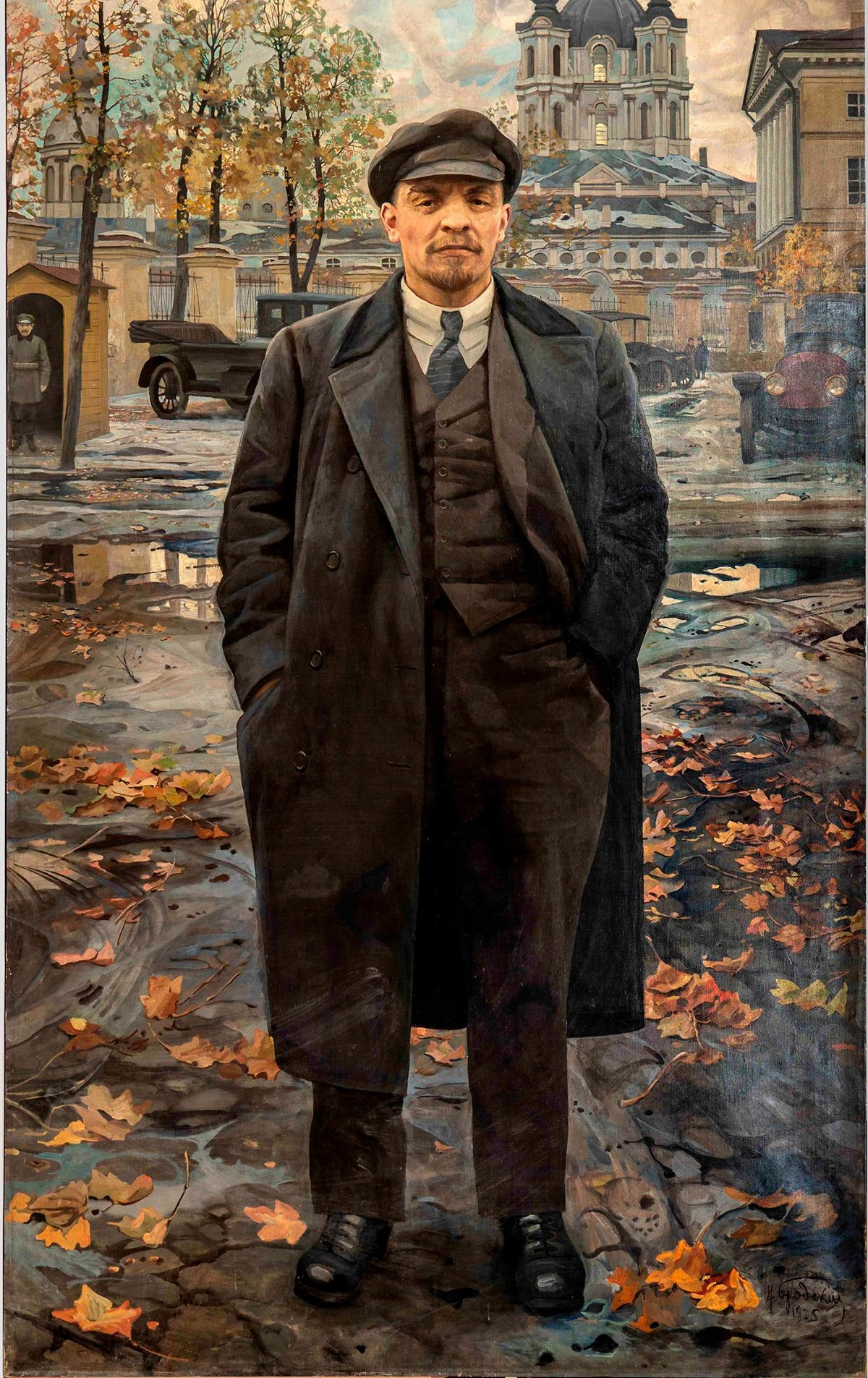
Lenin đứng trước Viện Smolny, họa phẩm của Isaak Brodsky

Tháng 8 năm 1917, trong thời gian Lenin trú ở Phần Lan, tổng tư lệnh Quân đội Nga lúc bấy giờ, Lavr G. Kornilov, cử binh lính đến Petrograd hòng thực hiện một cuộc đảo chính quân sự chống lại Chính phủ Lâm thời. Thủ tướng Aleksandr F. Kerensky bèn cầu cứu Xô viết Petrograd (bao gồm những người Bolshevik) và cho phép các nhà cách mạng tập hợp công nhân thành các nhóm Hồng vệ binh để bảo vệ thành phố. Quân đảo chính giải tán trước khi tới được Petrograd, song sự biến đã giúp phái Bolshevik trở lại đấu trường chính trị. E ngại một cuộc phản cách mạng của cánh hữu thù địch chủ nghĩa xã hội, những người Menshevik và Đảng Xã hội chủ nghĩa – cách mạng chiếm đa số trong Xô viết Petrograd đã gây sức ép lên chính phủ, buộc họ phải bình thường hóa quan hệ với phái Bolshevik. Uy tín của phái Menshevik lẫn Đảng Xã hội chủ nghĩa – cách mạng đang ngày càng suy giảm bởi liên minh của họ với Chính phủ Lâm thời có chính sách chủ chiến vốn không được lòng dân. Phái Bolshevik thừa cơ lăng xê nhà Marxist thân Bolshevik là Trotsky lên nắm quyền trong Xô viết Petrograd. Tới tháng 9, phái Bolshevik đã chiếm thế thượng phong trong Xô viết Moskva và Petrograd.
Nhận ra mọi sự đã lắng xuống, Lenin quay về Petrograd. Ông dự cuộc họp ngày 10 tháng 10 của Ban Chấp hành Trung ương Bolshevik, nơi ông tiếp tục vận động một cuộc khởi nghĩa vũ trang nhằm lật đổ Chính phủ Lâm thời; lần này nhận được 10 phiếu thuận và 2 phiếu chống. Zinoviev và Kamenev phản đối quyết định này, cho rằng công nhân sẽ không ủng hộ một cuộc khởi nghĩa bạo lực chống chính quyền và hơn nữa cũng chẳng có bằng chứng nào cho thấy một cuộc cách mạng vô sản sẽ nổ ra ở châu Âu như Lenin dự đoán. Đảng Bolshevik nhanh chóng lên kế hoạch cho cuộc tấn công, họp chốt ở Viện Smolny vào ngày 24 tháng 10. Nơi đây là đại bản doanh của Ủy ban Cách mạng Quân sự (MRC), một nhóm dân quân vũ trang hầu hết trung thành với phái Bolshevik, được thành lập bởi Xô viết Petrograd trong cuộc binh biến của Kornilov.
Vào tháng 10, MRC nhận lệnh chiếm đóng các trụ sở giao thông, liên lạc, in ấn và chế tác tiện ích của Petrograd, hoàn thành nhiệm vụ mà không đổ một giọt máu. Bolshevik vây hãm lực lượng chính phủ cố thủ trong Cung điện Mùa đông, công hạ nó và bắt giữ các bộ trưởng sau khi tàu tuần tiễu Rạng Đông được điều khiển bởi các thủy thủ Bolshevik bắn phát pháo mã tử để ra hiệu cho sự khởi đầu của cuộc cách mạng. Lenin thông báo cho Xô viết Petrograd rằng Chính phủ Lâm thời đã bị lật đổ. Phái Bolshevik tuyên bố thành lập Hội đồng Dân ủy; Lenin ban đầu khước từ chức Chủ tịch của cơ quan này, đề cử Trotsky thay thế, nhưng những người Bolshevik nhất quyết bầu Lenin và ông đành thuận theo. Lenin và những người Bolshevik sau đó tham dự Đại hội Xô viết toàn Nga trong hai ngày 26 và 27 tháng 10, công bố chính quyền mới. Phái Menshevik chỉ trích kịch liệt cuộc đảo chính bất hợp pháp và báo động nguy cơ một cuộc nội chiến sắp nổ ra. Lenin và những người Bolshevik kỳ vọng một làn sóng cách mạng vô sản sẽ quét qua châu Âu trong vài tuần hoặc vài tháng tới.

## Chính quyền của Lenin

### Tổ chức chính phủ Xô viết: 1917–1918
Chính phủ Lâm thời trước đây đã lên kế hoạch bầu cử Quốc hội Lập hiến vào tháng 11 năm 1917; chống lại phản đối của Lenin, Sovnarkom đồng ý cho cuộc bầu cử được thông qua. Phái Bolshevik nhận gần một phần tư phiếu, thua Đảng Xã hội chủ nghĩa – cách mạng. Lenin cho rằng kết quả bầu cử chưa phản ánh thực chất ý chí của nhân dân, rằng những người bỏ phiếu chưa hiểu rõ cương lĩnh chính trị Bolshevik, và cáo buộc danh sách ứng cử đã được sắp đặt trước thời điểm những người Xã hội chủ nghĩa – cách mạng cánh tả tách khỏi Đảng Xã hội chủ nghĩa – cách mạng. Dù vậy, Quốc hội Lập hiến mới của Nga vẫn tụ họp ở Petrograd vào tháng 1 năm 1918. Sovnarkom cáo buộc hành động này là phản cách mạng do nó có ý định gạt bỏ quyền lực khỏi tay các xô viết; Đảng Xã hội chủ nghĩa – cách mạng và Menshevik bác bỏ cáo buộc đó. Bolshevik kiến nghị lên Quốc hội, đòi bài trừ quyền pháp lý của nó. Sau khi Quốc hội từ chối, Sovnarkom tuyên bố hành động đó rõ ràng mang tính chất phản cách mạng và giải tán cơ quan này bằng vũ lực.
Lenin khước từ những đề nghị liên tiếp, từ cả những người Bolshevik, thúc giục ông liên minh với các đảng xã hội chủ nghĩa khác. Tuy chối bỏ hiệp đồng với những người Menshevik hoặc Xã hội chủ nghĩa – cách mạng, Sovnarkom vẫn nhượng bộ chút ít và cho phái Xã hội chủ nghĩa – cách mạng cánh tả nắm giữ 5 vị trí trong nội các vào tháng 12 năm 1917. Liên minh này chỉ tồn tại bốn tháng cho tới tháng 3 năm 1918, khi những người Xã hội chủ nghĩa – cách mạng cánh tả rút khỏi chính phủ do bất đồng chính kiến với phái Bolshevik về Thế chiến thứ nhất. Tại Đại hội VII tháng 3 năm 1918, phái Bolshevik quyết định đổi tên Đảng Công nhân xã hội dân chủ Nga thành Đảng Cộng sản Nga vì Lenin muốn tách biệt đảng phái của ông khỏi Đảng Dân chủ Xã hội Đức đang ngày càng theo chủ nghĩa xét lại, đồng thời nhấn mạnh mục đích tối thượng của Bolshevik là kiến dựng xã hội cộng sản.

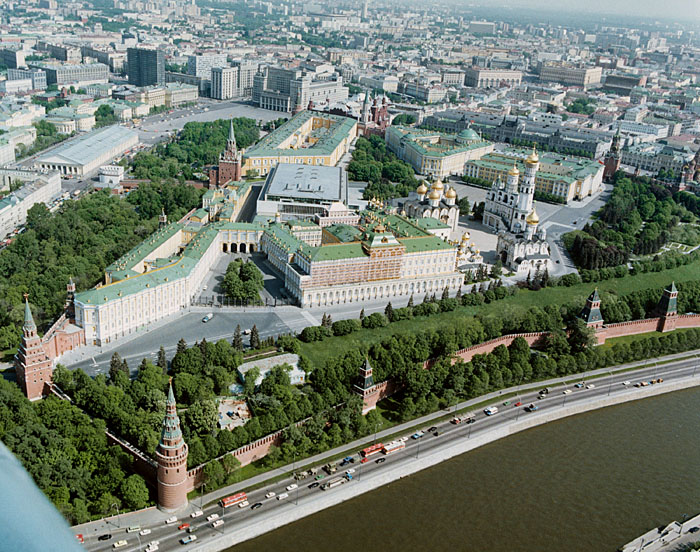
Điện Kremli, nơi sinh sống và làm việc của Lenin bắt đầu từ năm 1918 (ảnh chụp năm 1987)

Tuy trên lý thuyết, quyền lực tuyệt đối nằm trong tay chính phủ, được thay mặt bởi Sovnarkom và Ủy ban Điều hành (VTSIK) do Đại hội Xô viết toàn Nga (ARCS) tuyển cử, song về thực chất thì Đảng Cộng sản mới là tổ chức nắm giữ mọi quyền hành, điều mà bấy giờ ai cũng hiểu rõ. Tới năm 1918, Sovnarkom đã trở nên hết sức lớn mạnh, trong khi ARCS và VTSIK bị lép vế trầm trọng. Các xô viết bấy giờ đã không còn nắm thực quyền nào đối với Nga. Trong năm 1918 và 1919, chính quyền dần loại bỏ phái Menshevik và Xã hội chủ nghĩa – cách mạng khỏi các xô viết. Nga giờ đây trở thành một quốc gia đơn đảng.
Hai cơ quan Đảng mới là Bộ Chính trị và Cục Tổ chức được thành lập để phối hợp hoạt động với Ban Chấp hành Trung ương Đảng; quyết định do các cơ quan này đưa ra phải được chuẩn y bởi Sovnarkom và Hội đồng Lao động và Quốc phòng. Lenin là nhân vật đầu não trong cấu trúc chính trị này bởi lẽ ông đảm nhận cương vị Chủ tịch Sovnarkom, đồng thời giữ một ghế bên trong Hội đồng Lao động và Quốc phòng, cũng như trong Ban Chấp hành Trung ương Đảng và Bộ Chính trị. Người có quyền lực gần bằng Lenin lúc này là cánh tay phải đắc lực Yakov M. Sverdlov; vị này mất vào tháng 3 năm 1919 trong đại dịch cúm. Tháng 11 năm 1917, Lenin và vợ chuyển đến sống trong hai phòng ngủ của Viện Smolny; họ đi nghỉ ở Halila, Phần Lan, vào tháng sau. Tháng 1 năm 1918, Lenin suýt bị ám sát ở Petrograd; Fritz Platten đã chắn đạn cho ông và bị thương nặng.
Quan ngại về mối đe dọa của quân Đức đối với thủ đô Petrograd, Sovnarkom dời đô về Moskva vào tháng 3 năm 1918, phương án vốn chỉ mang tính chất phòng bị. Lenin, Trotsky và các lãnh đạo Bolshevik khác chuyển trụ sở đầu não của họ tới Điện Kremli, nơi Lenin sống cùng vợ và em gái trong căn phòng ở tầng một ngay bên cạnh phòng họp của Sovnarkom. Lenin không ưa thích Moskva, song hiếm khi ra ngoài thành phố suốt phần đời còn lại. Ông may mắn sống sót qua một vụ ám sát nữa tại Moskva vào tháng 8 năm 1918, bị bắn trọng thương sau một bài phát biểu trước công chúng. Một đảng viên Xã hội chủ nghĩa – cách mạng tên là Fanny Kaplan đã bị bắt giữ và tử hình. Báo chí Nga lan truyền rầm rộ tin tức về cuộc tấn công, góp phần làm dâng cao cảm tình của công chúng đối với Lenin và tăng thêm uy tín cho ông. Tháng 9 năm 1918, ông lui về Gorki Leninskiye ở ngoại ô Moskva để dưỡng bệnh, khu vực mới được quốc hữu hóa bởi chính phủ lúc bấy giờ.

### Cải cách kinh tế, pháp luật và xã hội: 1917–1918
— Cương lĩnh chính trị của Lenin ngày 24 tháng 11 năm 1917, trích từ Lenin (2006a:11-12)
Ngay sau khi lên năm quyền, Lenin đã ban hành một loạt các sắc lệnh. Đầu tiên là Sắc lệnh về ruộng đất, trong đó tuyên bố đất của quý tộc và Giáo hội Chính thống phải được quốc hữu hóa và tái phân phối cho nông dân dưới sự chỉ đạo của chính quyền địa phương. Điều này đi ngược lại nguyện vọng tập thể hóa đất canh tác của Lenin, song chính thức công nhận việc nông dân trưng dụng đất đã diễn ra từ trước. Tháng 11 năm 1917, chính phủ ban hành Sắc lệnh về báo chí nhằm đóng cửa các hãng thông tấn bị coi là phản cách mạng. Chính phủ khẳng định biện pháp này chỉ là tạm thời; sắc lệnh này bị chỉ trích gay gắt, ngay cả từ các đảng viên Bolshevik, do vi phạm quyền tự do báo chí.
Tháng 11 năm 1917, Lenin cho ra đời bản Tuyên ngôn về Quyền của Nhân dân Nga, trong đó khẳng định các nhóm dân tộc phi-Nga dưới nền Cộng hòa có quyền li khai và gây dựng nền độc lập của riêng họ. Theo đó, nhiều quốc gia đã tuyên bố độc lập và tách khỏi Nga (Phần Lan và Litva vào tháng 12 năm 1917, Latvia và Ukraina vào tháng 1 năm 1918, Estonia vào tháng 2 năm 1918, Ngoại Kavkaz vào tháng 4 năm 1918 và Ba Lan vào tháng 11 năm 1918). Đảng Bolshevik chủ động quảng bá các đảng cộng sản mới ở các quốc gia non trẻ này. Tháng 7 năm 1918, Đại hội V Xô viết toàn Nga phê chuẩn hiến pháp tái lập Cộng hòa Nga thành Cộng hòa Xã hội chủ nghĩa Xô viết Liên bang Nga. Nhằm hiện đại hóa đất nước, chính phủ không sử dụng lịch Julius mà chuyển sang dùng lịch Gregorius giống các quốc gia châu Âu khác.
Tháng 11 năm 1917, Sovnarkom ban hành nghị định bãi bỏ hệ thống pháp luật của Nga, kêu gọi vận dụng "lương tâm cách mạng" thay thế pháp luật. Tòa án được thay bằng hệ thống tư pháp hai bậc, theo đó bao gồm Tòa án Cách mạng chuyên xử các vụ án phản cách mạng và Tòa án Nhân dân chuyên xử các vụ án dân sự hoặc hình sự. Hệ thống này xét xử không dựa trên bộ luật cũ, mà dựa trên các nghị định của Sovnarkom và cái gọi là "tinh thần chính nghĩa xã hội chủ nghĩa." Quân đội được tái tổ chức toàn diện vào tháng 11; Sovnarkom thi hành các biện pháp cào bằng, bãi bỏ các chức hàm, chức danh, huân chương, và kêu gọi binh sĩ tự thành lập ủy ban để bầu ra chỉ huy.

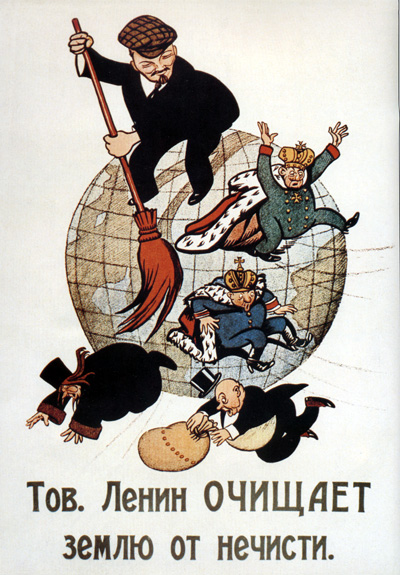
Áp phích tuyên truyền của Bolshevik vào năm 1920, miêu tả Lenin đang quét đi đám quân chủ, tăng lữ, và tư bản. Biểu ngữ bên dưới viết "Đồng chí Lenin đang quét sạch lũ ô trọc khỏi Trái Đất"

Tháng 10 năm 1917, Lenin ra lệnh giảm giờ làm cho toàn thể nhân dân lao động xuống còn 8 tiếng một ngày. Ông tiếp tục ban hành sắc lệnh về giáo dục nhân dân, đảm bảo mọi đứa trẻ ở Nga được giáo dục thế tục miễn phí, và thiết lập các trại trẻ mồ côi được nhà nước tài trợ. Ngoài ra, chính phủ cũng cương quyết khắc phục nạn mù chữ, theo đó tầm 5 triệu nhân dân đã tham gia các lớp xóa mù chữ thần tốc từ năm 1920 đến năm 1926. Ủng hộ bình đẳng giới, các đạo luật đã được thông qua nhằm giải phóng phụ nữ, trao cho họ quyền tự chủ tài chính và dỡ bỏ các hạn chế đối với ly hôn. Ban Phụ vận (Zhenotdel) được thành lập để thúc đẩy các chính sách nữ quyền Bolshevik. Dưới thời Lenin, Nga trở thành quốc gia đầu tiên hợp pháp hóa nạo phá thai theo yêu cầu nếu người phụ nữ đang trong kỳ tam cá nguyệt thứ nhất. Với ý thức hệ vô thần, Lenin và Đảng Cộng sản muốn bãi bỏ các tôn giáo có tổ chức bài bản. Tháng 1 năm 1918, chính phủ ra nghị định tách rời giáo hội và nhà nước, nghiêm cấm giảng dạy tôn giáo trong nhà trường.
Tháng 11 năm 1917, Lenin ban hành Sắc lệnh về Quyền kiểm soát của công nhân, kêu gọi công nhân thành lập các ủy ban tự bầu cử để giám sát công việc quản trị của các tập đoàn. Tháng đó chính phủ cũng ra nghị định trưng thu kim tệ, và quốc hữu hóa ngân hàng; những chính sách mà Lenin coi là bước tiến quan trọng lên xã hội chủ nghĩa. Vào tháng 12, Sovnarkom lập ra Xô viết Tối cao về Kinh tế Quốc dân (VSNKh) nắm giữ quyền hành đối với các ngành công nghiệp, nông nghiệp, thương nghiệp, và ngân quỹ. Các ủy ban nhà máy nằm dưới các công đoàn đều trực thuộc VSNKh; hoạch định kinh tế tập trung của nhà nước được ưu tiên trước các mối quan tâm kinh tế của công nhân địa phương. Đầu năm 1918, Sovnarkom xóa nợ ngoại quốc và từ chối trả lợi tức cho chủ nợ. Tháng 4 năm 1918, ngành giao thương được quốc hữu hóa, độc quyền nhà nước được thiết lập đối với xuất nhập khẩu. Tháng 6 năm 1918, tiện ích công cộng như đường ray, ngành kỹ thuật, ngành dệt may, ngành kim thuật và đào mỏ được quốc hữu hóa, tuy hầu như chỉ là trên danh nghĩa. Công cuộc quốc hữu hóa toàn diện không được tiến hành cho đến tháng 11 năm 1920, thời điểm khi mà các tập đoàn tiểu công nghiệp rơi vào tầm kiểm soát của nhà nước.
Phái "Cộng sản Tả khuynh" bên trong Đảng Bolshevik phê phán chính sách kinh tế của Sovnarkom là còn quá nhân nhượng; họ đòi quốc hữu hóa toàn bộ nền công nghiệp, nông nghiệp, thương nghiệp, tài chính, giao thông và liên lạc. Lenin tin rằng điều này xa vời thực tiễn, cho rằng nhà nước chỉ nên quốc hữu các tập đoàn tư bản lớn, chẳng hạn như ngân hàng, đường ray, bất động sản lớn, công xưởng lớn và ngành khai mỏ, còn đâu vẫn cho phép tiểu tư bản hoạt động tới khi chúng đủ lớn để được quốc hữu hiệu quả. Lenin bất đồng với những người cộng sản tả khuynh về tổ chức kinh tế; vào tháng 6 năm 1918, ông lập luận rằng sự kiểm soát tập trung kinh tế là điều hết sức cấp thiết. Trái lại, phái tả khuynh lại muốn công nhân kiểm soát từng nhà máy một, hướng tiếp cận công đoàn chủ nghĩa mà Lenin cho là gây phương hại đến chủ nghĩa xã hội.
Với lập trường tả khuynh tự do cá nhân chủ nghĩa, Cộng sản Tả khuynh cùng các bè phái trong Đảng Cộng sản chỉ trích sự tụt dốc của nền dân chủ ở Nga. Trên trường quốc tế, nhiều nhà xã hội chủ nghĩa đã gièm pha chế độ của Lenin và bác bỏ chủ nghĩa xã hội do ông xây dựng. Cụ thể, họ nhấn mạnh sự thiếu vắng tham chính của nhân dân, thiếu vắng góp ý của nhân dân và nói chung là thiếu vắng một nền dân chủ công nghiệp. Cuối năm 1918, nhà Marxist người Séc-Áo Karl Kautsky xuất bản pamfơlê phê phán bản chất phi dân chủ của Nga Xô viết, song bị Lenin đáp trả kịch liệt. Nhà Marxist người Đức Rosa Luxemburg đồng thuận với Kautsky ở nhiều điểm. Nhà vô chính phủ người Nga Pyotr A. Kropotkin ví cuộc đảo chính Bolshevik như là "mồ chôn Cách mạng Nga."

### Hòa ước Brest-Litovsk: 1917–1918
— Lenin nói về hòa bình với Liên minh Trung tâm, tạm dịch theo Fischer (1964:193–194)
Ngay khi lên nắm quyền, Lenin tin rằng sách lược quan trọng nhất lúc này là rút khỏi Thế chiến thứ nhất bằng cách cầu hòa với Liên minh Trung tâm gồm Đức và Áo-Hung. Ông tin rằng chiến tranh tiếp diễn sẽ kích động sự uất ức trong hàng ngũ binh sĩ Nga kiệt quệ, những người mà ông đã hứa là sẽ có hòa bình. Hơn nữa, những binh lính này và quân Đức đều là mối hiểm họa đối với chính quyền cách mạng và sự nghiệp xã hội chủ nghĩa quốc tế. Trái lại, những người Bolshevik khác, cụ thể là Nikolai I. Bukharin và phái Tả khuynh Cộng sản, cho rằng hòa hoãn với Liên minh Trung tâm là hành động phản bội chủ nghĩa xã hội, thay vào đó đề xuất Nga thực hiện "một cuộc chiến bảo vệ cách mạng" mà sẽ kích động giai cấp vô sản Đức đứng lên lật đổ chính quyền.
Lenin đề xuất một thỏa thuận đình chiến ba tháng trong Sắc lệnh về Hòa bình vào tháng 11 năm 1917, được tán thành bởi Đại hội II Xô viết, rồi được chuyển tiếp cho chính quyền Đức và Áo-Hung. Người Đức phản ứng rất tích cực, xem đây là cơ hội để tập trung lực lượng sang Mặt trận phía Tây và ngăn chặn thất bại kề cận. Vào tháng 11, hòa đàm diễn ra ở Brest-Litovsk, trụ sở bộ tư lệnh tối cao của Đức ở Mặt trận phía Đông, với phái đoàn Nga được dẫn đầu bởi Trotsky và Adolph A. Joffe. Song song với sự kiện này, hai bên đã thỏa thuận ngừng bắn cho tới tháng 1. Trong khuôn khổ cuộc đàm phán, phía Đức kiên quyết bám trụ các phần lãnh thổ mà họ đã chiếm được trong cuộc chiến, bao gồm Ba Lan, Litva và Courland; trong khi phía Nga cho rằng điều này vi phạm trắng trợn quyền tự quyết dân tộc. Một bộ phận Đảng Bolshevik muốn trì hoãn đàm phán để chờ cuộc cách mạng vô sản trong kỳ vọng nổ ra ở châu Âu. Ngày 7 tháng 1 năm 1918, Trotsky đem tối hậu thư của Liên minh Trung tâm trở về Sankt-Peterburg: hoặc là Nga chấp nhận yêu sách lãnh thổ của Đức, hoặc là chiến tranh cứ thế tiếp diễn.

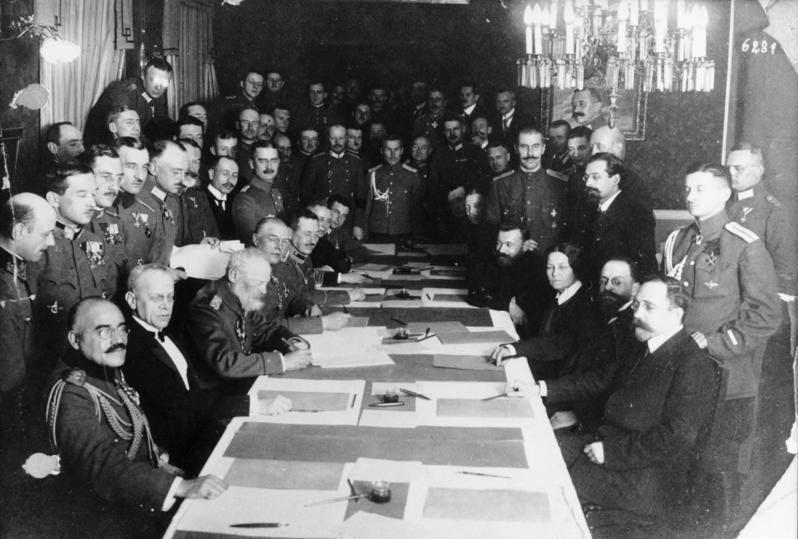
Ký kết hiệp định đình chiến giữa Nga và Đức, 15 tháng 12 năm 1917

Vào tháng 1 và ít lâu sau vào tháng 2, Lenin thúc giục Đảng Bolshevik chấp nhận điều khoản của Đức. Ông cho rằng mất mát lãnh thổ có thể chấp nhận được nếu nó đảm bảo sự sống còn của chính quyền Bolshevik. Phần lớn những người Bolshevik bác bỏ ý kiến của Lenin và muốn kéo dài đàm phán, đồng thời cáo buộc lời lẽ của Đức là dối trá. Ngày 18 tháng 2, Quân đội Đức tiến hành chiến dịch Faustschlag, xâm nhập sâu hơn vào lãnh thổ do Nga kiểm soát, chinh phục Dvinsk trong vòng một ngày. Tại thời điểm này, Lenin đã thuyết phục thành công một bộ phận trong Ban Chấp hành Trung ương chấp thuận yêu sách lãnh thổ của Liên minh Trung tâm. Ngày 23 tháng 2, Liên minh Trung tâm ra tối hậu thư mới: hoặc là Nga công nhận Ba Lan, các quốc gia Baltic và Ukraina đều thuộc về Đức; hoặc là đối mặt với nguy cơ bị xâm lược toàn diện.
Ngày 3 tháng 3, Hiệp ước Brest-Litovsk được ký kết. Theo đó, Nga phải gánh tất cả bất lợi về phần mình, để mất vào tay Đức 26% dân số của cựu Đế quốc Nga, 37% diện tích đất canh tác, 28% tiềm năng công nghiệp, 26% tuyến đường ray, 3/4 nguồn quặng than và sắt. Quyết định nhân nhượng lãnh thổ trong hiệp ước đã vấp phải phản ứng dữ dội trên khắp phổ chính trị. Nhiều đảng viên Bolshevik và Xã hội chủ nghĩa – cách mạng trong Sovnarkom từ chức để bày tỏ sự phản đối. Sovnarkom bèn tập trung nguồn lực vào chiến dịch kích động giai cấp vô sản Đức, cho ấn hành hàng loạt sách báo phản chiến và chống chính quyền trên lãnh thổ nước họ; chính phủ Đức đáp trả bằng cách trục xuất các nhà ngoại giao Nga. Dẫu chiến thắng trên mặt trận ngoại giao, Liên minh Trung tâm vẫn không tài nào tránh được thất bại sau cùng. Vào tháng 11 năm 1918, Hoàng đế Đức Wilhelm II thoái vị và chính phủ thay thế ký kết hòa ước với phe Đồng minh. Sovnarkom rốt cuộc phải thừa nhận rằng Hiệp ước Brest-Litovsk chẳng đạt được mục đích gì.

### Chống phú nông, Cheka, và Khủng bố Đỏ: 1918–1922
— Lenin nói về Khủng bố Đỏ, tạm dịch từ Volkogonov (1994:182)
Đầu năm 1918, nhiều thành phố phía tây Nga đối mặt với nạn đói do thiếu thốn lương thực dai dẳng. Lenin lên án kulak, tức tầng lớp phú nông ở Nga thời xưa, đã cố tình tích trữ ngũ cốc do họ sản xuất để tăng giá trị trao đổi trên thị trường. Tháng 5 năm 1918, ông lệnh cho quân dân vũ trang đi trưng thu ngũ cốc của kulak để đưa lên thành phố phân phối. Vào tháng 6, ông phát động thành lập Ủy ban Bần cố nông để viện trợ chiến dịch chống kulak. Chính sách đã gây ra bất ổn xã hội lớn và khiến bạo lực lan rộng vì các toán vũ trang thường hay ẩu đả với nông dân, làm tăng nguy cơ nảy sinh xung đột nội chiến. Một trong những ví dụ điển hình nhất cho thấy sự kiên quyết lập trường của Lenin đó là bức điện tháng 8 năm 1918 gửi tới các Bolshevik ở Penza. Trong đó, ông hiệu triệu lực lượng địa phương dập tắt một cuộc nổi dậy nông dân bằng cách treo cổ làm gương ít nhất 100 "tên kulak, trọc phú, [và] lũ hút máu."
Cuộc trưng thu ngũ cốc hà khắc của Lenin đã khiến nhiều nông dân thoái chí và không dám sản xuất vượt hơn số ngũ cốc họ tiêu thụ, hệ quả là sản lượng nông nghiệp sa sút tụt hậu. Thị trường chợ đen bùng nổ đã bù trừ cho nền kinh tế bị nhà nước hạn chế. Điều này đã khiến Lenin phải ban bố lệnh xử bắn những kẻ đầu cơ tích trữ, thương nhân chợ đen và trộm cướp. Đảng Xã hội chủ nghĩa – cách mạng và Xã hội chủ nghĩa – cách mạng cánh tả đều đã lên án chính sách trưng thu ngũ cốc bằng vũ lực của Đảng Bolshevik tại Đại hội Xô viết Toàn Nga lần thứ V vào tháng 7 năm 1918. Nhận ra rằng Ủy ban Bần cố nông đôi khi xử tử cả nông dân không phải kulak, khiến tầng lớp này ngờ vực chính phủ, Lenin đành bãi bỏ chiến dịch vào tháng 12 năm 1918.
Lenin liên tục nhấn mạnh sự cần thiết của chiến dịch khủng bố và bạo lực nhằm xóa bỏ trật tự cũ, cũng như đảm bảo thắng lợi cho công cuộc cách mạng. Phát biểu trước Ủy ban Chấp hành Trung ương Toàn Nga Xô viết vào tháng 11 năm 1917, ông tuyên bố rằng "nhà nước là một thiết chế được xây dựng nhằm thực thi bạo lực. Trước đó, bạo lực này được thực thi bởi lũ tham ô thiểu số đứng trên đầu toàn bộ nhân dân; giờ đây chúng ta muốn [...] tổ chức lại bạo lực đó nhân danh lợi ích của nhân dân." Ông cực lực phản đối ý kiến bãi bỏ án tử hình. Lo sợ các thế lực chống phá Bolshevik âm mưu lật đổ chính quyền, Lenin cho thành lập lực lượng cảnh sát chính trị Cheka vào tháng 12 năm 1917, do Felix Dzerzhinsky lãnh đạo.

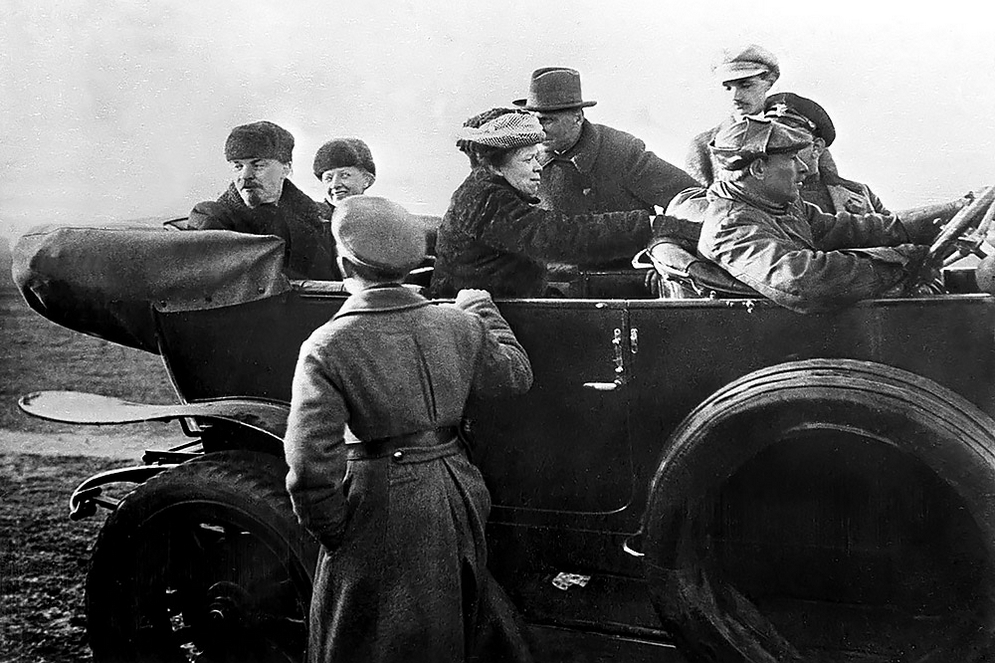
Lenin ngồi trên xe cùng vợ và em gái sau lễ duyệt binh của Hồng quân tại Đồng cỏ Khodynka, Moskva, vào ngày 1 tháng 5 năm 1918

Tháng 9 năm 1918, Sovnarkom thông qua nghị quyết khánh thành cuộc Khủng bố Đỏ, một hệ thống áp chế thi hành bởi Cheka. Tuy đôi khi được coi là công cụ để diệt trừ toàn bộ giai cấp tư sản, Lenin thực chất không có ý định quét sạch hoàn toàn giai cấp này, mà chỉ nhắm chủ yếu vào những thành phần có tư tưởng muốn tái lập trật tự cũ. Phần lớn nạn nhân của cuộc khủng bố là công dân giàu có hoặc là thành viên của chế độ Sa hoàng năm xưa; trong đó cũng có cả những người chống tư sản bất đồng với Bolshevik và những thành phần xã hội lưu manh như đĩ điếm. Cheka được ủy quyền xét xử và thi hành án đối với bất cứ thành phần nào thể hiện tư tưởng chống đối chính quyền mà không cần hỏi ý kiến của Tòa án Cách mạng. Theo đó, tổ chức này đã xử tử rất nhiều người trên khắp Nga Xô viết, thường hàng loạt theo số đông. Đơn cử như lực lượng Cheka ở Petrograd đã từ hình 512 người trong vòng vài ngày. Không có tư liệu chính xác nào còn sót lại về số người thiệt mạng trong cuộc Khủng bố Đỏ; ước tính của các sử gia đời sau rơi vào tầm 10-15.000, hoặc 50-140.000.
Lenin chưa từng tận mắt chứng kiến hay tham gia vào chiến dịch khủng bố, công khai cách li khỏi nó. Các bài viết được xuất bản và diễn văn của Lenin rất hiếm khi nhắc đến xử tử; ông thường chỉ nói về điều này trong các bức điện mã hóa hoặc các bức mật thư. Nhiều người Bolshevik tỏ ra e ngại trước các cuộc hành quyết hàng loạt của Cheka và sự vô trách nhiệm dễ thấy của tổ chức này. Đảng Cộng sản đã cố gắng hạn chế hoạt động của Cheka vào tháng 2 năm 1919, tước bỏ quyền phán xử của Cheka ở những khu vực không có thiết quân luật, song tổ chức này vẫn tiếp tục hoành hành khắp đất nước. Tới năm 1920, Cheka đã trở thành một thế lực hùng mạnh ở Nga Xô viết, ảnh hưởng sâu sắc đến nhiều nhánh của bộ máy nhà nước.
Một sắc lệnh tháng 4 năm 1919 đã cho thành lập các trại tập trung được ủy thác cho Cheka, sau được điều hành bởi cơ quan chính phủ gọi là Gulag. Cuối năm 1920, 84 khu trại đã được thiết lập khắp Nga Xô viết, chứa khoảng 50.000 tù nhân; tới tháng 10 năm 1923, số lượng trại tăng lên 315 và chứa khoảng 70.000 tù nhân. Những người bị bắt được tận dụng làm lao động cưỡng bức. Tháng 7 năm 1922, trí thức bị coi là chống đối chính quyền Bolshevik bị đày tới những vùng thưa thớt dân cư hoặc ra hẳn nước ngoài; Lenin đích thân xem xét kĩ lưỡng danh sách những người bị kết án theo kiểu này. Tháng 5 năm 1922, Lenin hạ lệnh xử tử các linh mục chống đối Bolshevik, khiến 14.000 đến 20.000 người chết theo một ước tính. Giáo hội Chính thống giáo Nga bị ảnh hưởng nặng nề nhất; ngoài ra các chính sách bài tôn giáo của chính quyền cũng ảnh hưởng xấu đến các giáo hội Công giáo La mã, Tin Lành, Do Thái giáo và Hồi giáo.

### Nội chiến và xung đột với Ba Lan: 1918–1920
— Lenin nói về chiến tranh, tạm dịch theo Pipes (1990:610)
Lenin đã lường trước rằng tầng lớp quý tộc và tư sản Nga sẽ hiệp đồng với nhau để chống chính quyền cách mạng; ông cho rằng lợi thế về quan số của các tầng lớp hạ lưu, cộng với khả năng tổ chức quân đội hiệu quả của Đảng Bolshevik, sẽ đảm bảo thắng lợi cuối cùng cho họ. Tuy nhiên, Lenin đã không thể lường được cường độ chống đối mãnh liệt như thế nào. Nội chiến Nga tiếp đó chủ yếu là cuộc đối đầu giữa phe Hồng quân ủng hộ Bolshevik và phe Bạch vệ chống Bolshevik; song nó cũng bao gồm các cuộc chiến giành độc lập của các dân tộc ở biên giới phía Tây, các lực lượng nông dân đơn lập lẻ tẻ và Quân Lục trên khắp cựu lãnh thổ của Đế quốc Nga. Vì vậy, các nhà sử học đánh giá cuộc chiến này thực chất ẩn chứa bên trong hai xung đột riêng lẻ: một là giữa phe cách mạng và phản cách mạng, hai là giữa các phe cách mạng đối chọi lẫn nhau.
Bạch vệ là một lực lượng quân sự chống Bolshevik được sáng lập bởi nhiều quân sĩ phục vụ dưới chế độ Sa hoàng cũ, cấu thành từ các đạo quân sau: Tình nguyện quân của Anton I. Denikin ở miền Nam nước Nga, lực lượng của Aleksandr V. Kolchak ở Siberia, và lực lượng của Nikolai N. Yudenich ở các nước Baltic mới độc lập. Bạch vệ được hỗ trợ bởi 35.000 binh lính của Quân đoàn Séc, khi trước là tù binh chiến tranh của Liên minh Trung tâm, về sau phản bội Sovnarkom và hiệp đồng với tổ chức chống Bolshevik gọi là Ủy ban các Thành viên của Quốc hội Lập hiến (Komuch) ở Samara. Ngoài ra, Bạch vệ còn được hậu thuẫn bởi các cường quốc phương Tây, những người coi Hiệp ước Brest-Litovsk là sự phản bội nỗ lực chiến tranh của Đồng minh và lo sợ nguy cơ cách mạng lan rộng thông qua lời hiệu triệu của Bolshevik. Năm 1918, 10.000 lính Anh, Pháp, Mỹ, Canada, Ý và Serbia đổ bộ tại Murmansk, nhanh chóng chiếm cứ Kandalaksha. Cũng trong năm đó, các lực lượng Anh, Mỹ và Nhật đổ bộ Vladivostok. Quân phương Tây rốt cuộc rút khỏi cuộc chiến, chỉ đứng sau trợ cấp kĩ thuật viên và đạn dược cho phe Bạch vệ; tuy vậy Nhật Bản vẫn kiến định bám trụ cuộc chiến với tham vọng mở rộng lãnh thổ.
Lenin ủy thác cho Trotsky thành lập Hồng quân Công Nông; được sự ủng hộ của Lenin, Trotsky thành lập Hội đồng Quân sự Cách mạng vào tháng 9 năm 1918 và giữ chức chủ tịch cho tới năm 1925. Nhận thức rõ kinh nghiệm chinh chiến của các sĩ quan chế độ cũ, Lenin cho phép họ tham gia lãnh đạo Hồng quân dưới sự giám sát của Trotsky. Phe Hồng quân nắm giữ hai thành phố lớn nhất của Nga lúc bấy giờ là Moskva và Petrograd, cùng hầu hết các khu vực trung tâm của Nga, trong khi đó Bạch vệ chỉ kiểm soát các phần lãnh thổ biên viễn và ít cư dân. Với tình hình đó, lực lượng Bạch vệ bị phân mảnh bởi trở ngại về mặt địa lý. Họ đồng thời thất bại trong nỗ lực chiếm lấy cảm tình của các dân tộc thiểu số vì vốn mang tư tưởng thượng đẳng chủng tộc Nga. Ngoài ra, các lực lượng chống đối Bolshevik cũng thực thi các chiến dịch Khủng bố Trắng nhằm thanh trừng những thành phần ủng hộ Bolshevik; làn sóng khủng bố này hầu như chỉ mang tính chất tự phát và không được tổ chức bài bản như cuộc Khủng bố Đỏ. Cả hai phe tham chiến đều đã thực hiện nhiều vụ tấn công chống lại cộng đồng Do Thái; tội ác mà bị Lenin chỉ trích kịch liệt, cho rằng sự bài thị Do Thái bắt nguồn từ tuyên truyền của tư bản.

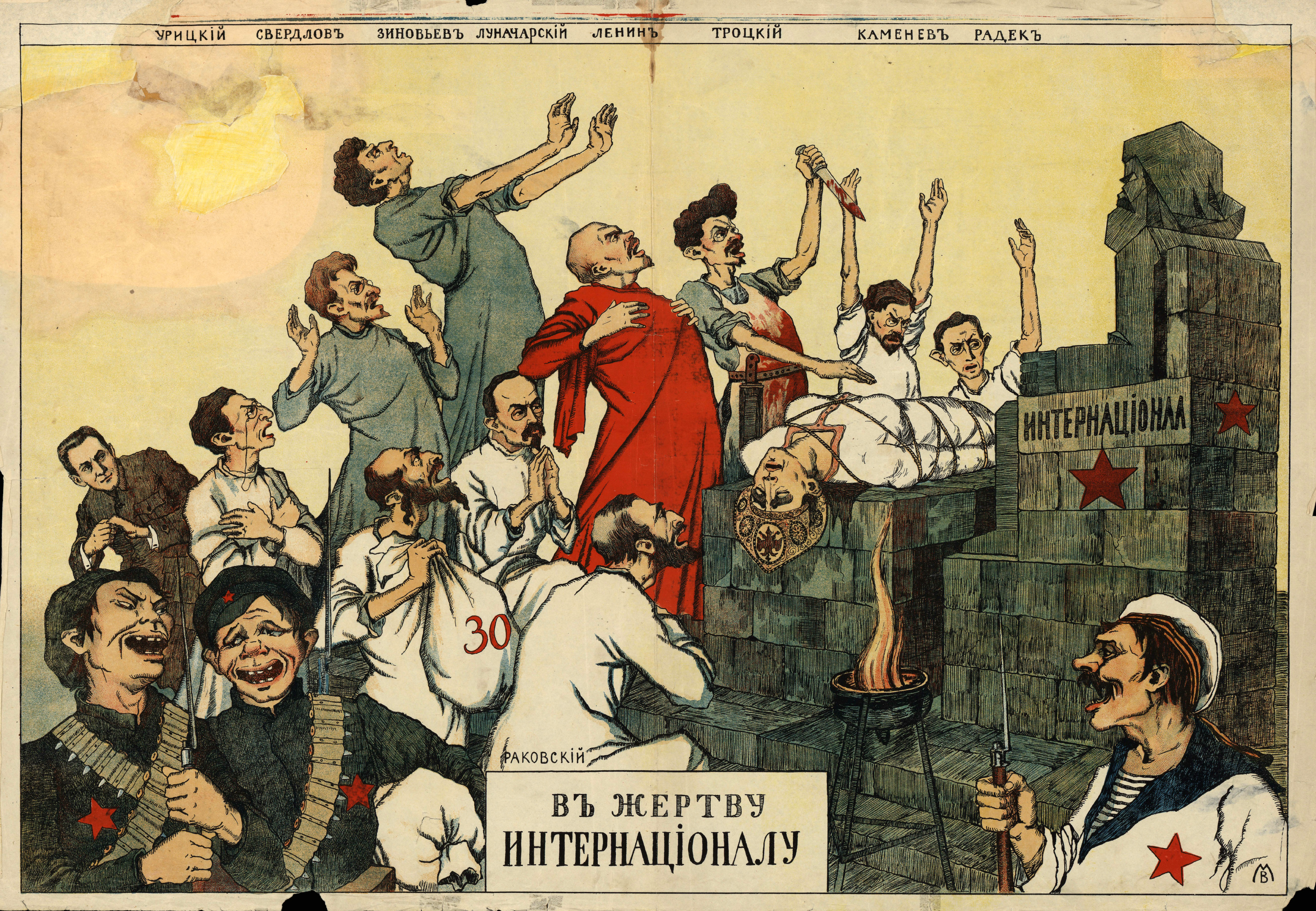
Áp phích tuyên truyền chống Bolshevik của Bạch vệ Nga, miêu tả Lenin mặc áo choàng đỏ, xui khiến những người Bolshevik dâng hiến Nga cho Marx (c. 1918–1919)

Tháng 7 năm 1918, Sverdlov thông báo cho Sovnarkom rằng Xô viết Khu vực Ural đã hành quyết vị cựu Sa hoàng và thân tộc của ông ta ở Yekaterinburg để không cho họ rơi vào tay Bạch vệ. Tuy thiếu chứng cứ, một số sử gia như Richard Pipes và Dmitry A. Volkogonov suy đoán rằng người ra mệnh lệnh có lẽ là Lenin. Sử gia James Ryan phản đối rằng "không lý" gì để tin vào chuyện ấy. Dù gì đi chăng nữa, Lenin coi cuộc hành quyết là cần thiết, viện dẫn vụ chém đầu Vua Louis XVI trong Cách mạng Pháp.
Sau Hiệp ước Brest-Litovsk, phái Xã hội chủ nghĩa – cách mạng cánh tả từ bỏ liên minh và ngày càng thù ghét phái Bolshevik. Tháng 7 năm 1918, nhà Xã hội chủ nghĩa – cách mạng cánh tả Yakov G. Blumkin ám sát đại sứ Đức Wilhelm von Mirbach tại Nga, hy vọng sự biến sẽ kích động một cuộc chiến cách mạng mới chống lại Đức. Phái Xã hội chủ nghĩa – cách mạng cánh tả sau đó thực hiện đảo chính ở Moskva, pháo kích Điện Kremli rồi chiếm đóng bưu điện trung tâm của thành phố, trước khi bị trấn áp bởi lực lượng của Trotsky. Các thủ lĩnh và đảng viên thuộc phái này bị bắt giữ và bỏ tù, song lại được đối xử mềm mỏng hơn những kẻ thù khác của Bolshevik.
Tới năm 1919, Bạch vệ hiện đã thất thế trầm trọng, tới đầu năm 1920 thì đã bị đánh tan tác trên mọi mặt trận. Tuy Sovnarkom giành phần thắng, lãnh thổ Nga đã bị co cụm lại do các nhóm sắc tộc bên trong Đế quốc Nga tuyên bố độc lập. Một vài trường hợp (điển hình là các quốc gia ở đông-bắc châu Âu như Estonia, Latvia, Litva và Phần Lan) được Xô viết chính thức công nhận độc lập và thỏa hiệp hòa ước. Các trường hợp khác bị Hồng quân đàn áp thẳng tay; tới năm 1921, phong trào dân tộc Ukrainia bị đè bẹp và dãy Kavkaz đã trở lại quyền kiểm soát của Nga, tuy nhiên xung đột vẫn tiếp diễn ở Trung Á cho tới cuối những năm 1920.
Sau khi quân đoàn Ober Ost của Đức rút khỏi Mặt trận phía Đông theo đúng Hòa ước, quân đội Nga Xô viết và Ba Lan bèn tiến vào để khỏa lấp khoảng trống quyền lực. Nhà nước Ba Lan và chính quyền Xô viết non trẻ đều có ý định mở rộng lãnh thổ tại đây. Lính Ba Lan và Nga Xô đụng độ lần đầu tiên vào tháng 2 năm 1919, nhanh chóng leo thang thành chiến tranh Ba Lan-Xô viết. Không giống các cuộc chiến trước, cuộc chiến này đóng vai trò quan trọng trong chiến lược xuất khẩu cách mạng sang các nước châu Âu khác của Sovnarkom. Quân Ba Lan đánh lấn sang Ukraina và tới tháng 5 năm 1920 đã chiếm được Kiev từ tay Nga Xô. Sau khi đánh lui Quân đội Ba Lan, Lenin kêu gọi Hồng quân xâm lược Ba Lan với niềm tin rằng giai cấp vô sản của đất nước này sẽ vùng lên ủng hộ quân Nga và châm ngòi cho một cuộc cách mạng. Trotsky và các Bolshevik khác tỏ ra ngờ vực, song vẫn tiến hành cuộc xâm lược; giai cấp vô sản Ba Lan rốt cuộc đã không nổi dậy và Hồng quân hứng chịu thất bại nặng nề tại Trận Warszawa. Quân Ba Lan đẩy lùi Hồng quân về lãnh thổ Nga, buộc Sovnarkom cầu hòa; cuộc chiến khép lại với Hòa ước Riga, theo đó Nga phải nhượng đất cho Ba Lan.

### Quốc tế Cộng sản và cách mạng toàn cầu: 1919–1920

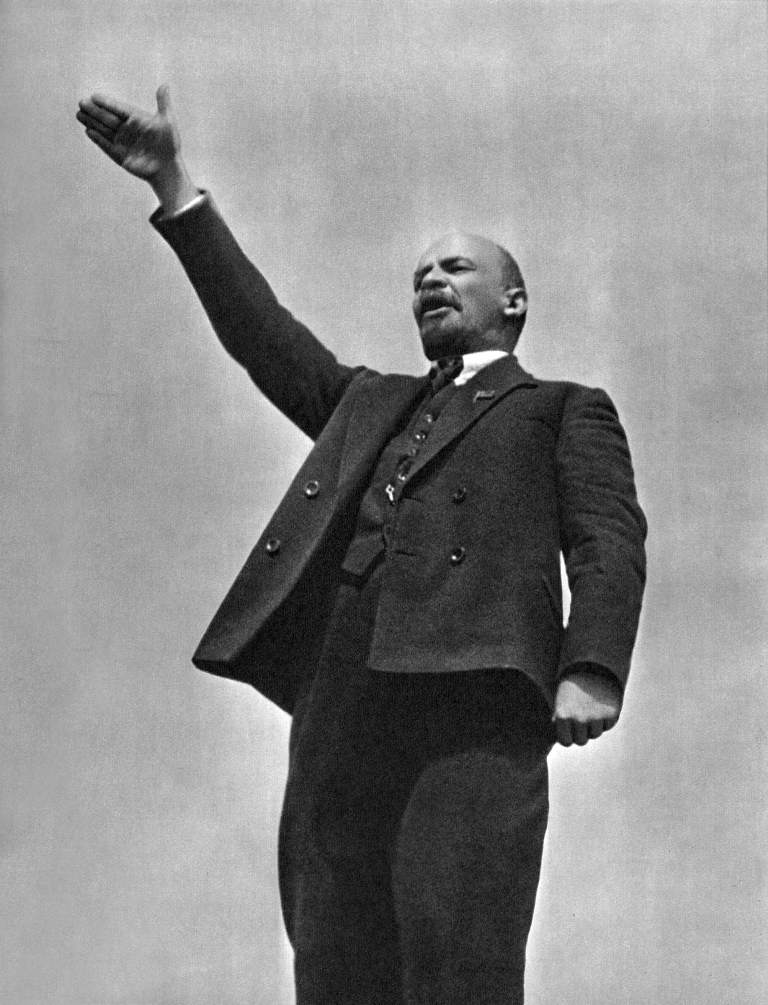
Ảnh Lenin ngày 1 tháng 5 năm 1919, được chụp bởi Grigori Petrovich Goldstein

Sau Hòa ước ở Mặt trận phía Tây, Lenin tin rằng cuộc cách mạng châu Âu sớm muộn sẽ đến. Chớp thời cơ này, Sovnarkom hậu thuẫn cho sự thành lập chính phủ xô viết Hungary của Béla Kun vào tháng 3 năm 1919, kèm theo đó là chính quyền xô viết ở Bayern và hàng loạt các cuộc nổi dậy xã hội chủ nghĩa khác ở Đức, bao gồm cuộc nổi dậy của Liên đoàn Spartakus. Trong Nội chiến Nga, Hồng quân đã được cử tới các đất nước non trẻ mới giành độc lập để hỗ trợ các phái Marxist địa phương thành lập các chính phủ kiểu xô viết. Ở châu Âu, điều này đã góp phần tạo dựng các chính phủ cộng sản Estonia, Latvia, Litva, Byelorussia và Ukraina độc lập với Nga, còn về phía viễn đông thì đã góp phần tạo nên chính phủ cộng sản Ngoại Mông. Nhiều thành viên cốt cán của Bolshevik muốn sáp nhập những vùng này vào Nga; Lenin nhấn mạnh rằng chủ quyền quốc gia và tự quyết dân tộc cần được tôn trọng, song vẫn đảm bảo rằng những chính phủ mới này trên thực tế đều nằm dưới sự điều hành của Sovnarkom.
Cuối năm 1918, Đảng Lao động Anh kêu gọi thành lập hội nghị Quốc tế Lao động và Xã hội chủ nghĩa, với sự tham gia của các đảng xã hội chủ nghĩa trên khắp thế giới. Lenin cho rằng đây chẳng qua là phiên bản khác của Đệ nhị Quốc tế, nên cho thành lập một hội nghị quốc tế riêng lẻ để chống lại nó. Với sự giúp đỡ của Zinoviev, Nikolai Bukharin, Trotsky, Christian Rakovsky và Angelica Balabanoff, Đại hội I Quốc tế Cộng sản  khai mạc ở Moskva vào tháng 3 năm 1919. Sự kiện này không quá đình đám trên các phương tiện truyền thông; trong số 34 đại biểu đến dự, 30 đại biểu xuất thân từ cựu lãnh thổ của Đế quốc Nga, và hầu hết các đại biểu quốc tế không được công nhận chính thức là thành viên của các đảng xã hội chủ nghĩa ở nước nhà. Phái Bolshevik vì vậy áp đảo hoàn toàn tại hội nghị. Lenin sau đó thông qua một loạt các quy định, chỉ cho phép các đảng xã hội chủ nghĩa theo quan điểm Bolshevik tham dự Quốc tế. Ở kỳ họp thứ nhất, Lenin đã trò chuyện với nhiều đại biểu, công kích tư tưởng dân chủ nghị viện đi lên xã hội chủ nghĩa của phái Marxist xét lại như Kautsky, kiên định kêu gọi cách mạng bạo lực nhằm lật đổ các chính phủ tư sản trên khắp châu Âu. Mặc dù Zinoviev giữ ghế chủ tịch của Quốc tế, Lenin vẫn cực kỳ có sức ảnh hưởng.
Đại hội II Quốc tế Cộng sản khai mạc ở Viện Smolny vào tháng 7 năm 1920; đây cũng là lần cuối Lenin rời Moskva. Tại đây, ông khuyến khích các đại biểu ngoại quốc noi gương cuộc đảo chính thành công của Bolshevik, đồng thời từ bỏ quan điểm bấy lâu cho rằng chủ nghĩa tư bản là giai đoạn cần thiết trong tiến trình phát triển xã hội, thay vào đó khuyến khích các dân tộc dưới ách thực dân chủ động chuyển biến xã hội tiền-tư bản ở nước nhà thành xã hội chủ nghĩa. Lenin viết tác phẩm Bệnh ấu trĩ "Tả khuynh" trong phong trào cộng sản dành riêng cho dịp này, một cuốn sách ngắn đả kích các thành phần bên trong đảng cộng sản Anh và Đức cố chấp từ chối gia nhập các nghị viện quốc gia và các tổ chức công đoàn; ông mong muốn họ chấp thuận để giúp đỡ sự nghiệp cách mạng. Hội nghị bị trì hoãn vài ngày do cuộc chiến đang diễn ra với Ba Lan, sau phải tiếp tục ở Moskva, kéo dài tới tháng 8. Cuộc cách mạng toàn cầu trong dự đoán của Lenin rốt cuộc chẳng bao giờ tới; chính phủ cộng sản ở Hungary bị lật đổ chóng vánh và các cuộc khởi nghĩa Marxist đương thời ở Đức bị đàn áp đẫm máu.

### Nạn đói và Chính sách Kinh tế Mới: 1920–1922
Trong nội bộ Đảng Cộng sản phát sinh hai bè phái bất đồng chính kiến mới là Nhóm Tập trung Dân chủ và Đối lập Công nhân; cả hai phái đều cho rằng nước Nga đang trở nên quá tập trung và quan liêu. Phái Đối lập Công nhân, thông qua quan hệ của họ với các công đoàn nhà nước, bảy tỏ rằng giai cấp công nhân đang dần mất đi sự tin tưởng vào nhà nước. Họ đã rất phẫn nộ khi biết tin Trotsky định bãi bỏ công đoàn. Ông ta cho rằng công đoàn là tổ chức thừa thãi trong một "nhà nước của công nhân", song Lenin bất đồng với ý kiến này; phần lớn những người Bolshevik ủng hộ quan điểm của Lenin trong cuộc tranh cãi. Tại Đại hội Đảng lần thứ X diễn ra vào tháng 3 năm 1921, Lenin ra quyết định nghiêm cấm việc chia bè kết phái bên trong nội bộ, ai không tuân thủ sẽ bị khai trừ.

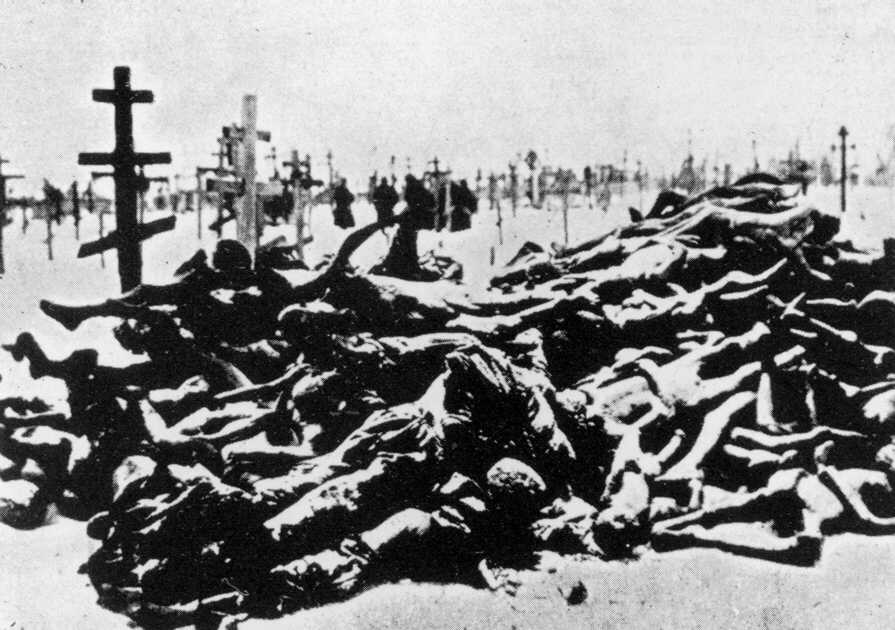
Tử thi chất đống ở Buzuluk, vùng Volga, lân cận Saratov, do nạn đói năm 1921

Một phần gây ra bởi hạn hán, nạn đói Nga 1921 là nạn đói kinh hoàng nhất trong lịch sử nước này kể từ năm 1891, gieo rắc cái chết cho hơn 5 triệu người. Nạn đói bị làm trầm trọng thêm bởi chính sách trưng thu lương thảo, cũng như bởi sự xuất khẩu phần lớn trữ lượng ngũ cốc của Nga ra ngoại quốc. Chính phủ Hoa Kỳ thậm chí đã lập ra một ủy ban phụ trách phân phối lương thực nhằm sang Nga cứu đói. Thượng phụ Tikhon của Moskva đã kêu gọi các nhà thờ Chính thống giáo bán đồ không cần thiết để bố thí cho người đói, hành động mà đã nhận được sự ủng hộ của chính phủ. Vào tháng 2 năm 1922, Sovnarkom áp dụng biện pháp mạnh tay hơn, ra lệnh tịch biên và bán hết tất cả các vật phẩm quý giá của giáo hội. Tikhon phản đối việc bán chác các vật phẩm được dùng trong Tiệc Thánh; một số tăng lữ kháng lệnh của Sovnarkom, gây ra nhiều vụ ẩu đả giữa giáo dân và chính quyền.
Giữa năm 1920 và 1921, kháng cự đối với lệnh trưng thu ngũ cốc ở nhiều địa phương đã leo thang thành các cuộc nổi dậy nông dân chống Bolshevik trên khắp Nga, song đều bị dập tắt. Cuộc nổi dậy lớn nhất diễn ra ở Tambov bị Hồng quân nhanh chóng đập tan. Vào tháng 2 năm 1921, công nhân Petrograd đổ ra đường đình công; chính quyền phản ứng bằng thiết quân luật, cử Hồng quân vào thành phố để trấn áp người biểu tình. Tháng 3 cùng năm, thủy thủ ở Kronstadt nổi dậy chống chính quyền cách mạng, ra yêu sách rằng tất cả các ấn phẩm xã hội chủ nghĩa phải được lưu hành tự do, các công đoàn phải được quyền tự do hội họp và nông dân phải được quyền trao đổi tự do trên thị trường, cũng như phải chấm dứt ngay tức khắc chiến dịch trưng thu. Lenin cho rằng đám thủy thủ đã bị Đảng Xã hội chủ nghĩa – cách mạng và các thế lực đế quốc thù địch đánh lừa, vậy nên kêu gọi dập tắt cuộc biến loạn. Dưới sự lãnh đạo của Trotsky, Hồng quân đánh dẹp cuộc binh biến vào ngày 17 tháng 3 và tù binh bị giải đến các trại tập trung.
Tháng 2 năm 1921, Lenin trình bày Chính sách kinh tế mới (NEP) lên Bộ Chính trị; ông thuyết phục các đảng viên Bolshevik cao cấp dựa trên sự cấp thiết của vấn đề và chính sách được thông qua vào tháng 4. Trong bài luận Bàn về thuế lương thực, Lenin giải thích rằng NEP là sự trở lại với kế hoạch kinh tế nguyên bản của Bolshevik, khẳng định rằng chính sách cộng sản thời chiến khi trước của Sovnarkom chỉ đóng vai trò thay thế NEP trong tình hình nội chiến rối ren mà thôi. NEP cho phép các tập đoàn tư nhân hoạt động lại trên lãnh thổ Nga, tái thiết chế độ tiền lương và mở lại thị trường để nông dân tự do buôn bán sản phẩm. Chính sách cũng cho phép các ngành công nghiệp tư quy mô nhỏ được tái hoạt động, trong khí đó thì các lĩnh vực như công nghiệp cơ bản, giao thông vận tải và ngoại thương vẫn nằm dưới sự kiểm soát của nhà nước. Lenin gọi đây là "chủ nghĩa tư bản nhà nước", và một số đảng viên Bolshevik cho rằng nó đi ngược lại các giá trị của chủ nghĩa xã hội. Các nhà nghiên cứu tiểu sử Lenin thường coi NEP là một trong những thành tựu lớn nhất của ông và một số thậm chí tin rằng nếu chính sách này không được thông qua kịp thời thì Sovnarkom sớm muộn sẽ bị lật đổ bởi các cuộc nổi dậy nhân dân.
Tháng 1 năm 1920, chính phủ thi hành luật lao động bắt buộc, có hiệu lực với tất cả các công dân trong độ tuổi từ 16 đến 50. Lenin kêu gọi triển khai dự án GOELRO lắp đặt lưới điện diện rộng, khởi công từ tháng 2 năm 1920; câu nói nổi tiếng của Lenin rằng "chủ nghĩa cộng sản bằng chính quyền Xô viết cộng điện khí hóa toàn quốc" sẽ được trích dẫn rộng rãi trong nhiều năm tới. Nhằm mở rộng nền kinh tế Nga thông qua ngoại thương, Sovnarkom đã cử các đại biểu của mình đến dự  Hội nghị Genoa 1922; Lenin muốn đích thân đến dự nhưng vì bệnh nặng nên thôi. Phái đoàn Nga đi đến thỏa thuận với Đức, tiếp sau một thỏa thuận giao thương với Vương quốc Anh. Lenin hy vọng với khoản đầu tư mới của ngoại quốc, Sovnarkom sẽ có thể làm trầm trọng thêm sự cạnh tranh giữa các nước tư bản và hối thúc sự sụp đổ của chúng; ông cũng ngỏ lời cho thuê vựa dầu Kamchatka với một công ty tư bản Mỹ nhằm đẩy mạnh căng thẳng giữa quốc gia này và Nhật Bản, đất nước mà bấy giờ cũng muốn chiếm hữu Kamchatka để xây dựng tiềm lực đế quốc của riêng mình.

### Sức khỏe suy giảm và lục đục với Stalin: 1920–1923

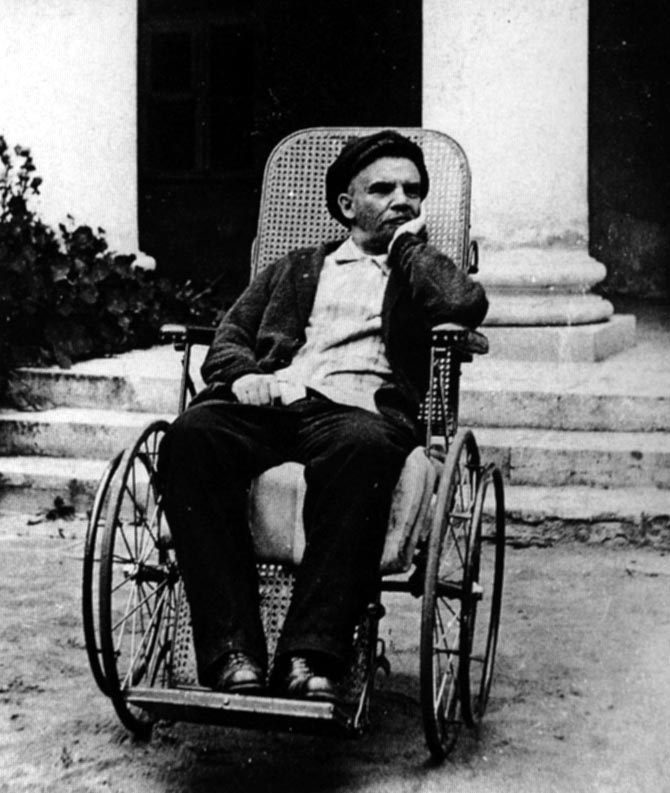
Lenin năm 1923, sau cơn đột quỵ, phải ngồi xe lăn

Lenin hổ thẹn khi đảng Bolshevik tổ chức lễ mừng sinh nhật thứ 50 cho ông vào tháng 4 năm 1920, sự kiện mà cũng được tôn vinh khắp nước Nga bằng các bài thơ và tiểu sử dành riêng cho ông. Giữa năm 1920 và 1926, 20 tập của công trình hợp tuyển Lenin được ấn hành; tuy vẫn có một số tư liệu bị cắt bỏ. Trong năm 1920, một số nhân vật nổi danh ở phương Tây sang Nga để thăm Lenin, trong đó có nhà văn H. G. Wells, triết gia Bertrand Russell, các nhà hoạt động vô chính phủ Emma Goldman và Alexander Berkman. Armand, bấy giờ đã yếu đi nhiều, cũng tới thăm Lenin tại Điện Kremli. Ông khuyên bà đi điều dưỡng ở Kislovodsk để chóng hồi phục, song bà mất tại đó vào tháng 9 năm 1920 sau một trận dịch tả. Thi hài Armand được đưa về Moskva và chôn cất tại Tường Điện Kremli trước sự chứng kiến của một Lenin muộn phiền.
Lenin đổ bệnh nặng cuối năm 1921, trở nên nhạy cảm với âm thanh, mất ngủ và đau đầu thường xuyên. Theo khuyến nghị của Bộ Chính trị, Lenin rời Moskva, lui về dinh thự Gorki để dưỡng bệnh vào tháng 7, nơi ông được vợ và em gái chăm sóc chu đáo. Ông bắt đầu nghĩ quẩn đến việc tự sát, hỏi Krupskaya và Stalin cho kali cyanide để kết liễu cuộc đời. Hai mươi sáu vị bác sĩ đã được thuê để theo dõi bệnh tình của Lenin trong những năm cuối đời, một số là người ngoại quốc. Có ý kiến cho rằng bệnh tình của Lenin bắt nguồn từ sự oxi hóa các mảnh đạn găm trong người ông từ vụ mưu sát năm 1918, khiến ông phải trải qua một ca phẫu thuật vào tháng 4 năm 1922. Các triệu chứng tiếp diễn đã làm các bác sĩ rất bối rối; có lẽ ông đã mắc phải bệnh suy nhược thần kinh hoặc xơ vữa động mạch não, thậm chí có đồn đoán cho rằng ông bị giang mai. Tháng 5 năm 1922, ông bị đột quỵ, mất khả năng nói tạm thời và bị liệt phần thân bên phải. Sức khỏe Lenin đã hồi phục tương đối vào tháng 7. Ông quay về Moskva vào tháng 10 nhưng cơn đột quỵ tái phát vào tháng 12, khiến ông lại phải lui về Gorki.

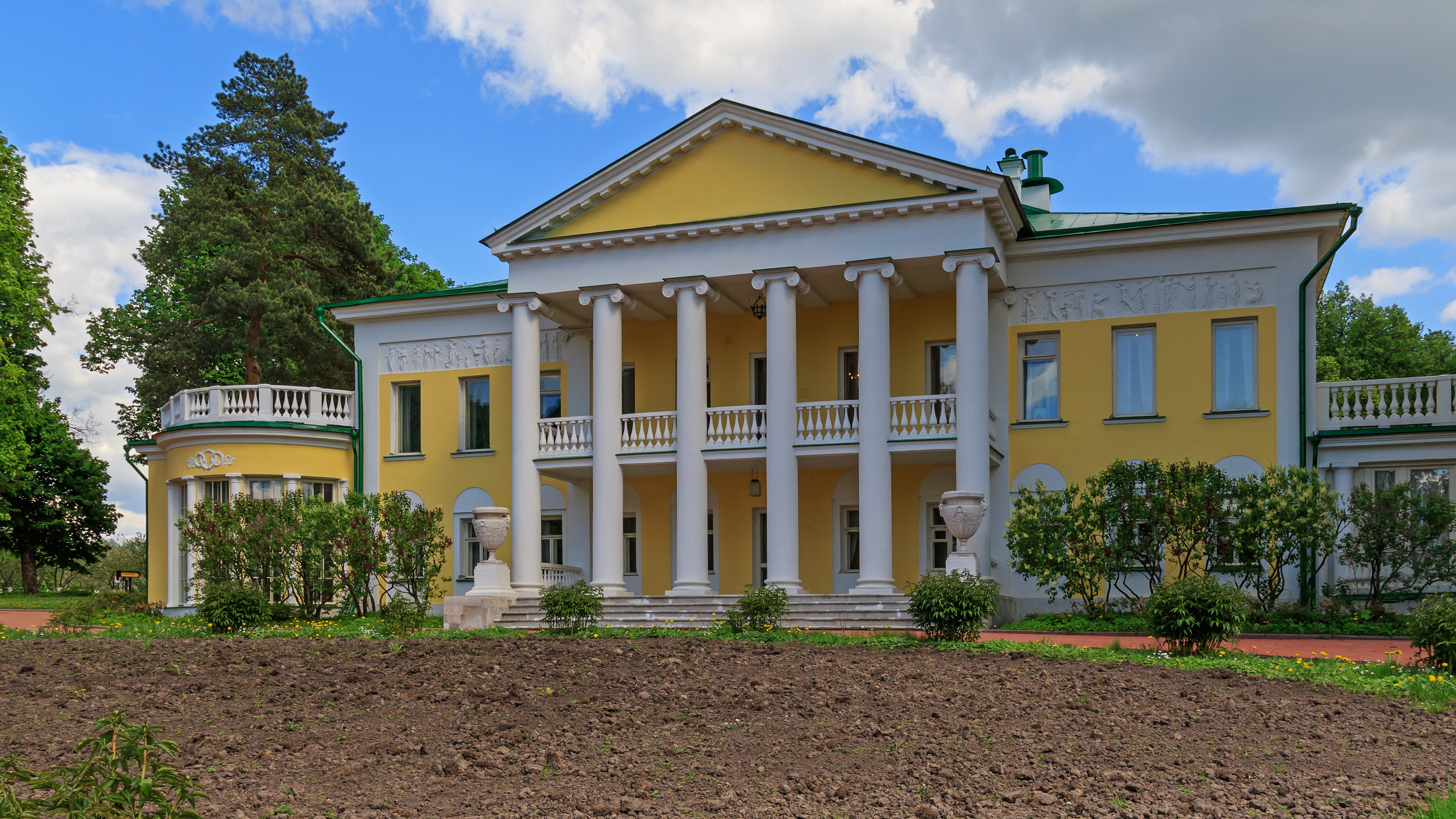
Lenin dành những năm tháng cuối đời ở dinh thự Gorki

Bất chấp sức yếu, Lenin vẫn rất quan tâm đến việc chính sự. Khi giới lãnh đạo Đảng Xã hội chủ nghĩa – cách mạng bị bê bối bày đặt âm mưu chống chính quyền trong một phiên tòa diễn ra giữa tháng 6 và tháng 8 năm 1922, Lenin đã kêu gọi phải nghiêm trị những kẻ phản trắc; thay vào đó họ bị cầm tù vô thời hạn và về sau bị sát hại trong cuộc Đại Thanh trừng của Stalin. Với sự ủng hộ của Lenin, chính phủ Xô viết đã có thể nhổ rễ hiệu quả phái Menshevik khỏi Nga bằng cách đào thải tất cả các thành phần Menshevik khỏi các thiết chế cũng như các tập đoàn nhà nước vào tháng 3 năm 1923 và bắt giữ các thành viên của đảng này để thuyên chuyển tới các trại tập trung. Lenin lo lắng về sự tiếp diễn của một hệ thống quan liêu kiểu Sa hoàng ở Nga Xô viết, nhất là vào những năm cuối đời. Phê phán thái độ quan liêu cửa quyền, ông đề nghị phải cải tổ triệt để nội bộ chính quyền để tránh tệ này, cảnh báo trong một bức thư rằng: "chúng ta đang sa vào một vũng lầy quan liêu bẩn thỉu".
Trong tháng 12 năm 1922 và tháng 1 năm 1923, cái được giới sử gia gọi là "Di chúc Lenin" bắt đầu được thảo, trong đó có các nhận xét về phẩm chất của những người đồng chí của ông, tiêu biểu là Trotsky và Stalin. Ông khuyến nghị miễn nhiệm Stalin khỏi chức Tổng Bí thư Trung ương Đảng vì cho rằng ông ta không hợp với vị trí này. Lenin muốn đưa Trotsky lên thay thế, khen Trotsky là "người có năng lực nhất trong Ban Chấp hành Trung ương Đảng hiện thời". Lenin nêu bật trí tuệ của Trotsky, song cũng phê phán thói tự cao và thiên hướng cậy quyền của ông ta. Trong thời kỳ này, Lenin cũng đọc cho thư ký viết một bài luận chỉ trích bản chất quan liêu của Bộ Dân ủy thanh tra công nông, khuyến khích tuyển mộ thêm nhân sự xuất thân từ tầng lớp lao động để giải quyết vấn đề. Trong một bài luận khác, ông kêu gọi nhà nước nỗ lực hơn nữa trong công tác xóa nạn mù chữ, tuyên truyền sự đúng giờ và tận tâm trong quần chúng nhân dân, cũng như khuyến khích nông dân tham gia hợp tác xã.
— Lenin ngày 4 tháng 1 năm 1923, tạm dịch theo Service (2000:369)
Trong lúc Lenin vắng mặt, Stalin đã bắt đầu củng cố quyền lực bằng cách đề bạt các đồng minh lên giữ các vị trí chủ chốt, đồng thời xây dựng hình ảnh bản thân như là người bằng hữu thân cận và là người kế thừa xứng đáng của Lenin. Tháng 12 năm 1922, Stalin đảm nhận việc giám sát chế độ dưỡng bệnh của Lenin, được Bộ Chính trị giao phó phận sự kiểm soát các chuyến thăm hỏi Lenin của người ngoài. Cùng lúc đó, Lenin ngày càng trở nên mâu thuẫn với Stalin; trong khi Lenin kiên quyết rằng nhà nước phải giữ độc quyền về ngoại thương vào giữa năm 1922, Stalin lại dẫn dắt những người Bolshevik khác chống lại ý kiến của Lenin tuy bất thành. Giữa hai người họ cũng nảy sinh xích mích; có lần Stalin quát mắng bà Krupskaya qua một cuộc điện thoại, khiến Lenin rất tức giận và gửi thư bắt Stalin phải xin lỗi.
Rạn nứt chính trị đáng kể nhất giữa hai người họ diễn ra trong Sự vụ Gruzia. Stalin khuyến nghị rằng các quốc gia bị Xô viết hóa cưỡng bức như Gruzia, Azerbaijan và Armenia nên được sáp nhập hoàn toàn vào Nga, mặc cho nguyện vọng trái chiều của các chính phủ Xô viết địa phương. Lenin cho rằng hành động của Stalin và những người ủng hộ ông ta mang tính chất sô vanh dân tộc Đại Nga, thay vào đó kêu gọi các quốc gia-dân tộc ấy nhập vào Nga với tư cách bán độc lập để cùng tạo dựng một liên bang thống nhất với quốc hiệu "Liên bang các Cộng hòa Xô viết của châu Âu và châu Á". Tuy ban đầu phản đối, Stalin rốt cuộc chấp nhận ý kiến này. Được sự tán thành của Lenin, Stalin đổi quốc hiệu của liên bang được đề xướng thành Liên bang Cộng hòa Xã hội chủ nghĩa Xô viết (Liên Xô). Lenin cử Trotsky thay mặt ông phát biểu tại phiên họp toàn thể của Ban Chấp hành Trung ương Đảng vào tháng 12; tại đây kế hoạch thành lập liên bang được nhất trí, rồi được Đại hội Xô viết thông qua vào ngày 30 tháng 12, chính thức khai sinh Liên bang Xô viết. Mặc cho bệnh tình, Lenin được bầu làm chủ tịch trong chính phủ Liên Xô mới lập.

## Qua đời và tang lễ: 1923–1924

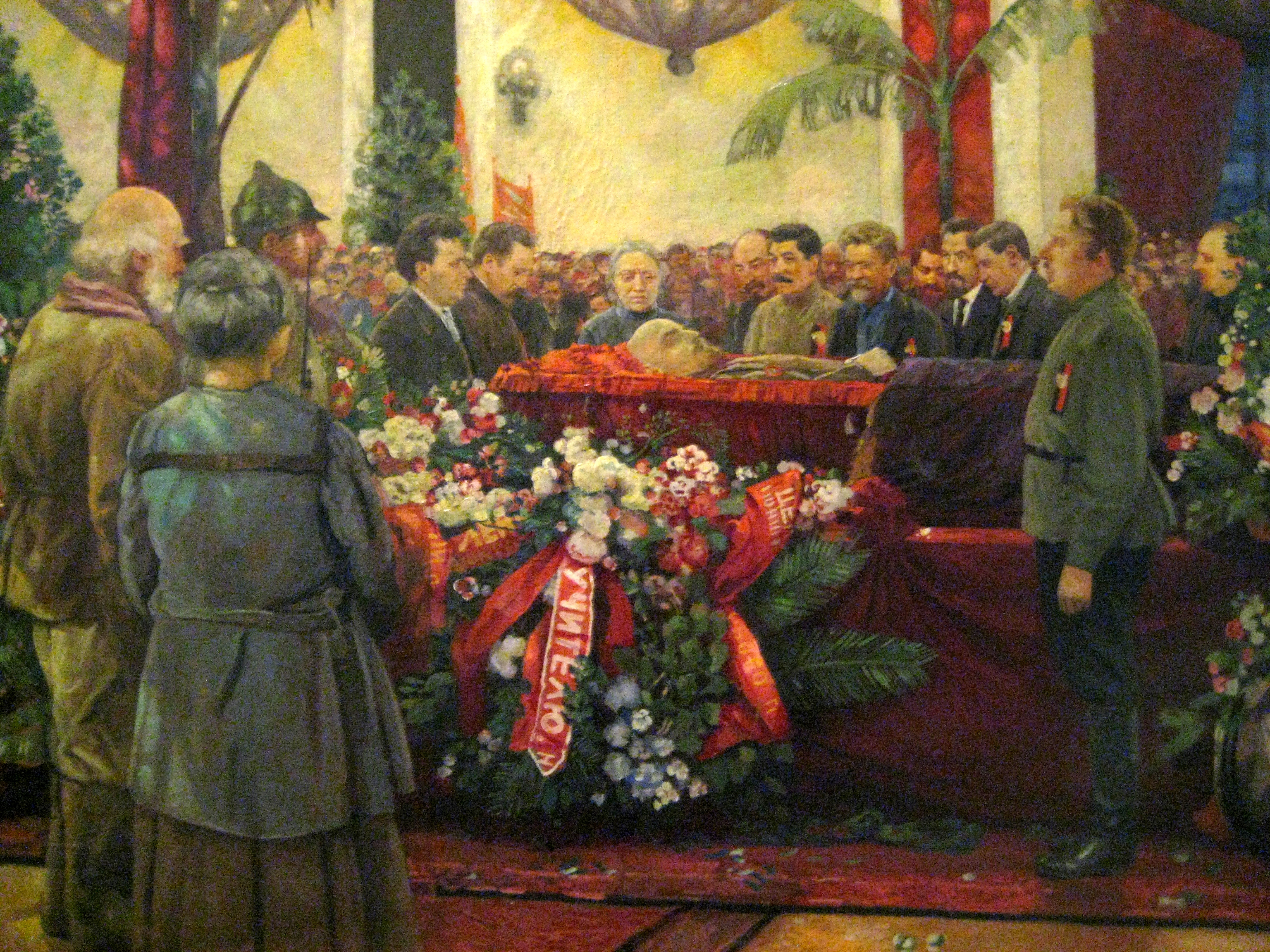
Tang lễ của Lenin, họa phẩm của Isaac Brodsky, 1925

Tháng 3 năm 1923, Lenin trải qua cơn đột quỵ thứ ba, mất khả năng nói. Cùng tháng, ông bị liệt một phần thân phải và bắt đầu biểu hiện chứng thất ngôn giác quan. Tới tháng 5, sức khỏe của ông có vẻ đã hồi phục, lấy lại được khả năng di chuyển, trò chuyện và viết lách. Vào tháng 10, ông tới Kremli lần cuối. Trong tuần cuối của cuộc đời, Zinoviev, Kamenev và Bukharin tới thăm hỏi ông; trong đó Bukharin là người cuối cùng gặp ông tại dinh thự Gorki trước ngày mất. Ngày 21 tháng 1 năm 1924, Lenin rơi vào cơn mê sảng và mất không lâu sau. Nguyên nhân cái chết được tuyên bố là do một căn bệnh mạch máu không thể chữa khỏi.
Chính quyền Xô viết loan báo tin buồn cho toàn thể nhân dân vào ngày hôm sau. Ngày 23 tháng 1, đại diện của Đảng Cộng sản, công đoàn và xô viết tới dinh thự Gorki để chứng kiến thi hài Lenin đặt trong chiếc cữu màu đỏ, được khiêng tiễn bởi những người Bolshevik. Linh cữu sau đó được chuyển về Moskva bằng tàu hỏa, rồi được quàn trong Nhà Công đoàn. Ba ngày tiếp theo, khoảng một triệu người thương tiếc đã tới viếng Lenin, nhiều người đứng chờ hàng tiếng đồng hồ bất chấp thời tiết lạnh giá. Vào ngày 26 tháng 1, Đại hội đại biểu toàn thể Xô viết lần thứ XI hội họp để tưởng nhớ Lenin, với các bài phát biểu của Kalinin, Zinoviev và Stalin. Đáng chú ý, Trotsky không xuất hiện tại sự kiện này; ông bấy giờ đang dưỡng bệnh tại Dãy Kavkaz, về sau cáo buộc Stalin đã gửi nhầm ngày tang lễ trong điện báo, khiến ông không thể nào đến dự kịp. Lễ truy điệu được cử hành vào ngày hôm sau trên Quảng trường Đỏ, đồng hành bởi quân nhạc, nơi đám đông quần chúng nghe một loạt các bài điếu văn trước khi thi hài được đặt vào lăng. Tuy rét cóng, hàng chục ngàn người đã tới dự lễ.
Bất chấp phản đối từ bà Krupskaya, thi hài của Lenin được bảo quản và lưu giữ để viếng thăm trong lăng Quảng trường Đỏ. Năm 1925, một viện nghiên cứu được lập ra để giải phẫu não của Lenin, qua đó phát hiện ra rằng nó bị xơ cứng rất nặng. Tháng 7 năm 1929, Bộ Chính trị chuẩn y quyết định dỡ bỏ lăng gốc tạm thời để thay bằng một lăng vĩnh viễn làm từ đá granite, hoàn công vào năm 1933. Quan tài của Lenin được thay thế vào năm 1940 và một lần nữa vào năm 1970. Từ năm 1941 đến năm 1945, thi hài ông được di dời tạm thời đến Tyumen để đảm bảo an toàn trong Thế chiến thứ hai. Cho đến năm 2023, thi hài vẫn được lưu giữ để viếng thăm bên trong Lăng Lenin ở Quảng trường Đỏ.

## Ý thức hệ chính trị

### Chủ nghĩa Marx và chủ nghĩa Lenin
— Lenin ngày 11 tháng 12 năm 1917, tạm dịch từ Fischer (1964:150)
Lenin là một nhà Marxist tận tụy. Ông tin tưởng rằng diễn giải của mình về chủ nghĩa Marx — lần đầu tiên được gọi là "chủ nghĩa Lenin" bởi Martov vào năm 1904 — là đúng nhất và chính thống nhất. Theo lập trường Marxist của Lenin, nhân loại nhất định sẽ đạt đến chủ nghĩa cộng sản thuần túy, tạo lập nên một xã hội phi nhà nước, phi giai cấp và quân bình của công nhân; nơi họ không còn bị bóc lột hoặc tha hóa nữa, được làm chủ vận mệnh của bản thân, "làm theo năng lực, hưởng theo nhu cầu". Theo Volkogonov, Lenin tin tưởng "sâu sắc và thật lòng" vào con đường mà ông đã đặt ra cho nước Nga để tiến lên xã hội cộng sản.
Theo lập trường Marxist của Lenin, các xã hội đương thời không thể trực tiếp tiến lên xã hội cộng sản mà trước tất phải trải qua giai đoạn xã hội chủ nghĩa; do vậy, mối quan tâm của ông là làm cách nào để nước Nga đạt được giai đoạn xã hội chủ nghĩa. Lenin cho rằng một nền "chuyên chính vô sản" là cần thiết nhằm trấn áp giai cấp tư sản và phát triển một thể chế kinh tế xã hội chủ nghĩa. Trong bài luận "Bàn về chế độ hợp tác xã", ông giải thích rằng chủ nghĩa xã hội là "khi các tư liệu sản xuất đã thuộc về xã hội, khi giai cấp vô sản, với tư cách là giai cấp, đã thắng giai cấp tư sản — thì chế độ của những người xã viên hợp tác xã văn minh mới là chế độ xã hội chủ nghĩa."

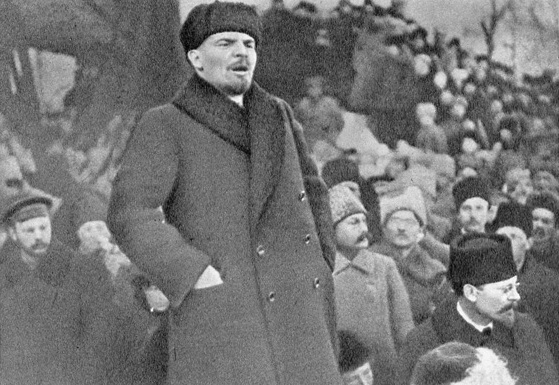
Lenin phát biểu vào năm 1919

Trước năm 1914, quan điểm của Lenin hầu như đồng thuận với thuyết Marxist Tây phương dòng chính. Mặc dù chỉ trích những người Marxist tiếp nhận tư tưởng của các nhà triết học và xã hội học phi-Marxist, chính ông cũng chịu ảnh hưởng không chỉ từ dòng lý luận Marxist Nga mà còn từ các tư tưởng của phong trào cách mạng Nga rộng lớn hơn, bao gồm dòng chủ nghĩa xã hội trọng nông Narodnik. Ông đã cải tiến lý thuyết của mình sao cho phù hợp với hoàn cảnh đương thời, đồng thời điều hành nước Nga trong điều kiện chiến tranh, nạn đói và suy thoái kinh tế. Lenin đã đóng góp nhiều điều mới cho chủ nghĩa Marx chính thống, phát triển nó thành chủ nghĩa Lenin.
Trong các trước tác lý luận chính trị, tiêu biểu như tác phẩm Chủ nghĩa đế quốc, giai đoạn tột cùng của chủ nghĩa tư bản, Lenin đã thảo luận về những điều ông cho là những tiến triển của chủ nghĩa tư bản sau khi Marx qua đời; theo ông, chủ nghĩa tư bản đã bước lên một trình độ mới gọi là chủ nghĩa tư bản độc quyền nhà nước. Lenin tin rằng, mặc dù nền kinh tế Nga bị chi phối bởi cơ cấu nông nghiệp là chính, song sự hiện diện của chủ nghĩa tư bản độc quyền tại đây chứng tỏ đất nước này đã chín muồi về mặt vật chất để tiến lên giai đoạn xã hội chủ nghĩa. Theo Ryan, chủ nghĩa Lenin có phần chuyên chế và giáo điều hơn các biến thể khác của chủ nghĩa Marx, và nổi bật vì khêu gợi được cảm xúc mãnh liệt tới từ viễn kiến giải phóng nhân loại của nó. Ngoài ra, chủ nghĩa Lenin cũng nhấn mạnh vai trò của đảng tiên phong trong việc dẫn dắt giai cấp vô sản tiến tới cách mạng, đồng thời đề cao bạo lực trong vai trò như một công cụ hữu dụng của cách mạng.

### Vấn đề dân chủ và dân tộc
Lenin tin rằng chế độ dân chủ đại biểu ở các nước tư bản tạo nên ảo tưởng về dân chủ, trong khi vẫn duy trì cái gọi là "chuyên chế tư sản". Ông miêu tả chế độ dân chủ đa đảng ở Hoa Kỳ như là "những cuộc đối đầu ngoạn mục và vô nghĩa giữa hai chính đảng tư sản", theo đó thì cả hai đảng đều được dẫn dắt bởi "những tỉ phú ranh mãnh" bóc lột giai cấp vô sản Mỹ. Ông chống chủ nghĩa tự do (liberalism), thể hiện sự bất đồng cảm đối với sự trân trọng tự do (liberty) như một giá trị, và tin rằng quyền tự do (freedom) dưới ách chủ nghĩa tự do chỉ là gian trá mà thôi, bởi suy cho cùng thì người lao động vẫn bị bóc lột bởi các nhà tư bản.
Lenin khẳng định rằng "chính phủ Xô viết dân chủ gấp triệu lần cộng hòa tư sản dân chủ nhất", cho rằng dân chủ tư sản là "một nền dân chủ cho kẻ giàu." Tuy nhiên, viễn cảnh của Lenin về một nhà nước vô sản chệch khỏi quan điểm của lý thuyết Marxist chính lưu lúc bấy giờ; các nhà Marxist Tây Âu như Kautsky hình dung về một chính phủ nghị viện dân chủ trong đó giai cấp vô sản chiếm đa số, trong khi Lenin kêu gọi thành lập một nhà nước tập trung hóa, mạnh mẽ về tiềm lực, có khả năng ngăn cản bất cứ sự can thiệp nào của giai cấp tư sản. Lenin coi chế độ "chuyên chính vô sản" là dân chủ đích thực vì nó cho phép công nhân bầu cử đại biểu trong các hội đồng xô viết và quan chức đại diện cho họ, các chức vụ này thay phiên luân chuyển liên tục, cũng như cho phép họ tham gia vào việc quản lý nhà nước.
Lenin là người quốc tế chủ nghĩa ủng hộ một cuộc cách mạng thế giới; theo đó cho rằng ranh giới quốc gia dân tộc là khái niệm hủ lậu và chủ nghĩa dân tộc là sự xao nhãng khỏi cuộc đấu tranh giai cấp quan trọng hơn. Ông tin rằng trong hình thái xã hội chủ nghĩa, các quốc gia trên thế giới sẽ không thể tranh khỏi sự hợp nhất và lập ra một chính phủ thế giới duy nhất. Ông cho rằng nhà nước xã hội chủ nghĩa trên lý thuyết sẽ có dạng nhà nước đơn nhất, được tập trung hóa, và ông coi định lý phân quyền như một khái niệm bày vẽ của giai cấp tư sản. Trong các trước tác của mình, Lenin thể hiện tư tưởng phản đế, khẳng định tất cả các dân tộc đều có "quyền được tự quyết." Ông ủng hộ các cuộc chiến giải phóng dân tộc, chấp nhận quan điểm cho rằng các xung đột kiểu vậy có thể khiến một số nhóm dân tộc thiểu số tách khỏi nhà nước xã hội chủ nghĩa, vì những nhà nước như vậy không "thánh thiện hay đảm bảo được là không phạm lỗi lầm hay khuyết điểm."
Trước khi lên nắm quyền vào năm 1917, ông lo ngại nhà nước Xô viết sẽ không thể bình trị các quốc gia dân tộc thiểu số mong muốn độc lập; theo sử gia Simon Sebag Montefiore, vậy nên Lenin muốn Stalin phát triển "một lý thuyết chủ trương quyền tự trị và quyền được ly khai mà không cần thiết là phải đảm bảo cả hai." Sau khi giành chính quyền, Lenin nhanh chóng kêu gọi bãi bỏ mối ràng buộc của các dân tộc thiểu số với Đế quốc Nga, theo đó ủng hộ sự ly khai độc lập nhưng thực chất lại kỳ vọng sự tái hợp ngay tức khắc dựa trên tinh thần vô sản quốc tế chủ nghĩa. Ông sẵn sàng sử dụng vũ lực quân sự để đảm bảo sự thống nhất này, với kết quả là các cuộc tấn công xâm nhập các lãnh thổ đã tuyên bố độc lập như Ukraina, Gruzia, Ba Lan, Phần Lan, và các quốc gia Baltic. Chỉ khi xung đột với Phần Lan, các quốc gia Baltic, và Ba Lan thất bại thì chính phủ của Lenin mới chính thức công nhận nền độc lập của các chính thể này.

## Đời tư, ngoại hình và tính cách

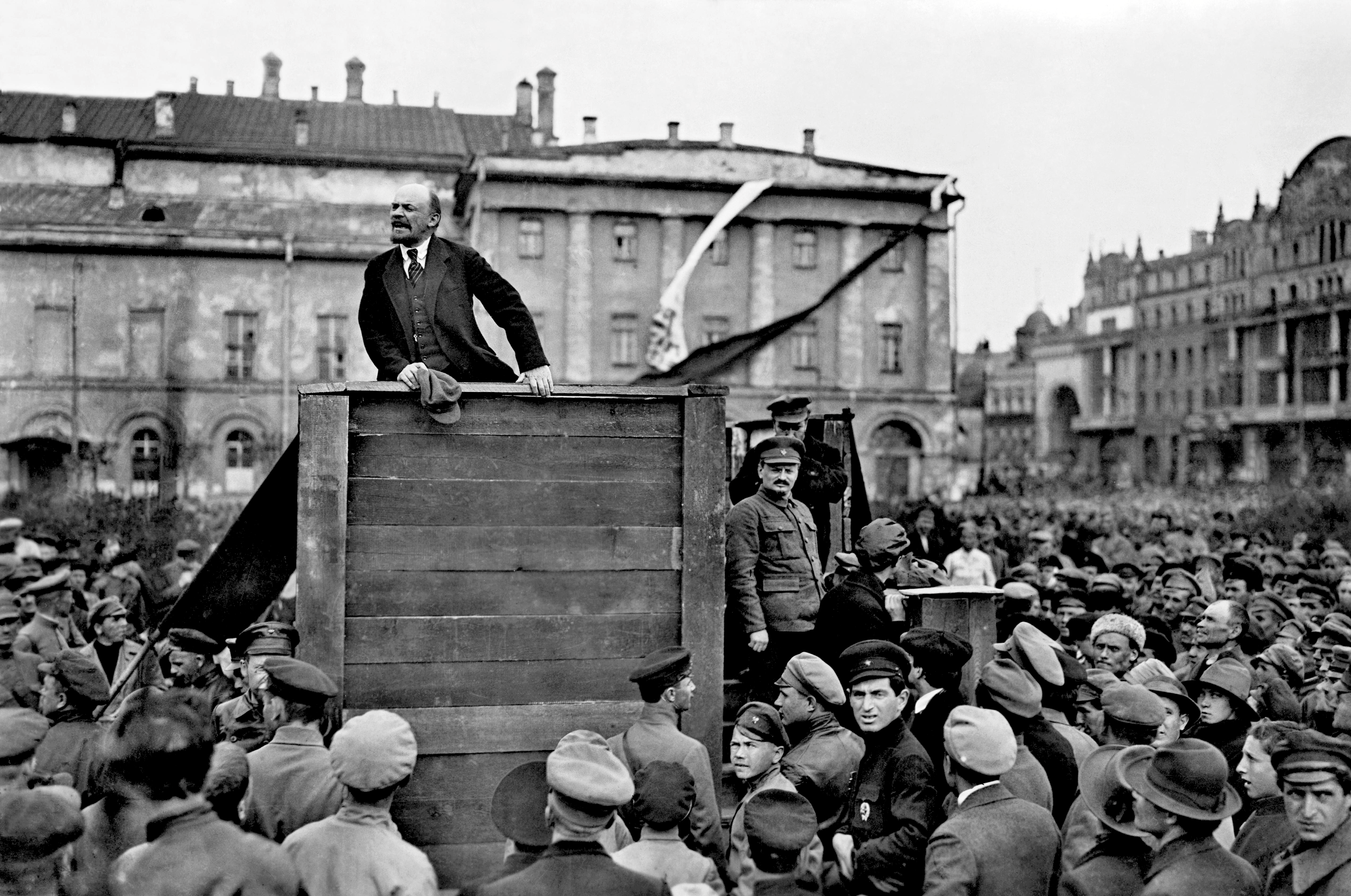
Lenin phát biểu trước quần chúng nhân dân tại Quảng trường Moskva; Trotsky và Kamenev đứng bên trái bục diễn thuyết
(chụp tháng 5 năm 1920)

Lenin nhìn nhận bản thân như một con người làm nên lịch sử, luôn vững tin vào sự chính đáng của công cuộc cách mạng cũng như khả năng lãnh đạo của mình. Nhà viết tiểu sử Louis Fischer miêu tả ông là "một người yêu những sự thay đổi triệt để và sự biến động tột cùng", một người mà cho rằng "không có giải pháp trung gian. Ông là kiểu người phóng đại cái đúng-sai, đỏ-hoặc-đen". Đánh giá cao "khả năng làm việc kỷ cương phi thường" và "sự cống hiến hết mình cho nghiệp cách mạng" của Lenin, nhà sử học Richard Pipes viết rằng ông là người cực kỳ có sức hút. Tương tự, Volkogonov cho rằng "chỉ bằng tính cách của mình, [Lenin] đã sẵn có ảnh hưởng đến mọi người". Trái lại, bằng hữu Gorky của Lenin miêu tả ông là "một người vững vàng, khỏe khoắn, bị hói đầu," nhìn trông "khá đời thường" và "không có mấy vẻ lãnh đạo".
— Đánh giá của Louis Fischer về Lenin, 1964
Nhà sử học Robert Service cho biết Lenin hồi nhỏ là một người có xúc cảm rất mãnh liệt, thù ghét cay đắng chính quyền Sa hoàng. Theo Service, Lenin đã phát triển một "sự gắn bó xúc cảm" đối với các hình tượng anh hùng như Marx, Engels và Chernyshevsky. Ông sở hữu ảnh chân dung của họ, và từng nói trong một bức thư rằng ông "ái mộ" Marx và Engels. Nhà nghiên cứu tiểu sử James D. White cho rằng Lenin coi giáo huấn của họ như "kinh thánh" hay "giáo điều", những thứ "không cần hoài nghi mà chỉ cần tin tưởng". Theo Volkogonov, Lenin coi chủ nghĩa Marx như "chân lý tuyệt đối", theo đó mà hành xử như "một người cuồng tín". Tương tự, triết gia Bertrand Russell cảm thấy rằng Lenin thể hiện một "niềm tin kiên định kiểu tôn giáo đối với chân lý Marxist". Nhà viết tiểu sử Christopher Read ví Lenin như "một phiên bản thế tục của các thủ lĩnh thần quyền, [những người mà] lấy tính chính đáng từ cái chân lý [dường như] trong các học thuyết của họ, chứ không từ sự ủy thác của nhân dân". Dẫu vậy Lenin là một người vô thần chỉ trích tôn giáo, tin rằng bản chất của chủ nghĩa xã hội là phản tôn giáo; vì lẽ ấy nên ông coi chủ nghĩa xã hội Kitô là một khái niệm tự mâu thuẫn.
Service nhận xét rằng Lenin có thể "buồn rầu và thay đổi tâm trạng đột ngột". Pipes thì cho rằng Lenin là "một người chán ghét nhân loại tới tận cùng". Read bác bỏ quan điểm đó, viện dẫn những lúc Lenin bày tỏ lòng tốt, nhất là đối với trẻ em. Theo nhiều nhà viết tiểu sử, Lenin không khoan nhượng với kình địch chính trị, và hay bác bỏ thẳng thừng các ý kiến trái với mình. Ông có khi "phê phán thâm độc người khác", thể hiện một khuynh hướng nhạo báng, chế giễu, hoặc đả kích ad hominem những người phản đối mình. Ông làm ngơ trước các sự thực không phù hợp với ý mình, khinh miệt sự thỏa hiệp, và hiếm khi thừa nhận lỗi lầm của bản thân. Ông không muốn thay đổi quan điểm của mình, trừ khi lập trường cũ hoàn toàn bị bãi bỏ, rồi sau đó lại theo quán tính mà không chịu thay đổi. Lenin không biểu hiện tính cách tàn bạo và không mong muốn bạo lực, song lại chấp nhận bạo lực khi người khác thực hiện nó và không tỏ ra  thông cảm cho bất cứ thành phần nào bị giết nhân danh sự nghiệp cách mạng. Đứng trên lập trường vị lợi chủ nghĩa, Lenin coi mục đích luôn hợp thức hóa đường lối, phương tiện. Theo Service, "tiêu chí đạo đức [của Lenin] rất đơn giản: một hành động có thăng tiến hoặc ngăn cản sứ mệnh Cách mạng hay không?"
— Nhận xét của Dmitri Volkogonov, 1994
Về mặt dân tộc, Lenin tự nhận là người Nga. Service miêu tả Lenin là "một người khá hợm hĩnh khi bàn tới các vấn đề về dân tộc, xã hội và văn hóa". Vị lãnh tụ Bolshevik tin rằng các quốc gia Châu Âu khác, nhất là Đức, có nền văn hóa vượt trội hơn so với Nga. Ông cho rằng nước Nga là "một trong những quốc gia ở Châu Á hiền hòa, trung cổ và lạc hậu theo cách đáng xấu hổ nhất." Lenin phiền lòng trước cái mà ông cho là sự thiếu vắng tính ngay thẳng và nếp kỷ luật của nhân dân Nga; từ lúc trẻ ông đã muốn nước Nga trở nên giống Châu Âu và phương Tây hơn.
Trái với chiều hướng cách mạng trong lập trường chính trị, Lenin không thích các thí nghiệm cách tân về văn chương và nghệ thuật, cụ thể là các trào lưu hội họa như chủ nghĩa biểu hiện, chủ nghĩa vị lai và chủ nghĩa lập thể, mà đề cao chủ nghĩa hiện thực và văn học cổ điển Nga. Lenin có tư tưởng khá bảo thủ và cứng nhắc về giới tính và hôn nhân. Suốt quãng đời trưởng thành, ông gắn bó với người vợ Krupskaya, nhà nữ cách mạng Marxist mà ông kết hôn khi ở Siberia. Hai ông bà đều tiếc nuối vì không có con, dành thời gian rảnh để chơi đùa với con cháu bạn bè. Read bình chú rằng Lenin "giữ các mối quan hệ gần gũi, nồng ấm, suốt đời" với các thành viên trong gia đình. Ông không có bạn thâm niên và Armand thường được cho là người bạn tâm tình duy nhất của ông.
Ngoài tiếng Nga mẹ đẻ, Lenin còn biết nói và viết bằng tiếng Pháp, tiếng Đức và tiếng Anh. Vì là người chú tâm đến sức khỏe, ông thường xuyên tập thể dục, ưa thích các hoạt động ngoài trời như đạp xe, bơi lội và săn bắn. Thời gian ở Thụy Sĩ, ông còn có hứng thú với bộ môn đi bộ đường núi. Ông rất thích nuôi thú cưng, nhất là mèo. Ông kỳ thị sự xa hoa lãng phí, sống rất đơn sơ giản dị. Pipes bình chú rằng Lenin "hết sức khiêm tốn với nhu cầu bản thân", làm gương cho "một lối sống chất phác, gần như khổ hạnh." Lenin ghét sự bừa bãi, luôn dọn dẹp ngăn nắp bàn làm việc, gọt bút chì thật cẩn thận và mong muốn sự tĩnh lặng tuyệt đối khi làm việc. Theo Fischer, "tính tự cao [ở Lenin] hầu như không có.", Trên thực tế, Lenin không hài lòng với tục sùng bái cá nhân mà chính quyền Xô viết đã dựng lên cho mình; tuy nhiên, ông cũng cho rằng việc này có thể có lợi ích nào đó trong công cuộc kết đoàn phong trào cộng sản .

## Di sản
Volkogonov, tuy bất đồng với hệ tư tưởng của Lenin, vẫn khen ngợi rằng "rất hiếm cá nhân nào trong lịch sử có khả năng thay đổi đáng kể một xã hội lớn ở tầm vĩ mô như vậy." Chính quyền của Lenin đã xây dựng khung sườn cho hệ thống chính phủ điều hành Nga xuyên suốt bảy thập kỷ tới và cung cấp mô hình cho các nhà nước cộng sản hậu thân, bao phủ 1/3 thế giới vào giữa thế kỷ thứ 20, noi theo. Vì vậy, ảnh hưởng của Lenin mang tầm quốc tế. Là một nhân vật lịch sử gây nhiều tranh cãi, Lenin vừa được tôn vinh ca ngợi bởi một số người, vừa bị trách nhiếc xỉ vả bởi một số khác. Ngay cả lúc sinh thời, nhân dân Nga "có người yêu mến cũng có người căm ghét, có người ngưỡng mộ cũng có người khinh miệt" ông. Những luồng tư tưởng ấy đã len lỏi vào các nghiên cứu về Lenin và chủ nghĩa Lenin, bắt nguồn từ các bất đồng liên quan đến lập trường chính trị.
Nhà sử học Albert Resis nhận định rằng nếu Cách mạng Tháng Mười được coi là sự kiện quan trọng nhất của thế kỷ thứ 20, thì Lenin "dù tốt hay xấu vẫn phải được công nhận là vị lãnh tụ chính trị quan trọng nhất thế kỷ." White khen ngợi Lenin là "một trong những nhân vật lịch sử đương đại kiệt xuất mà không cần tranh cãi". Service ghi nhận vị lãnh tụ Nga được nhiều người xem là một trong những "tác nhân chính yếu" của thế kỷ 20. Read coi ông là "một trong những biểu tượng rộng rãi, dễ nhận ra một cách phổ quát, của thế kỷ thứ 20". Ryan coi ông là "một trong những cá nhân đáng kể và có ảnh hưởng nhất trong lịch sử đương đại." Tạp chí Time vinh danh Lenin là một trong 100 nhân vật quan trọng nhất của thế kỷ 20, đồng thời là một trong 25 chính khách tiêu biểu của mọi thời đại.
Ở phương Tây, các nhà nghiên cứu tiểu sử bắt đầu viết về Lenin ít lâu sau khi ông qua đời; một số như Christopher Hill thông cảm với Lenin, song số khác như Richard Pipes và Robert Gellately kịch liệt chỉ trích ông. Các sử gia như Read và Lars Lih thì cố gắng giữ trung lập hoặc bình phẩm tốt về Lenin để tránh bị gán mác chính trị. Những người có cảm tình với Lenin tôn vinh ông vì đã góp phần cải tiến thuyết Marxist sao cho phù hợp với điều kiện kinh tế – xã hội của Nga lúc bấy giờ. Tường thuật của Liên Xô miêu tả ông là người nhận ra cái không thể tránh khỏi của lịch sử, nhờ đó đã giúp nó chắc chắn xảy ra. Trái lại, phần lớn giới sử học phương Tây coi ông như một kẻ thao túng các sự kiện nhằm tiếm đoạt và chiếm giữ quyền bính chính trị; họ cáo buộc tư tưởng của Lenin chỉ là cớ để ông hợp thức hóa các chính sách thực dụng của mình. Về sau, những người xét lại lịch sử ở cả Nga lẫn phương Tây đều nhấn mạnh vào tác động của các ý tưởng sẵn có từ trước, cũng như áp lực từ phía nhân dân, lên bản thân Lenin và các chính sách của ông.
— Albert Einstein bình phẩm về Lenin, tạm dịch theo Reiser & Kayser (1930:141)
Nhiều nhà sử học và nghiên cứu tiểu sử cho rằng chính quyền của Lenin mang tính chất toàn trị, là một nhà nước cảnh sát, và là một chế độ độc tài đơn đảng. Nhiều học giả theo đó cáo buộc Lenin là độc tài. Ryan cho rằng Lenin "không phải độc tài theo nghĩa rằng mọi khuyến nghị của ông phải được chấp thuận và thông qua", bởi lẽ nhiều người đồng cấp khác ý kiến với Lenin vẫn có quyền phủ quyết chúng. Fischer bình chú rằng tuy "Lenin là một người độc đoán, song ông không phải độc tài kiểu dạng Stalin về sau." Volkogonov nhận định rằng Lenin là người đặt nền móng cho "chuyên chính của Đảng" và phải tới thời Stalin thì Liên Xô mới biến thành "chuyên chính của một người."
Song để công bằng mà nói, nhiều nhà quan sát Marxist, gồm có các sử gia phương Tây như Hill và John Rees, phản biện luận điệu vu cáo chính quyền của Lenin là một chế độ độc tài; sở dĩ vì họ nhìn nhận nó như một phương thức bảo toàn các yếu tố dân chủ chưa thực sự hoàn hảo mà không cần các tiến trình tuyển cử ở các quốc gia dân chủ tự do. Ryan cho rằng nhà sử học tả khuynh Paul Le Blanc "đã nhận định rất đúng rằng các phẩm chất cá nhân dẫn Lenin đến các chính sách tàn nhẫn của ông không nhất thiết là mạnh tay hơn khi so với những nhà lãnh đạo phương Tây thế kỷ 20." Hơn nữa, Ryan cho rằng bạo lực cách mạng của Lenin chỉ đơn thuần là công cụ nhằm đạt được mục đích nhất định, cụ thể là xây dựng chế độ xã hội chủ nghĩa, tối hậu là thế giới cộng sản – một thế giới không còn bạo lực. Nhà sử học J. Arch Getty nhận xét rằng, "Lenin xứng đáng được tôn vinh vì quan niệm kẻ hiền có phước được hưởng nước thiên đàng, rằng có khả năng cho một phong trào chính trị dựa trên bình đẳng và công bằng xã hội." Một số trí thức tả khuynh, tiêu biểu gồm có Slavoj Žižek, Alain Badiou, Lars T. Lih và Fredric Jameson, khuyên rằng chúng ta cần làm bừng cháy lại tinh thần cách mạng cương quyết như của Lenin để giải quyết các vấn đề bất cập đương đại.

### Tại Liên Xô và các quốc gia hậu Xô viết

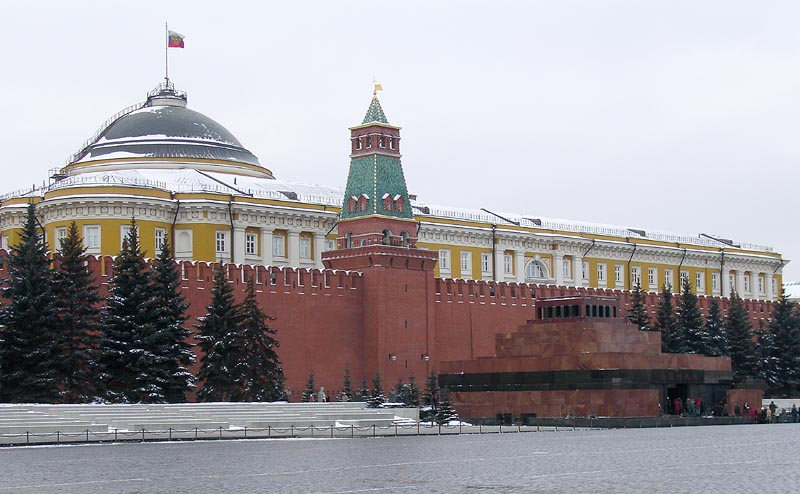
Lăng Lenin trên Quảng trường Đỏ, Moskva, Nga

Tại Liên Xô, tục sùng bái cá nhân dành cho Lenin đã manh nha phát triển kể từ lúc ông còn sống, song chỉ thực sự nở rộ sau khi ông mất. Theo Nina Tumarkin, đây có thể được coi là "tục sùng bái lãnh tụ cách mạng công phu nhất" kể từ thời George Washington ở Hoa Kỳ, và thường được miêu tả là mang tính chất "bán tôn giáo". Tượng bán thân hoặc toàn thân của Lenin được dựng lên ở hầu hết các ngôi làng. Chân dung của Lenin xuất hiện ở khắp nơi, trên tem bưu chính, đồ gốm, bích chương, các mặt báo Pravda và Izvestia Xô viết. Những nơi ông từng sinh hoạt trở thành bảo tàng đón khách thăm thú. Nhiều thư viện, đường phố, nông trang, bảo tàng, thị trấn và khu vực được đặt tên theo Lenin; ví dụ như thành phố Petrograd được đổi tên thành "Leningrad" vào năm 1924, hay quê hương Simbirsk của Lenin được đổi tên thành Ulyanovsk. Huân chương Lenin trở thành giải thưởng hết sức danh giá, chỉ được trao tặng cho các cá nhân có thành tích nổi bật. Tuy nhiên những điều này không được Lenin tán thành, hơn nữa còn bị chỉ trích công khai bởi bà Krupskaya.
Nhiều nhà nghiên cứu tiểu sử nhận xét rằng các bản thảo của Lenin có giá trị gần giống Kinh Thánh ở Liên Xô. Pipes thêm rằng "ý kiến nào của ông cũng được trích dẫn để hợp thức hóa một chính sách bất kỳ và được nhìn nhận như là chân lý." Người kế tục Lenin, Iosif Stalin, đã hệ thống hóa chủ nghĩa Lenin qua một loạt các bài giảng ở Đại học Sverdlov rồi cho xuất bản chúng dưới nhan đề Các vấn đề của chủ nghĩa Lenin. Stalin cũng cho sưu tầm các bản thảo của vị cố lãnh tụ và cất trữ chúng ở Viện Marx–Engels–Lenin. Tài liệu của Lenin ở ngoại quốc, chẳng hạn như tập sách của ông ở Kraków, thường được mua lại với giá đắt để sưu tập trong viện nghiên cứu. Dưới thời Xô viết, người ta kiểm soát rất chặt các bản thảo này và rất ít cá nhân có quyền truy cập chúng. Tất cả các bản thảo có lợi cho Stalin đều được xuất bản, còn các bản thảo khác thì không. Kiến thức về dòng máu phi-Nga và thân thế quý tộc của Lenin được giữ kín. Cụ thể thì thông tin về huyết thống Do Thái của Lenin vẫn là bí mật cho đến những năm 1980, có lẽ vì thái độ bài Do Thái ở Nga Xô lúc bấy giờ, hoặc để không gây ảnh hưởng đến chính sách Nga hóa của Stalin, hoặc để không cho cộng đồng thù Do Thái quốc tế quay sang thù cả Liên Xô. Kể từ đó, các đảng phái chính trị cánh hữu ở Nga thường lợi dụng phát hiện này để vu khống Lenin định nhổ rễ văn hóa Nga. Dưới thời Stalin, Lenin thường được miêu tả là người bằng hữu thân thiết của ông ta, người đã ủng hộ Stalin lên nắm quyền. Dưới thời Xô viết, tổng cộng năm ấn bản khác nhau của các tác phẩm của Lenin đã được xuất bản bằng tiếng Nga, bản đầu tiên vào năm 1920 và bản cuối cùng trong giai đoạn 1958-1965; bản thứ năm được tuyên bố là "hoàn chỉnh", nhưng trên thực tế thì nhiều thông tin bị lược bỏ vì lý do chính trị.

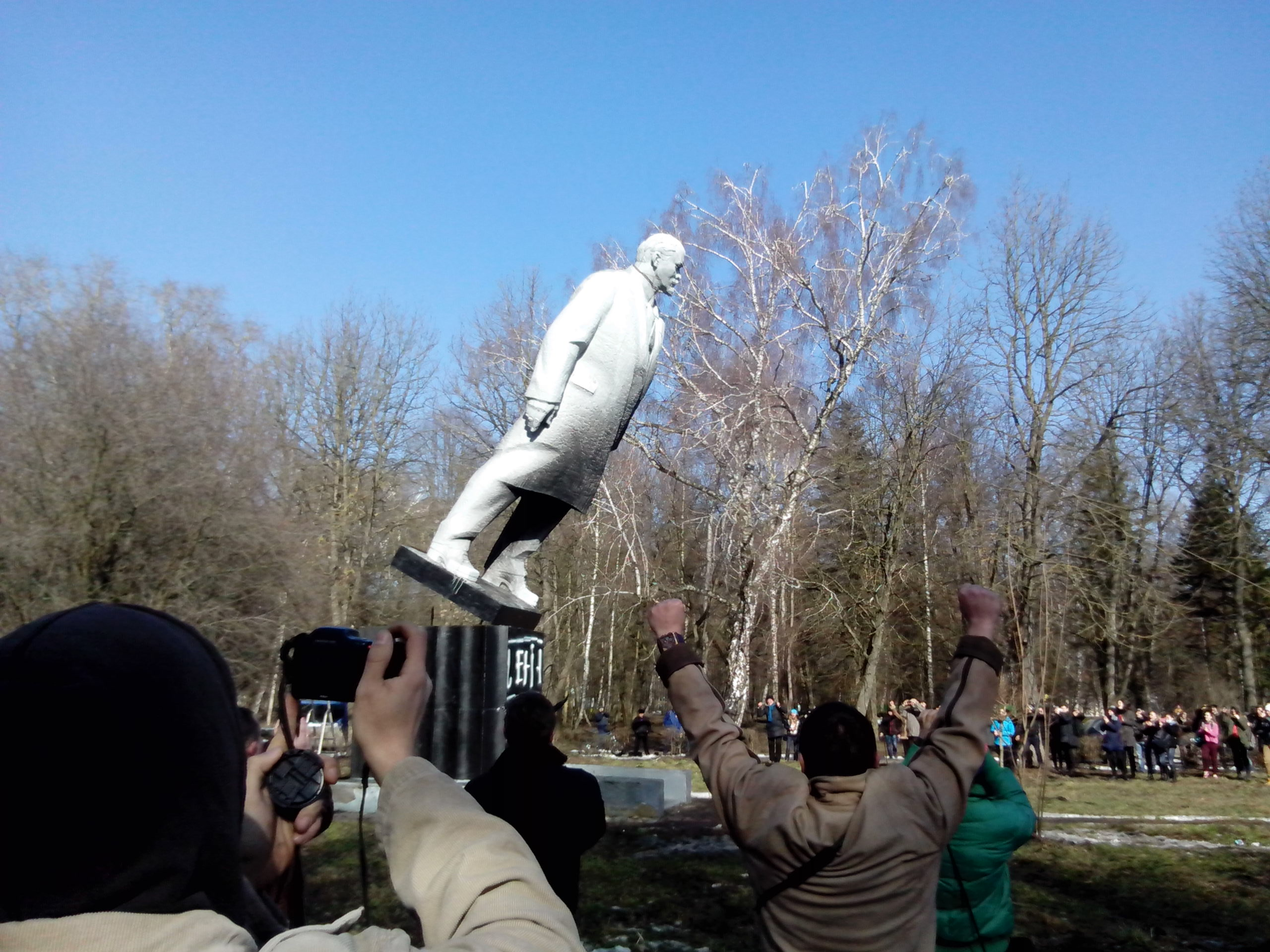
Tượng Lenin ở Khmelnytski bị đám đông quá khích kéo đổ trong phong trào Euromaidan 2014

Sau khi Stalin qua đời, nhà lãnh đạo mới của Liên Xô, Nikita S. Khrushchyov đã ngay lập tức khơi mào chính sách phi Stalin hóa bằng cách trích dẫn các bản thảo của Lenin, trong đó gồm cả những phê phán về Stalin, để hợp thức hóa chiến dịch. Khi Mikhail S. Gorbachyov lên nắm quyền vào năm 1985, ông đã thực thi các chính sách glasnost và perestroika, cũng viện dẫn trên danh nghĩa các nguyên tắc do Lenin đặt ra. Cuối năm 1991, giữa sự tan rã hỗn loạn của Liên Xô, tổng thống đầu tiên của Liên bang Nga, Boris N. Yeltsin, đã truất quyền kiểm soát kho lưu trữ Lenin của Đảng Cộng sản Liên Xô và đặt nó dưới sự giám sát của Trung tâm Lưu trữ và Nghiên cứu Tư liệu Lịch sử đương đại. Đợt chuyển giao này đã hé lộ 6.000 bản thảo chưa từng được công bố của Lenin, sau được giải mật và khai mở cho giới nghiên cứu sử học. Kể từ năm 1991 thì đã có một số bàn tán về việc di dời thi hài Lenin từ Lăng Quảng trường Đỏ tới Tường điện Kremli để chôn cất. Yeltsin, với sự ủng hộ của Giáo hội Chính thống giáo Nga, từng định đóng cửa Lăng Lenin và cải táng thi hài Lenin tại Nghĩa trang Volkov ở Sankt-Peterburg, cạnh nơi yên nghỉ của Maria A. Ulyanova. Tuy nhiên, vị tổng thống Nga kế nhiệm, Vladimir V. Putin, phản đối vì cho rằng hành động đó sẽ làm phật lòng các thế hệ từng sinh sống và chiến đấu dưới 70 năm chế độ Xô viết.
Năm 2012, nhiều đảng viên Đảng Dân chủ Tự do Nga đề xuất tháo dỡ các tượng đài Lenin. Ý kiến này nhận được sự ủng hộ của một bộ phận Đảng Thống nhất bấy giờ đang nắm quyền ở Nga, song bị đảng Cộng sản Nga phản đối dữ dội. Dự luật này rốt cuộc bị rút lại. Nga vẫn lưu giữ 7.000 bức tượng Lenin tồn tại vào năm 1991; tính đến năm 2022, khoảng 6.000 tượng đài Lenin vẫn tồn tại khắp nước này.
Trong làn sóng biểu tình Euromaidan 2013-2014, tượng đài Lenin ở nhiều thành phố trên khắp Ukraina đã bị các đám đông quá khích phá hoại và kéo đổ. Vào tháng 4 năm 2015, chính phủ Ukrainia ra lệnh dỡ bỏ tất cả các tượng đài còn sót lại tuân theo luật phi cộng sản hóa của nước này. Trong cuộc xâm lược toàn diện Ukraina của Nga vào năm 2022, nhiều bức tượng Lenin bị hạ bệ trước đó đã được dựng trở lại bởi quân Nga tại các khu vực chiếm đóng. Những hành động này tuy vậy chẳng liên quan gì đến chủ nghĩa cộng sản mà chỉ nhằm mục đích phô diễn bá quyền của Nga đối với Ukraina.
Bắt đầu từ năm 1998, cơ quan thăm dò dư luận độc lập Levada đã tiến hành các cuộc khảo sát thường niên để đo lường nhận thức về di sản của Lenin trong những người dân Nga: năm 2017, 56% số người được hỏi tin rằng Lenin đã đóng một vai trò tích cực trong lịch sử của đất nước, trong khi chỉ 22% tin rằng ông đã đóng một vai trò tiêu cực; Vào năm 2024, tỷ lệ người Nga cho rằng Lenin có vai trò tích cực đã tăng lên 67%, mức cao nhất kể từ khi thăm dò này được thực hiện

### Đối với phong trào cộng sản quốc tế

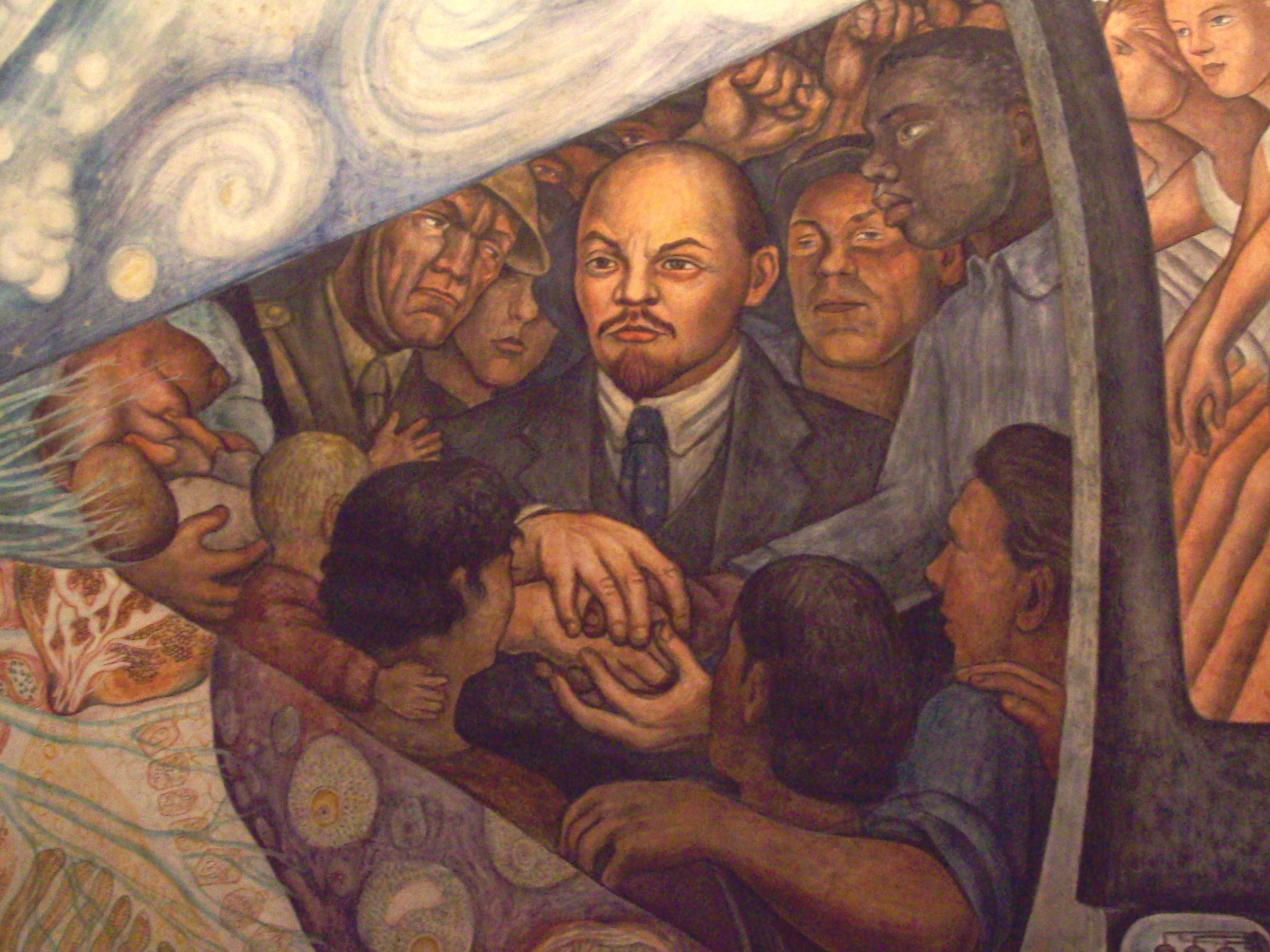
Hình tượng Lenin trên bức bích họa Man, Controller of the Universe tại Palacio de Bellas Artes, Thành phố Mexico

Theo nhà viết tiểu sử David Shub (1965), tấm gương của Lenin và những ý tưởng của ông đã góp phần "xây nên cơ sở của phong trào Cộng sản ngày nay." Các nhà nước xã hội chủ nghĩa học hỏi từ tư tưởng của Lenin xuất hiện trên khắp thế giới trong thế kỷ thứ 20. Năm 1972, nhà sử học Marcel Liebman khẳng định rằng, "hiếm có phong trào nổi dậy nào ngày nay, từ Mỹ Latinh đến Angola, mà không được coi là di sản của chủ nghĩa Lenin."
Sau khi Lenin qua đời, Stalin cho hình thức hóa chủ nghĩa Marx-Lenin, về sau được kế thừa và diễn giải theo nhiều chiều hướng khác nhau bởi các đảng phái đối lập trong phong trào cộng sản. KKhi lưu vong ở ngoại quốc, Trotsky đã chê trách chủ nghĩa Stalin là sự báng bổ đối với chủ nghĩa Lenin, vì hệ thống của Stalin đã trở nên quan liêu và chuyên quyền của riêng ông ta.
Chủ nghĩa Marx–Lenin đã được dung hòa với nhiều phong trào cách mạng nổi bật của thế kỷ 20, góp phần phát sinh các dòng tư tưởng mới như chủ nghĩa Stalin, Juche, tư tưởng Mao Trạch Đông, tư tưởng Hồ Chí Minh và tư tưởng Castro. Trái lại, nhiều nhà cộng sản Tây Âu hậu thế, chẳng hạn như Manuel Azcárate và Jean Ellenstein, cho rằng Lenin và các ý tưởng của ông không thực sự quá quan trọng đối với việc đạt đến mục đích tối hậu của chủ nghĩa cộng sản. Vì vậy, họ tự nhận là những người Marxist song không phải là Marxist-Leninist.

## Phụ chú

### Chú giải
1. ↑  Thời điểm chính quyền Xô viết của Đảng Bolshevik và Xã hội chủ nghĩa – cách mạng cánh tả tuyên bố giải tán Quốc hội Lập hiến được coi là ngày kết thúc nhiệm kỳ.
2. ↑  Gia đình Lenin có tổng cộng tám anh chị em, song chỉ có bốn người được liệt kê ở đây và Lenin sống qua tuổi 20.
3. ↑  Chính tả tiếng Nga: Влади́мир Ильи́ч Ле́нин; phiên âm tiếng Việt: Vla-đi-mia I-lích Lê-nin
4. ↑  Chính tả tiếng Nga: Влади́мир Ильи́ч Улья́нов; phiên âm tiếng Việt: Vla-đi-mia I-lích U-li-a-nốp
5. ↑  Có nhiều suy đoán cho rằng ông là người Nga, người Chuvash, người Mordvin, hoặc người Kalmyk.[2]
6. ↑  Chữ N ở đây thực chất không tượng trưng cho gì hết, người ta thường hiểu lầm rằng nó là viết tắt của Nikolai.[62]
7. ↑  Cụ thể là lá thư gửi bà Inessa Armand vào ngày 30 tháng 1 năm 1917.
8. ↑  Nguyên văn ở đây là thành ngữ tiếng Anh "the meek shall inherit the earth".

### Bản dịch
1. ↑  Lenin (2005a:149–427)
2. ↑  Lenin (2005b)
3. ↑  Lenin (2005c:1-245)
4. ↑  Lenin (2005d:159-249)
5. ↑  Lenin (2005e:1-168)
6. ↑  Lenin (2005f)
7. ↑  Lenin (2005g:383-541)
8. ↑  Lenin (2005h:1-149)
9. ↑  Lenin (2005i:1-128)
10. ↑  Lenin (2005j:244–296)

### Cước chú
1. ↑  Read 2005, tr. 5: "Going back to his great-grandparents, Russian, Jewish, Swedish, German and possibly Kalmyk influences can be discovered" [Truy về thế hệ cụ cố, ảnh hưởng của Nga, Do Thái, Thụy Điển, Đức, và dường như là Kalmyk có thể được phát hiện]
2. ↑  Fischer 1964, tr. 1–2; Rice 1990, tr. 12–13; Volkogonov 1994, tr. 7; Service 2000, tr. 21–23; White 2001, tr. 13–15; Read 2005, tr. 6; Schmermund & Edwards 2016, tr. 9.
3. ↑  "Владимир Ильич Ленин (1870–1924)" (bằng tiếng Nga). Uniros.ru. Bản gốc lưu trữ ngày 18 tháng 9 năm 2012. Truy cập ngày 3 tháng 8 năm 2015.
4. ↑  Fischer 1964, tr. 1–2; Rice 1990, tr. 12–13; Service 2000, tr. 21–23; White 2001, tr. 13–15; Read 2005, tr. 6.
5. ↑  Fischer 1964, tr. 5; Rice 1990, tr. 13; Service 2000, tr. 23.
6. ↑  Fischer 1964, tr. 2–3; Rice 1990, tr. 12; Service 2000, tr. 16–19, 23; White 2001, tr. 15–18; Read 2005, tr. 5; Lih 2011, tr. 20.
7. ↑  Petrovsky-Shtern 2010, tr. 66–67.
8. ↑  Payne 1967, tr. 43.
9. ↑  Fischer 1964, tr. 6; Rice 1990, tr. 13–14, 18; Service 2000, tr. 25, 27; White 2001, tr. 18–19; Read 2005, tr. 4, 8; Lih 2011, tr. 21; Yakovlev 1988, tr. 112.
10. ↑  Sebestyen 2017, tr. 33.
11. ↑  Fischer 1964, tr. 6; Rice 1990, tr. 12; Service 2000, tr. 13.
12. ↑  Fischer 1964, tr. 6; Rice 1990, tr. 12, 14; Service 2000, tr. 25; White 2001, tr. 19–20; Read 2005, tr. 4; Lih 2011, tr. 21, 22.
13. ↑  Fischer 1964, tr. 3, 8; Rice 1990, tr. 14–15; Service 2000, tr. 29.
14. ↑  Fischer 1964, tr. 8; Service 2000, tr. 27; White 2001, tr. 19.
15. ↑  Rice 1990, tr. 18; Service 2000, tr. 26; White 2001, tr. 20; Read 2005, tr. 7; Petrovsky-Shtern 2010, tr. 64.
16. ↑  Fischer 1964, tr. 7; Rice 1990, tr. 16; Service 2000, tr. 32–36.
17. ↑  Fischer 1964, tr. 7; Rice 1990, tr. 17; Service 2000, tr. 36–46; White 2001, tr. 20; Read 2005, tr. 9.
18. ↑  Fischer 1964, tr. 6, 9; Rice 1990, tr. 19; Service 2000, tr. 48–49; Read 2005, tr. 10.
19. ↑  Fischer 1964, tr. 9; Service 2000, tr. 50–51, 64; Read 2005, tr. 16; Petrovsky-Shtern 2010, tr. 69.
20. ↑  Fischer 1964, tr. 10–17; Rice 1990, tr. 20, 22–24; Service 2000, tr. 52–58; White 2001, tr. 21–28; Read 2005, tr. 10; Lih 2011, tr. 23–25.
21. ↑  Fischer 1964, tr. 18; Rice 1990, tr. 25; Service 2000, tr. 61; White 2001, tr. 29; Read 2005, tr. 16; Theen 2004, tr. 33.
22. ↑  Fischer 1964, tr. 18; Rice 1990, tr. 26; Service 2000, tr. 61–63.
23. ↑  Rice 1990, tr. 26–27; Service 2000, tr. 64–68, 70; White 2001, tr. 29.
24. ↑  Fischer 1964, tr. 18; Rice 1990, tr. 27; Service 2000, tr. 68–69; White 2001, tr. 29; Read 2005, tr. 15; Lih 2011, tr. 32.
25. ↑  Fischer 1964, tr. 18; Rice 1990, tr. 28; White 2001, tr. 30; Read 2005, tr. 12; Lih 2011, tr. 32–33.
26. ↑  Fischer 1964, tr. 18; Rice 1990, tr. 310; Service 2000, tr. 71.
27. ↑  Fischer 1964, tr. 19; Rice 1990, tr. 32–33; Service 2000, tr. 72; White 2001, tr. 30–31; Read 2005, tr. 18; Lih 2011, tr. 33.
28. ↑  Rice 1990, tr. 33; Service 2000, tr. 74–76; White 2001, tr. 31; Read 2005, tr. 17.
29. ↑  Rice 1990, tr. 34; Service 2000, tr. 78; White 2001, tr. 31.
30. ↑  Rice 1990, tr. 34; Service 2000, tr. 77; Read 2005, tr. 18.
31. ↑  Rice 1990, tr. 34, 36–37; Service 2000, tr. 55–55, 80, 88–89; White 2001, tr. 31; Read 2005, tr. 37–38; Lih 2011, tr. 34–35.
32. ↑  Fischer 1964, tr. 23–25, 26; Service 2000, tr. 55; Read 2005, tr. 11, 24.
33. ↑  Service 2000, tr. 79, 98.
34. ↑  Rice 1990, tr. 34–36; Service 2000, tr. 82–86; White 2001, tr. 31; Read 2005, tr. 18, 19; Lih 2011, tr. 40.
35. ↑  Fischer 1964, tr. 21; Rice 1990, tr. 36; Service 2000, tr. 86; White 2001, tr. 31; Read 2005, tr. 18; Lih 2011, tr. 40.
36. ↑  Fischer 1964, tr. 21; Rice 1990, tr. 36, 37.
37. ↑  Fischer 1964, tr. 21; Rice 1990, tr. 38; Service 2000, tr. 93–94.
38. ↑  Pipes 1990, tr. 354; Rice 1990, tr. 38–39; Service 2000, tr. 90–92; White 2001, tr. 33; Lih 2011, tr. 40, 52.
39. ↑  Pipes 1990, tr. 354; Rice 1990, tr. 39–40; Lih 2011, tr. 53.
40. ↑  Rice 1990, tr. 40, 43; Service 2000, tr. 96.
41. ↑  Pipes 1990, tr. 355; Rice 1990, tr. 41–42; Service 2000, tr. 105; Read 2005, tr. 22–23.
42. ↑  Fischer 1964, tr. 22; Rice 1990, tr. 41; Read 2005, tr. 20–21.
43. ↑  Fischer 1964, tr. 27; Rice 1990, tr. 42–43; White 2001, tr. 34, 36; Read 2005, tr. 25; Lih 2011, tr. 45–46.
44. ↑  Fischer 1964, tr. 30; Pipes 1990, tr. 354; Rice 1990, tr. 44–46; Service 2000, tr. 103; White 2001, tr. 37; Read 2005, tr. 26; Lih 2011, tr. 55.
45. ↑  Rice 1990, tr. 46; Service 2000, tr. 103; White 2001, tr. 37; Read 2005, tr. 26.
46. ↑  Fischer 1964, tr. 30; Rice 1990, tr. 46; Service 2000, tr. 103; White 2001, tr. 37; Read 2005, tr. 26.
47. ↑  Rice 1990, tr. 47–48; Read 2005, tr. 26.
48. ↑  Fischer 1964, tr. 31; Pipes 1990, tr. 355; Rice 1990, tr. 48; White 2001, tr. 38; Read 2005, tr. 26.
49. ↑  Fischer 1964, tr. 31; Rice 1990, tr. 48–51; Service 2000, tr. 107–108; Read 2005, tr. 31; Lih 2011, tr. 61.
50. ↑  Fischer 1964, tr. 31; Rice 1990, tr. 48–51; Service 2000, tr. 107–108.
51. ↑  Fischer 1964, tr. 31; Rice 1990, tr. 52–55; Service 2000, tr. 109–110; White 2001, tr. 38, 45, 47; Read 2005, tr. 31.
52. ↑  Fischer 1964, tr. 31–32; Rice 1990, tr. 53, 55–56; Service 2000, tr. 110–113; White 2001, tr. 40; Read 2005, tr. 30, 31.
53. ↑  Fischer 1964, tr. 33; Pipes 1990, tr. 356; Service 2000, tr. 114, 140; White 2001, tr. 40; Read 2005, tr. 30; Lih 2011, tr. 63.
54. 1 2  Fischer 1964, tr. 33–34; Rice 1990, tr. 53, 55–56; Service 2000, tr. 117; Read 2005, tr. 33.
55. ↑  Rice 1990, tr. 57–58; Service 2000, tr. 121–124, 137; White 2001, tr. 40–45; Read 2005, tr. 34, 39; Lih 2011, tr. 62–63.
56. ↑  Fischer 1964, tr. 34–35; Rice 1990, tr. 64; Service 2000, tr. 124–125; White 2001, tr. 54; Read 2005, tr. 43; Rappaport 2010, tr. 27–28.
57. ↑  Fischer 1964, tr. 35; Pipes 1990, tr. 357; Rice 1990, tr. 66–65; White 2001, tr. 55–56; Read 2005, tr. 43; Rappaport 2010, tr. 28.
58. ↑  Fischer 1964, tr. 35; Pipes 1990, tr. 357; Rice 1990, tr. 64–69; Service 2000, tr. 130–135; Rappaport 2010, tr. 32–33.
59. ↑  Rice 1990, tr. 69–70; Read 2005, tr. 51; Rappaport 2010, tr. 41–42, 53–55.
60. ↑  Rice 1990, tr. 69–70.
61. ↑  Fischer 1964, tr. 4–5; Service 2000, tr. 137; Read 2005, tr. 44; Rappaport 2010, tr. 66.
62. ↑  Rappaport 2010, tr. 66; Lih 2011, tr. 8–9.
63. ↑  Fischer 1964, tr. 39; Pipes 1990, tr. 359; Rice 1990, tr. 73–75; Service 2000, tr. 137–142; White 2001, tr. 56–62; Read 2005, tr. 52–54; Rappaport 2010, tr. 62; Lih 2011, tr. 69, 78–80.
64. ↑  Fischer 1964, tr. 37; Rice 1990, tr. 70; Service 2000, tr. 136; Read 2005, tr. 44; Rappaport 2010, tr. 36–37.
65. ↑  Fischer 1964, tr. 37; Rice 1990, tr. 78–79; Service 2000, tr. 143–144; Rappaport 2010, tr. 81, 84.
66. ↑  Read 2005, tr. 60.
67. ↑  Fischer 1964, tr. 38; Lih 2011, tr. 80.
68. ↑  Fischer 1964, tr. 38–39; Rice 1990, tr. 75–76; Service 2000, tr. 147.
69. ↑  Fischer 1964, tr. 40, 50–51; Rice 1990, tr. 76; Service 2000, tr. 148–150; Read 2005, tr. 48; Rappaport 2010, tr. 82–84.
70. ↑  Rice 1990, tr. 77–78; Service 2000, tr. 150; Rappaport 2010, tr. 85–87.
71. ↑  Pipes 1990, tr. 360; Rice 1990, tr. 79–80; Service 2000, tr. 151–152; White 2001, tr. 62; Read 2005, tr. 60; Rappaport 2010, tr. 92; Lih 2011, tr. 81.
72. ↑  Rice 1990, tr. 81–82; Service 2000, tr. 154–155; White 2001, tr. 63; Read 2005, tr. 60–61.
73. ↑  Fischer 1964, tr. 39; Rice 1990, tr. 82; Service 2000, tr. 155–156; Read 2005, tr. 61; White 2001, tr. 64; Rappaport 2010, tr. 95.
74. ↑  Rice 1990, tr. 83; Rappaport 2010, tr. 107.
75. ↑  Rice 1990, tr. 83–84; Service 2000, tr. 157; White 2001, tr. 65; Rappaport 2010, tr. 97–98.
76. ↑  Service 2000, tr. 158–159, 163–164; Rappaport 2010, tr. 97, 99, 108–109.
77. ↑  Rice 1990, tr. 85; Service 2000, tr. 163.
78. ↑  Fischer 1964, tr. 41; Rice 1990, tr. 85; Service 2000, tr. 165; White 2001, tr. 70; Read 2005, tr. 64; Rappaport 2010, tr. 114.
79. ↑  Fischer 1964, tr. 44; Rice 1990, tr. 86–88; Service 2000, tr. 167; Read 2005, tr. 75; Rappaport 2010, tr. 117–120; Lih 2011, tr. 87.
80. ↑  Fischer 1964, tr. 44–45; Pipes 1990, tr. 362–363; Rice 1990, tr. 88–89.
81. ↑  Service 2000, tr. 170–171.
82. ↑  Pipes 1990, tr. 363–364; Rice 1990, tr. 89–90; Service 2000, tr. 168–170; Read 2005, tr. 78; Rappaport 2010, tr. 124.
83. ↑  Fischer 1964, tr. 60; Pipes 1990, tr. 367; Rice 1990, tr. 90–91; Service 2000, tr. 179; Read 2005, tr. 79; Rappaport 2010, tr. 131.
84. ↑  Fischer 1964, tr. 51; Rice 1990, tr. 94; Service 2000, tr. 175–176; Read 2005, tr. 81; Read 2005, tr. 77, 81; Rappaport 2010, tr. 132, 134–135.
85. ↑  Rice 1990, tr. 94–95; White 2001, tr. 73–74; Read 2005, tr. 81–82; Rappaport 2010, tr. 138.
86. ↑  Rice 1990, tr. 96–97; Service 2000, tr. 176–178.
87. ↑  Fischer 1964, tr. 70–71; Pipes 1990, tr. 369–370; Rice 1990, tr. 104.
88. ↑  Rice 1990, tr. 95; Service 2000, tr. 178–179.
89. ↑  Fischer 1964, tr. 53; Pipes 1990, tr. 364; Rice 1990, tr. 99–100; Service 2000, tr. 179–180; White 2001, tr. 76.
90. ↑  Rice 1990, tr. 103–105; Service 2000, tr. 180–182; White 2001, tr. 77–79.
91. ↑  Rice 1990, tr. 105–106; Service 2000, tr. 184–186; Rappaport 2010, tr. 144.
92. ↑  Brackman 2000, tr. 59, 62.
93. ↑  Service 2000, tr. 186–187.
94. ↑  Fischer 1964, tr. 67–68; Rice 1990, tr. 111; Service 2000, tr. 188–189.
95. ↑  Fischer 1964, tr. 64; Rice 1990, tr. 109; Service 2000, tr. 189–190; Read 2005, tr. 89–90.
96. ↑  Fischer 1964, tr. 63–64; Rice 1990, tr. 110; Service 2000, tr. 190–191; White 2001, tr. 83, 84.
97. ↑  Rice 1990, tr. 110–111; Service 2000, tr. 191–192; Read 2005, tr. 91.
98. ↑  Fischer 1964, tr. 64–67; Rice 1990, tr. 110; Service 2000, tr. 192–193; White 2001, tr. 84, 87–88; Read 2005, tr. 90.
99. ↑  Fischer 1964, tr. 69; Rice 1990, tr. 111; Service 2000, tr. 195.
100. ↑  Fischer 1964, tr. 81–82; Pipes 1990, tr. 372–375; Rice 1990, tr. 120–121; Service 2000, tr. 206; White 2001, tr. 102; Read 2005, tr. 96–97.
101. ↑  Fischer 1964, tr. 70; Rice 1990, tr. 114–116.
102. ↑  Fischer 1964, tr. 68–69; Rice 1990, tr. 112; Service 2000, tr. 195–196.
103. ↑  Fischer 1964, tr. 75–80; Rice 1990, tr. 112; Pipes 1990, tr. 384; Service 2000, tr. 197–199; Read 2005, tr. 103.
104. ↑  Rice 1990, tr. 115; Service 2000, tr. 196; White 2001, tr. 93–94.
105. ↑  Fischer 1964, tr. 71–72; Rice 1990, tr. 116–117; Service 2000, tr. 204–206; White 2001, tr. 96–97; Read 2005, tr. 95.
106. ↑  Fischer 1964, tr. 72; Rice 1990, tr. 118–119; Service 2000, tr. 209–211; White 2001, tr. 100; Read 2005, tr. 104.
107. ↑  Fischer 1964, tr. 93–94; Pipes 1990, tr. 376; Rice 1990, tr. 121; Service 2000, tr. 214–215; White 2001, tr. 98–99.
108. ↑  Rice 1990, tr. 122; White 2001, tr. 100.
109. ↑  Service 2000, tr. 216; White 2001, tr. 103; Read 2005, tr. 105.
110. ↑  Fischer 1964, tr. 73–74; Rice 1990, tr. 122–123; Service 2000, tr. 217–218; Read 2005, tr. 105.
111. ↑  Rice 1990, tr. 127; Service 2000, tr. 222–223.
112. ↑  Fischer 1964, tr. 94; Pipes 1990, tr. 377–378; Rice 1990, tr. 127–128; Service 2000, tr. 223–225; White 2001, tr. 104; Read 2005, tr. 105.
113. ↑  Fischer 1964, tr. 94; Pipes 1990, tr. 378; Rice 1990, tr. 128; Service 2000, tr. 225; White 2001, tr. 104; Read 2005, tr. 127.
114. ↑  Fischer 1964, tr. 107; Service 2000, tr. 236.
115. ↑  Fischer 1964, tr. 85; Pipes 1990, tr. 378–379; Rice 1990, tr. 127; Service 2000, tr. 225; White 2001, tr. 103–104.
116. ↑  Fischer 1964, tr. 94; Rice 1990, tr. 130–131; Pipes 1990, tr. 382–383; Service 2000, tr. 245; White 2001, tr. 113–114, 122–113; Read 2005, tr. 132–134.
117. ↑  Fischer 1964, tr. 85; Rice 1990, tr. 129; Service 2000, tr. 227–228; Read 2005, tr. 111.
118. ↑  Pipes 1990, tr. 380; Service 2000, tr. 230–231; Read 2005, tr. 130.
119. ↑  Rice 1990, tr. 135; Service 2000, tr. 235.
120. ↑  Fischer 1964, tr. 95–100, 107; Rice 1990, tr. 132–134; Service 2000, tr. 245–246; White 2001, tr. 118–121; Read 2005, tr. 116–126.
121. ↑  Service 2000, tr. 241–242.
122. ↑  Service 2000, tr. 243.
123. ↑  Service 2000, tr. 238–239.
124. ↑  Rice 1990, tr. 136–138; Service 2000, tr. 253.
125. ↑  Service 2000, tr. 254–255.
126. ↑  Fischer 1964, tr. 109–110; Rice 1990, tr. 139; Pipes 1990, tr. 386, 389–391; Service 2000, tr. 255–256; White 2001, tr. 127–128.
127. ↑  Ted Widmer (ngày 20 tháng 4 năm 2017). "Lenin and the Russian Spark". The New Yorker. Bản gốc lưu trữ ngày 2 tháng 2 năm 2021. Truy cập ngày 26 tháng 11 năm 2019.
128. ↑  Fischer 1964, tr. 110–113; Rice 1990, tr. 140–144; Pipes 1990, tr. 391–392; Service 2000, tr. 257–260.
129. ↑  Merridale 2017, tr. ix.
130. ↑  Fischer 1964, tr. 113, 124; Rice 1990, tr. 144; Pipes 1990, tr. 392; Service 2000, tr. 261; White 2001, tr. 131–132.
131. ↑  Pipes 1990, tr. 393–394; Service 2000, tr. 266; White 2001, tr. 132–135; Read 2005, tr. 143, 146–147.
132. ↑  Service 2000, tr. 266–268, 279; White 2001, tr. 134–136; Read 2005, tr. 147, 148.
133. ↑  Service 2000, tr. 267, 271–272; Read 2005, tr. 152, 154.
134. ↑  Service 2000, tr. 282; Read 2005, tr. 157.
135. ↑  Pipes 1990, tr. 421; Rice 1990, tr. 147; Service 2000, tr. 276, 283; White 2001, tr. 140; Read 2005, tr. 157.
136. ↑  Pipes 1990, tr. 422–425; Rice 1990, tr. 147–148; Service 2000, tr. 283–284; Read 2005, tr. 158–61; White 2001, tr. 140–141; Read 2005, tr. 157–159.
137. ↑  Pipes 1990, tr. 431–434; Rice 1990, tr. 148; Service 2000, tr. 284–285; White 2001, tr. 141; Read 2005, tr. 161.
138. ↑  Fischer 1964, tr. 125; Rice 1990, tr. 148–149; Service 2000, tr. 285.
139. ↑  Pipes 1990, tr. 436, 467; Service 2000, tr. 287; White 2001, tr. 141; Read 2005, tr. 165.
140. ↑  Pipes 1990, tr. 468–469; Rice 1990, tr. 149; Service 2000, tr. 289; White 2001, tr. 142–143; Read 2005, tr. 166–172.
141. ↑  Service 2000, tr. 288.
142. ↑  Pipes 1990, tr. 468; Rice 1990, tr. 150; Service 2000, tr. 289–292; Read 2005, tr. 165.
143. ↑  Pipes 1990, tr. 439–465; Rice 1990, tr. 150–151; Service 2000, tr. 299; White 2001, tr. 143–144; Read 2005, tr. 173.
144. ↑  Pipes 1990, tr. 465.
145. ↑  Pipes 1990, tr. 465–467; White 2001, tr. 144; Lee 2003, tr. 17; Read 2005, tr. 174.
146. ↑  Pipes 1990, tr. 471; Rice 1990, tr. 151–152; Read 2005, tr. 180.
147. ↑  Pipes 1990, tr. 473, 482; Rice 1990, tr. 152; Service 2000, tr. 302–303; Read 2005, tr. 179.
148. ↑  Pipes 1990, tr. 482–484; Rice 1990, tr. 153–154; Service 2000, tr. 303–304; White 2001, tr. 146–147.
149. ↑  Pipes 1990, tr. 471–472; Service 2000, tr. 304; White 2001, tr. 147.
150. ↑  Service 2000, tr. 306–307.
151. ↑  Rigby 1979, tr. 14–15; Leggett 1981, tr. 1–3; Pipes 1990, tr. 466; Rice 1990, tr. 155.
152. ↑  Pipes 1990, tr. 485–486, 491; Rice 1990, tr. 157, 159; Service 2000, tr. 308.
153. ↑  Pipes 1990, tr. 492–493, 496; Service 2000, tr. 311; Read 2005, tr. 182.
154. ↑  Pipes 1990, tr. 491; Service 2000, tr. 309.
155. ↑  Pipes 1990, tr. 499; Service 2000, tr. 314–315.
156. ↑  Pipes 1990, tr. 496–497; Rice 1990, tr. 159–161; Service 2000, tr. 314–315; Read 2005, tr. 183.
157. ↑  Service 2000, tr. 316.
158. ↑  Shub 1966, tr. 314; Service 2000, tr. 317.
159. ↑  Shub 1966, tr. 315; Pipes 1990, tr. 540–541; Rice 1990, tr. 164; Volkogonov 1994, tr. 173; Service 2000, tr. 331; Read 2005, tr. 192.
160. ↑  Volkogonov 1994, tr. 176; Service 2000, tr. 331–332; White 2001, tr. 156; Read 2005, tr. 192.
161. ↑  Rice 1990, tr. 164.
162. ↑  Pipes 1990, tr. 546–547.
163. ↑  Pipes 1990, tr. 552–553; Rice 1990, tr. 165; Volkogonov 1994, tr. 176–177; Service 2000, tr. 332, 336–337; Read 2005, tr. 192.
164. ↑  Fischer 1964, tr. 158; Shub 1966, tr. 301–302; Rigby 1979, tr. 26; Leggett 1981, tr. 5; Pipes 1990, tr. 508, 519; Service 2000, tr. 318–319; Read 2005, tr. 189–190.
165. ↑  Rigby 1979, tr. 166–167; Leggett 1981, tr. 20–21; Pipes 1990, tr. 533–534, 537; Volkogonov 1994, tr. 171; Service 2000, tr. 322–323; White 2001, tr. 159; Read 2005, tr. 191.
166. ↑  Fischer 1964, tr. 219, 256, 379; Shub 1966, tr. 374; Service 2000, tr. 355; White 2001, tr. 159; Read 2005, tr. 219.
167. ↑  Rigby 1979, tr. 160–164; Volkogonov 1994, tr. 374–375; Service 2000, tr. 377.
168. ↑  Sandle 1999, tr. 74; Rigby 1979, tr. 168–169.
169. ↑  Fischer 1964, tr. 432.
170. ↑  Leggett 1981, tr. 316; Lee 2003, tr. 98–99.
171. ↑  Rigby 1979, tr. 160–161; Leggett 1981, tr. 21; Lee 2003, tr. 99.
172. ↑  Service 2000, tr. 388; Lee 2003, tr. 98.
173. ↑  Service 2000, tr. 388.
174. ↑  Rigby 1979, tr. 168, 170; Service 2000, tr. 388.
175. ↑  Service 2000, tr. 325–326, 333; Read 2005, tr. 211–212.
176. ↑  Shub 1966, tr. 361; Pipes 1990, tr. 548; Volkogonov 1994, tr. 229; Service 2000, tr. 335–336; Read 2005, tr. 198.
177. ↑  Fischer 1964, tr. 156; Shub 1966, tr. 350; Pipes 1990, tr. 594; Volkogonov 1994, tr. 185; Service 2000, tr. 344; Read 2005, tr. 212.
178. ↑  Fischer 1964, tr. 320–321; Shub 1966, tr. 377; Pipes 1990, tr. 94–595; Volkogonov 1994, tr. 187–188; Service 2000, tr. 346–347; Read 2005, tr. 212.
179. ↑  Service 2000, tr. 345.
180. ↑  Fischer 1964, tr. 466; Service 2000, tr. 348.
181. ↑  Fischer 1964, tr. 280; Shub 1966, tr. 361–362; Pipes 1990, tr. 806–807; Volkogonov 1994, tr. 219–221; Service 2000, tr. 367–368; White 2001, tr. 155.
182. ↑  Fischer 1964, tr. 282–283; Shub 1966, tr. 362–363; Pipes 1990, tr. 807, 809; Volkogonov 1994, tr. 222–228; White 2001, tr. 155.
183. ↑  Volkogonov 1994, tr. 222, 231.
184. ↑  Service 2000, tr. 369.
185. ↑  Lenin 2006a, tr. 26.
186. ↑  Fischer 1964, tr. 252–253; Pipes 1990, tr. 499; Volkogonov 1994, tr. 341; Service 2000, tr. 316–317; White 2001, tr. 149; Read 2005, tr. 194–195.
187. ↑  Shub 1966, tr. 310; Leggett 1981, tr. 5–6, 8, 306; Pipes 1990, tr. 521–522; Service 2000, tr. 317–318; White 2001, tr. 153; Read 2005, tr. 235–236.
188. ↑  Fischer 1964, tr. 249; Pipes 1990, tr. 514; Service 2000, tr. 321.
189. ↑  Fischer 1964, tr. 249; Pipes 1990, tr. 514; Read 2005, tr. 219.
190. ↑  White 2001, tr. 159–160.
191. ↑  Fischer 1964, tr. 249.
192. ↑  Sandle 1999, tr. 84; Read 2005, tr. 211.
193. ↑  Leggett 1981, tr. 172–173; Pipes 1990, tr. 796–797; Read 2005, tr. 242.
194. ↑  Leggett 1981, tr. 172; Pipes 1990, tr. 798–799; Ryan 2012, tr. 121.
195. ↑  Hazard 1965, tr. 270; Leggett 1981, tr. 172; Pipes 1990, tr. 796–797.
196. ↑  Volkogonov 1994, tr. 170.
197. 1 2  Service 2000, tr. 321.
198. ↑  Fischer 1964, tr. 260–261.
199. ↑  Sandle 1999, tr. 174.
200. ↑  Fischer 1964, tr. 554–555; Sandle 1999, tr. 83.
201. ↑  Sandle 1999, tr. 122–123.
202. ↑  David 1974, tr. 417.
203. ↑  Fischer 1964, tr. 552; Leggett 1981, tr. 308; Sandle 1999, tr. 126; Read 2005, tr. 238–239; Ryan 2012, tr. 176, 182.
204. ↑  Volkogonov 1994, tr. 373; Leggett 1981, tr. 308; Ryan 2012, tr. 177.
205. ↑  Pipes 1990, tr. 709; Service 2000, tr. 321.
206. ↑  Volkogonov 1994, tr. 171.
207. ↑  Rigby 1979, tr. 45–46; Pipes 1990, tr. 682, 683; Service 2000, tr. 321; White 2001, tr. 153.
208. ↑  Rigby 1979, tr. 50; Pipes 1990, tr. 689; Sandle 1999, tr. 64; Service 2000, tr. 321; Read 2005, tr. 231.
209. ↑  Fischer 1964, tr. 437–438; Pipes 1990, tr. 709; Sandle 1999, tr. 64, 68.
210. ↑  Fischer 1964, tr. 263–264; Pipes 1990, tr. 672.
211. ↑  Fischer 1964, tr. 264.
212. ↑  Pipes 1990, tr. 681, 692–693; Sandle 1999, tr. 96–97.
213. ↑  Pipes 1990, tr. 692–693; Sandle 1999, tr. 97.
214. ↑  Fischer 1964, tr. 236; Service 2000, tr. 351–352.
215. 1 2  Fischer 1964, tr. 259, 444–445.
216. ↑  Sandle 1999, tr. 120.
217. ↑  Service 2000, tr. 354–355.
218. ↑  Fischer 1964, tr. 307–308; Volkogonov 1994, tr. 178–179; White 2001, tr. 156; Read 2005, tr. 252–253; Ryan 2012, tr. 123–124.
219. ↑  Shub 1966, tr. 329–330; Service 2000, tr. 385; White 2001, tr. 156; Read 2005, tr. 253–254; Ryan 2012, tr. 125.
220. ↑  Shub 1966, tr. 383.
221. ↑  Shub 1966, tr. 331; Pipes 1990, tr. 567.
222. ↑  Fischer 1964, tr. 151; Pipes 1990, tr. 567; Service 2000, tr. 338.
223. ↑  Fischer 1964, tr. 190–191; Shub 1966, tr. 337; Pipes 1990, tr. 567; Rice 1990, tr. 166.
224. ↑  Lenin 2006a, tr. 18.
225. ↑  Fischer 1964, tr. 151–152; Pipes 1990, tr. 571–572.
226. ↑  Fischer 1964, tr. 154; Pipes 1990, tr. 572; Rice 1990, tr. 166.
227. ↑  Fischer 1964, tr. 161; Shub 1966, tr. 331; Pipes 1990, tr. 576.
228. ↑  Fischer 1964, tr. 162–163; Pipes 1990, tr. 576.
229. ↑  Fischer 1964, tr. 171–172, 200–202; Pipes 1990, tr. 578.
230. ↑  Rice 1990, tr. 166; Service 2000, tr. 338.
231. ↑  Service 2000, tr. 338.
232. ↑  Fischer 1964, tr. 195; Shub 1966, tr. 334, 337; Service 2000, tr. 338–339, 340; Read 2005, tr. 199.
233. ↑  Fischer 1964, tr. 206, 209; Shub 1966, tr. 337; Pipes 1990, tr. 586–587; Service 2000, tr. 340–341.
234. ↑  Pipes 1990, tr. 587; Rice 1990, tr. 166–167; Service 2000, tr. 341; Read 2005, tr. 199.
235. ↑  Shub 1966, tr. 338; Pipes 1990, tr. 592–593; Service 2000, tr. 341.
236. ↑  Fischer 1964, tr. 211–212; Shub 1966, tr. 339; Pipes 1990, tr. 595; Rice 1990, tr. 167; Service 2000, tr. 342; White 2001, tr. 158–159.
237. ↑  Pipes 1990, tr. 595; Service 2000, tr. 342.
238. ↑  Fischer 1964, tr. 213–214; Pipes 1990, tr. 596–597.
239. ↑  Service 2000, tr. 344.
240. ↑  Fischer 1964, tr. 313–314; Shub 1966, tr. 387–388; Pipes 1990, tr. 667–668; Volkogonov 1994, tr. 193–194; Service 2000, tr. 384.
241. ↑  Fischer 1964, tr. 303–304; Pipes 1990, tr. 668; Volkogonov 1994, tr. 194; Service 2000, tr. 384.
242. ↑  Fischer 1964, tr. 236; Pipes 1990, tr. 558, 723; Rice 1990, tr. 170; Volkogonov 1994, tr. 190.
243. ↑  Fischer 1964, tr. 236–237; Shub 1966, tr. 353; Pipes 1990, tr. 560, 722, 732–736; Rice 1990, tr. 170; Volkogonov 1994, tr. 181, 342–343; Service 2000, tr. 349, 358–359; White 2001, tr. 164; Read 2005, tr. 218.
244. ↑  Fischer 1964, tr. 254; Pipes 1990, tr. 728, 734–736; Volkogonov 1994, tr. 197; Ryan 2012, tr. 105.
245. ↑  Fischer 1964, tr. 277–278; Pipes 1990, tr. 737; Service 2000, tr. 365; White 2001, tr. 155–156; Ryan 2012, tr. 106.
246. ↑  Fischer 1964, tr. 450; Pipes 1990, tr. 726.
247. ↑  Pipes 1990, tr. 700–702; Lee 2003, tr. 100.
248. ↑  Fischer 1964, tr. 195; Pipes 1990, tr. 794; Volkogonov 1994, tr. 181; Read 2005, tr. 249.
249. ↑  Fischer 1964, tr. 237.
250. ↑  Service 2000, tr. 385; White 2001, tr. 164; Read 2005, tr. 218.
251. ↑  Shub 1966, tr. 344; Pipes 1990, tr. 790–791; Volkogonov 1994, tr. 181, 196; Read 2005, tr. 247–248.
252. ↑  Shub 1966, tr. 312.
253. ↑  Fischer 1964, tr. 435–436.
254. ↑  Shub 1966, tr. 345–347; Rigby 1979, tr. 20–21; Pipes 1990, tr. 800; Volkogonov 1994, tr. 233; Service 2000, tr. 321–322; White 2001, tr. 153; Read 2005, tr. 186, 208–209.
255. ↑  Leggett 1981, tr. 174; Volkogonov 1994, tr. 233–234; Sandle 1999, tr. 112; Ryan 2012, tr. 111.
256. ↑  Shub 1966, tr. 366; Sandle 1999, tr. 112.
257. ↑  Ryan 2012, tr. 116.
258. ↑  Pipes 1990, tr. 821; Ryan 2012, tr. 114–115.
259. ↑  Shub 1966, tr. 366; Sandle 1999, tr. 113; Read 2005, tr. 210; Ryan 2012, tr. 114–115.
260. ↑  Leggett 1981, tr. 173–174; Pipes 1990, tr. 801.
261. ↑  Leggett 1981, tr. 199–200; Pipes 1990, tr. 819–820; Ryan 2012, tr. 107.
262. ↑  Shub 1966, tr. 364; Ryan 2012, tr. 114.
263. ↑  Pipes 1990, tr. 837.
264. ↑  Ryan 2012, tr. 114.
265. ↑  Pipes 1990, tr. 834.
266. ↑  Volkogonov 1994, tr. 202; Read 2005, tr. 247.
267. ↑  Pipes 1990, tr. 796.
268. ↑  Volkogonov 1994, tr. 202.
269. ↑  Pipes 1990, tr. 825; Ryan 2012, tr. 117, 120.
270. ↑  Leggett 1981, tr. 174–175, 183; Pipes 1990, tr. 828–829; Ryan 2012, tr. 121.
271. ↑  Pipes 1990, tr. 829–830, 832.
272. ↑  Leggett 1981, tr. 176–177; Pipes 1990, tr. 832, 834.
273. ↑  Pipes 1990, tr. 835; Volkogonov 1994, tr. 235.
274. ↑  Leggett 1981, tr. 178; Pipes 1990, tr. 836.
275. ↑  Leggett 1981, tr. 176; Pipes 1990, tr. 832–833.
276. ↑  Volkogonov 1994, tr. 358–360; Ryan 2012, tr. 172–173, 175–176.
277. ↑  Volkogonov 1994, tr. 376–377; Read 2005, tr. 239; Ryan 2012, tr. 179.
278. ↑  Volkogonov 1994, tr. 381.
279. 1 2  Service 2000, tr. 357.
280. ↑  Service 2000, tr. 391–392.
281. ↑  Lee 2003, tr. 84, 88.
282. ↑  Shub 1966, tr. 355; Leggett 1981, tr. 204; Rice 1990, tr. 173, 175; Volkogonov 1994, tr. 198; Service 2000, tr. 357, 382; Read 2005, tr. 187.
283. ↑  Fischer 1964, tr. 334, 343, 357; Leggett 1981, tr. 204; Service 2000, tr. 382, 392; Read 2005, tr. 205–206.
284. ↑  Leggett 1981, tr. 204; Read 2005, tr. 206.
285. ↑  Fischer 1964, tr. 288–289; Pipes 1990, tr. 624–630; Service 2000, tr. 360; White 2001, tr. 161–162; Read 2005, tr. 205.
286. ↑  Fischer 1964, tr. 262–263.
287. ↑  Fischer 1964, tr. 291; Shub 1966, tr. 354.
288. ↑  Fischer 1964, tr. 331, 333.
289. ↑  Pipes 1990, tr. 610, 612; Volkogonov 1994, tr. 198.
290. ↑  Fischer 1964, tr. 337; Pipes 1990, tr. 609, 612, 629; Volkogonov 1994, tr. 198; Service 2000, tr. 383; Read 2005, tr. 217.
291. ↑  Fischer 1964, tr. 248, 262.
292. ↑  Pipes 1990, tr. 651; Volkogonov 1994, tr. 200; White 2001, tr. 162; Lee 2003, tr. 81.
293. ↑  Fischer 1964, tr. 251; White 2001, tr. 163; Read 2005, tr. 220.
294. ↑  Leggett 1981, tr. 201; Pipes 1990, tr. 792; Volkogonov 1994, tr. 202–203; Read 2005, tr. 250.
295. ↑  Leggett 1981, tr. 201; Volkogonov 1994, tr. 203–204.
296. ↑  Shub 1966, tr. 357–358; Pipes 1990, tr. 781–782; Volkogonov 1994, tr. 206–207; Service 2000, tr. 364–365.
297. ↑  Pipes 1990, tr. 763, 770–771; Volkogonov 1994, tr. 211.
298. ↑  Ryan 2012, tr. 109.
299. ↑  Volkogonov 1994, tr. 208.
300. ↑  Pipes 1990, tr. 635.
301. ↑  Fischer 1964, tr. 244; Shub 1966, tr. 355; Pipes 1990, tr. 636–640; Service 2000, tr. 360–361; White 2001, tr. 159; Read 2005, tr. 199.
302. ↑  Fischer 1964, tr. 242; Pipes 1990, tr. 642–644; Read 2005, tr. 250.
303. ↑  Fischer 1964, tr. 244; Pipes 1990, tr. 644; Volkogonov 1994, tr. 172.
304. ↑  Leggett 1981, tr. 184; Service 2000, tr. 402; Read 2005, tr. 206.
305. ↑  Hall 2015, tr. 83.
306. ↑  Goldstein 2013, tr. 50.
307. ↑  Hall 2015, tr. 84.
308. ↑  Davies 2003, tr. 26–27.
309. ↑  Davies 2003, tr. 27–30.
310. ↑  Davies 2003, tr. 22, 27.
311. ↑  Fischer 1964, tr. 389; Rice 1990, tr. 182; Volkogonov 1994, tr. 281; Service 2000, tr. 407; White 2001, tr. 161; Davies 2003, tr. 29–30.
312. ↑  Davies 2003, tr. 22.
313. ↑  Fischer 1964, tr. 389; Rice 1990, tr. 182; Volkogonov 1994, tr. 281; Service 2000, tr. 407; White 2001, tr. 161.
314. ↑  Fischer 1964, tr. 391–395; Shub 1966, tr. 396; Rice 1990, tr. 182–183; Service 2000, tr. 408–409, 412; White 2001, tr. 161.
315. ↑  Rice 1990, tr. 183; Volkogonov 1994, tr. 388; Service 2000, tr. 412.
316. ↑  Shub 1966, tr. 387; Rice 1990, tr. 173.
317. ↑  Fischer 1964, tr. 333; Shub 1966, tr. 388; Rice 1990, tr. 173; Volkogonov 1994, tr. 395.
318. 1 2  Service 2000, tr. 385–386.
319. ↑  Fischer 1964, tr. 531, 536.
320. ↑  Service 2000, tr. 386.
321. ↑  Shub 1966, tr. 389–390.
322. 1 2  Shub 1966, tr. 390.
323. ↑  Fischer 1964, tr. 525; Shub 1966, tr. 390; Rice 1990, tr. 174; Volkogonov 1994, tr. 390; Service 2000, tr. 386; White 2001, tr. 160; Read 2005, tr. 225.
324. ↑  Fischer 1964, tr. 525; Shub 1966, tr. 390–391; Rice 1990, tr. 174; Service 2000, tr. 386; White 2001, tr. 160.
325. ↑  Service 2000, tr. 387; White 2001, tr. 160.
326. ↑  Fischer 1964, tr. 525; Shub 1966, tr. 398; Read 2005, tr. 225–226.
327. ↑  Service 2000, tr. 387.
328. ↑  Shub 1966, tr. 395; Volkogonov 1994, tr. 391.
329. ↑  Shub 1966, tr. 397; Service 2000, tr. 409.
330. ↑  Service 2000, tr. 409–410.
331. ↑  Fischer 1964, tr. 415–420; White 2001, tr. 161, 180–181.
332. ↑  Service 2000, tr. 410.
333. ↑  Shub 1966, tr. 397.
334. ↑  Fischer 1964, tr. 341; Shub 1966, tr. 396; Rice 1990, tr. 174.
335. ↑  Fischer 1964, tr. 437–438; Shub 1966, tr. 406; Rice 1990, tr. 183; Service 2000, tr. 419; White 2001, tr. 167–168.
336. ↑  Shub 1966, tr. 406; Service 2000, tr. 419; White 2001, tr. 167.
337. ↑  Fischer 1964, tr. 436, 442; Rice 1990, tr. 183–184; Sandle 1999, tr. 104–105; Service 2000, tr. 422–423; White 2001, tr. 168; Read 2005, tr. 269.
338. ↑  White 2001, tr. 170.
339. ↑  Ryan 2012, tr. 164.
340. ↑  Volkogonov 1994, tr. 343, 347.
341. ↑  Fischer 1964, tr. 508; Shub 1966, tr. 414; Volkogonov 1994, tr. 345; White 2001, tr. 172.
342. ↑  Volkogonov 1994, tr. 374–375.
343. ↑  Volkogonov 1994, tr. 375–376; Read 2005, tr. 251; Ryan 2012, tr. 176, 177.
344. ↑  Volkogonov 1994, tr. 376; Ryan 2012, tr. 178.
345. ↑  Fischer 1964, tr. 467; Shub 1966, tr. 406; Volkogonov 1994, tr. 343; Service 2000, tr. 425; White 2001, tr. 168; Read 2005, tr. 220; Ryan 2012, tr. 154.
346. ↑  Fischer 1964, tr. 459; Leggett 1981, tr. 330–333; Service 2000, tr. 423–424; White 2001, tr. 168; Ryan 2012, tr. 154–155.
347. ↑  Shub 1966, tr. 406–407; Leggett 1981, tr. 324–325; Rice 1990, tr. 184; Read 2005, tr. 220; Ryan 2012, tr. 170.
348. ↑  Fischer 1964, tr. 469–470; Shub 1966, tr. 405; Leggett 1981, tr. 325–326; Rice 1990, tr. 184; Service 2000, tr. 427; White 2001, tr. 169; Ryan 2012, tr. 170.
349. ↑  Fischer 1964, tr. 470–471; Shub 1966, tr. 408–409; Leggett 1981, tr. 327–328; Rice 1990, tr. 184–185; Service 2000, tr. 427–428; Ryan 2012, tr. 171–172.
350. ↑  Shub 1966, tr. 411; Rice 1990, tr. 185; Service 2000, tr. 421, 424–427, 429.
351. ↑  Fischer 1964, tr. 479–480; Sandle 1999, tr. 155; Service 2000, tr. 430; White 2001, tr. 170, 171.
352. ↑  Shub 1966, tr. 411; Sandle 1999, tr. 153, 158; Service 2000, tr. 430; White 2001, tr. 169; Read 2005, tr. 264–265.
353. ↑  Shub 1966, tr. 412; Service 2000, tr. 430; Read 2005, tr. 266; Ryan 2012, tr. 159.
354. ↑  Fischer 1964, tr. 479; Shub 1966, tr. 412; Sandle 1999, tr. 155; Ryan 2012, tr. 159.
355. ↑  Sandle 1999, tr. 151; Service 2000, tr. 422; White 2001, tr. 171.
356. ↑  Service 2000, tr. 421, 434.
357. ↑  Pipes 1990, tr. 703–707; Sandle 1999, tr. 103; Ryan 2012, tr. 143.
358. ↑  Fischer 1964, tr. 423, 582; Sandle 1999, tr. 107; White 2001, tr. 165; Read 2005, tr. 230.
359. ↑  Fischer 1964, tr. 567–569.
360. ↑  Fischer 1964, tr. 574, 576–577; Service 2000, tr. 432, 441.
361. ↑  Fischer 1964, tr. 424–427.
362. ↑  Fischer 1964, tr. 414; Rice 1990, tr. 177–178; Service 2000, tr. 405; Read 2005, tr. 260–261.
363. ↑  Volkogonov 1994, tr. 283.
364. ↑  Fischer 1964, tr. 404–409; Rice 1990, tr. 178–179; Service 2000, tr. 440.
365. ↑  Fischer 1964, tr. 409–411.
366. ↑  Fischer 1964, tr. 433–434; Shub 1966, tr. 380–381; Rice 1990, tr. 181; Service 2000, tr. 414–415; Read 2005, tr. 258.
367. ↑  Fischer 1964, tr. 434; Shub 1966, tr. 381–382; Rice 1990, tr. 181; Service 2000, tr. 415; Read 2005, tr. 258.
368. ↑  Rice 1990, tr. 181–182; Service 2000, tr. 416–417; Read 2005, tr. 258.
369. ↑  Shub 1966, tr. 426; Lewin 1969, tr. 33; Rice 1990, tr. 187; Volkogonov 1994, tr. 409; Service 2000, tr. 435.
370. ↑  Shub 1966, tr. 426; Rice 1990, tr. 187; Service 2000, tr. 435.
371. ↑  Service 2000, tr. 436; Read 2005, tr. 281; Rice 1990, tr. 187.
372. ↑  Volkogonov 1994, tr. 420, 425–426; Service 2000, tr. 439; Read 2005, tr. 280, 282.
373. ↑  Volkogonov 1994, tr. 443; Service 2000, tr. 437.
374. ↑  Fischer 1964, tr. 598–599; Shub 1966, tr. 426; Service 2000, tr. 443; White 2001, tr. 172; Read 2005, tr. 258.
375. ↑  Fischer 1964, tr. 600; Shub 1966, tr. 426–427; Lewin 1969, tr. 33; Service 2000, tr. 443; White 2001, tr. 173; Read 2005, tr. 258.
376. ↑  Shub 1966, tr. 427–428; Service 2000, tr. 446.
377. ↑  Fischer 1964, tr. 634; Shub 1966, tr. 431–432; Lewin 1969, tr. 33–34; White 2001, tr. 173.
378. ↑  Fischer 1964, tr. 600–602; Shub 1966, tr. 428–430; Leggett 1981, tr. 318; Sandle 1999, tr. 164; Service 2000, tr. 442–443; Read 2005, tr. 269; Ryan 2012, tr. 174–175.
379. ↑  Volkogonov 1994, tr. 310; Leggett 1981, tr. 320–322; Aves 1996, tr. 175–178; Sandle 1999, tr. 164; Lee 2003, tr. 103–104; Ryan 2012, tr. 172.
380. ↑  Lewin 1969, tr. 8–9; White 2001, tr. 176; Read 2005, tr. 270–272.
381. ↑  Fischer 1964, tr. 578; Rice 1990, tr. 189.
382. ↑  Rice 1990, tr. 192–193.
383. ↑  Fischer 1964, tr. 578.
384. ↑  Fischer 1964, tr. 638–639; Shub 1966, tr. 433; Lewin 1969, tr. 73–75; Volkogonov 1994, tr. 417; Service 2000, tr. 464; White 2001, tr. 173–174.
385. ↑  Fischer 1964, tr. 647; Shub 1966, tr. 434–435; Rice 1990, tr. 192; Volkogonov 1994, tr. 273; Service 2000, tr. 469; White 2001, tr. 174–175; Read 2005, tr. 278–279.
386. ↑  Fischer 1964, tr. 640; Shub 1966, tr. 434–435; Volkogonov 1994, tr. 249, 418; Service 2000, tr. 465; White 2001, tr. 174.
387. ↑  Fischer 1964, tr. 666–667, 669; Lewin 1969, tr. 120–121; Service 2000, tr. 468; Read 2005, tr. 273.
388. ↑  Fischer 1964, tr. 650–654; Service 2000, tr. 470.
389. ↑  Shub 1966, tr. 426, 434; Lewin 1969, tr. 34–35.
390. ↑  Volkogonov 1994, tr. 263–264.
391. ↑  Lewin 1969, tr. 70; Rice 1990, tr. 191; Volkogonov 1994, tr. 273, 416.
392. ↑  Fischer 1964, tr. 635; Lewin 1969, tr. 35–40; Service 2000, tr. 451–452; White 2001, tr. 173.
393. ↑  Fischer 1964, tr. 637–638, 669; Shub 1966, tr. 435–436; Lewin 1969, tr. 71, 85, 101; Volkogonov 1994, tr. 273–274, 422–423; Service 2000, tr. 463, 472–473; White 2001, tr. 173, 176; Read 2005, tr. 279.
394. ↑  Fischer 1964, tr. 607–608; Lewin 1969, tr. 43–49; Rice 1990, tr. 190–191; Volkogonov 1994, tr. 421; Service 2000, tr. 452, 453–455; White 2001, tr. 175–176.
395. ↑  Fischer 1964, tr. 608; Lewin 1969, tr. 50; Leggett 1981, tr. 354; Volkogonov 1994, tr. 421; Service 2000, tr. 455; White 2001, tr. 175.
396. ↑  Service 2000, tr. 455, 456.
397. ↑  Lewin 1969, tr. 40, 99–100; Volkogonov 1994, tr. 421; Service 2000, tr. 460–461, 468.
398. ↑  Rigby 1979, tr. 221.
399. ↑  Fischer 1964, tr. 671; Shub 1966, tr. 436; Lewin 1969, tr. 103; Leggett 1981, tr. 355; Rice 1990, tr. 193; White 2001, tr. 176; Read 2005, tr. 281.
400. ↑  Fischer 1964, tr. 671; Shub 1966, tr. 436; Volkogonov 1994, tr. 425; Service 2000, tr. 474; Lerner, Finkelstein & Witztum 2004, tr. 372.
401. ↑  Fischer 1964, tr. 672; Rigby 1979, tr. 192; Rice 1990, tr. 193–194; Volkogonov 1994, tr. 429–430.
402. ↑  Fischer 1964, tr. 672; Shub 1966, tr. 437; Volkogonov 1994, tr. 431; Service 2000, tr. 476; Read 2005, tr. 281.
403. ↑  Rice 1990, tr. 194; Volkogonov 1994, tr. 299; Service 2000, tr. 477–478.
404. ↑  Fischer 1964, tr. 673–674; Shub 1966, tr. 438; Rice 1990, tr. 194; Volkogonov 1994, tr. 435; Service 2000, tr. 478–479; White 2001, tr. 176; Read 2005, tr. 269.
405. ↑  Volkogonov 1994, tr. 435; Lerner, Finkelstein & Witztum 2004, tr. 372.
406. ↑  Rice 1990, tr. 7.
407. ↑  Rice 1990, tr. 7–8.
408. ↑  Fischer 1964, tr. 674; Shub 1966, tr. 439; Rice 1990, tr. 7–8; Service 2000, tr. 479.
409. 1 2  Rice 1990, tr. 9.
410. ↑  History, tháng 4 năm 2009.
411. ↑  Shub 1966, tr. 439; Rice 1990, tr. 9; Service 2000, tr. 479–480.
412. 1 2  Volkogonov 1994, tr. 440.
413. ↑  Fischer 1964, tr. 674; Shub 1966, tr. 438; Volkogonov 1994, tr. 437–438; Service 2000, tr. 481.
414. ↑  Fischer 1964, tr. 625–626; Volkogonov 1994, tr. 446.
415. ↑  Volkogonov 1994, tr. 444, 445.
416. ↑  Volkogonov 1994, tr. 445.
417. ↑  Volkogonov 1994, tr. 444.
418. ↑  Moscow.info.
419. 1 2 3 4  Ryan 2012, tr. 18.
420. ↑  Volkogonov 1994, tr. 409.
421. ↑  Sandle 1999, tr. 35; Service 2000, tr. 237.
422. ↑  Sandle 1999, tr. 41.
423. ↑  Volkogonov 1994, tr. 206.
424. ↑  Sandle 1999, tr. 35.
425. ↑  Lenin 2006b, tr. 425.
426. ↑  Service 2000, tr. 203.
427. ↑  Sandle 1999, tr. 29; White 2001, tr. 1.
428. ↑  Service 2000, tr. 173.
429. ↑  Ryan 2012, tr. 13.
430. ↑  Sandle 1999, tr. 57; White 2001, tr. 151.
431. ↑  Sandle 1999, tr. 34.
432. ↑  White 2001, tr. 150–151.
433. 1 2 3  Ryan 2012, tr. 19.
434. ↑  Ryan 2012, tr. 3.
435. 1 2  Rice 1990, tr. 121.
436. ↑  Volkogonov 1994, tr. 471.
437. ↑  Shub 1966, tr. 443.
438. ↑  Fischer 1964, tr. 310; Shub 1966, tr. 442.
439. ↑  Sandle 1999, tr. 36–37.
440. ↑  Fischer 1964, tr. 54; Shub 1966, tr. 423; Pipes 1990, tr. 352.
441. ↑  Fischer 1964, tr. 88–89.
442. ↑  Fischer 1964, tr. 87; Montefiore 2007, tr. 266.
443. ↑  Fischer 1964, tr. 87.
444. ↑  Fischer 1964, tr. 91, 93.
445. ↑  Montefiore 2007, tr. 266.
446. ↑  Page 1948, tr. 17; Page 1950, tr. 354.
447. ↑  Page 1950, tr. 355.
448. ↑  Page 1950, tr. 342.
449. ↑  Service 2000, tr. 159, 202; Read 2005, tr. 207.
450. ↑  Fischer 1964, tr. 47, 148.
451. ↑  Pipes 1990, tr. 348, 351.
452. ↑  Volkogonov 1994, tr. 246.
453. ↑  Fischer 1964, tr. 57.
454. ↑  Fischer 1964, tr. 21–22.
455. ↑  Service 2000, tr. 73.
456. ↑  Fischer 1964, tr. 44; Service 2000, tr. 81.
457. 1 2  Service 2000, tr. 118.
458. ↑  Service 2000, tr. 232; Lih 2011, tr. 13.
459. ↑  White 2001, tr. 88.
460. ↑  Volkogonov 1994, tr. 362.
461. ↑  Fischer 1964, tr. 409.
462. ↑  Read 2005, tr. 262.
463. ↑  Fischer 1964, tr. 40–41; Volkogonov 1994, tr. 373; Service 2000, tr. 149.
464. ↑  Service 2000, tr. 116.
465. ↑  Pipes 1996, tr. 11; Read 2005, tr. 287.
466. ↑  Read 2005, tr. 259.
467. ↑  Fischer 1964, tr. 67; Pipes 1990, tr. 353; Read 2005, tr. 207, 212.
468. ↑  Petrovsky-Shtern 2010, tr. 93.
469. ↑  Pipes 1990, tr. 353.
470. ↑  Fischer 1964, tr. 69.
471. ↑  Service 2000, tr. 244; Read 2005, tr. 153.
472. ↑  Fischer 1964, tr. 59.
473. ↑  Fischer 1964, tr. 45; Pipes 1990, tr. 350; Volkogonov 1994, tr. 182; Service 2000, tr. 177; Read 2005, tr. 208; Ryan 2012, tr. 6.
474. ↑  Fischer 1964, tr. 415; Shub 1966, tr. 422; Read 2005, tr. 247.
475. ↑  Service 2000, tr. 293.
476. ↑  Volkogonov 1994, tr. 200.
477. ↑  Petrovsky-Shtern 2010, tr. 67.
478. ↑  Service 2000, tr. 453.
479. ↑  Service 2000, tr. 389.
480. ↑  Pipes 1996, tr. 11; Service 2000, tr. 389–400.
481. ↑  Fischer 1964, tr. 489, 491; Shub 1966, tr. 420–421; Sandle 1999, tr. 125; Read 2005, tr. 237.
482. ↑  Fischer 1964, tr. 79; Read 2005, tr. 237.
483. ↑  Service 2000, tr. 199.
484. ↑  Shub 1966, tr. 424; Service 2000, tr. 213; Rappaport 2010, tr. 38.
485. ↑  Read 2005, tr. 19.
486. ↑  Fischer 1964, tr. 515; Volkogonov 1994, tr. 246.
487. ↑  Service 2000, tr. 242.
488. ↑  Fischer 1964, tr. 56; Rice 1990, tr. 106; Service 2000, tr. 160.
489. ↑  Fischer 1964, tr. 56; Service 2000, tr. 188.
490. ↑  Read 2005, tr. 20, 64, 132–37.
491. ↑  Shub 1966, tr. 423.
492. ↑  Fischer 1964, tr. 367.
493. ↑  Fischer 1964, tr. 368.
494. ↑  Pipes 1990, tr. 812.
495. ↑  Service 2000, tr. 99–100, 160.
496. ↑  Fischer 1964, tr. 245.
497. ↑  Pipes 1990, tr. 349–350; Read 2005, tr. 284, 259–260.
498. ↑  Volkogonov 1994, tr. 326.
499. ↑  Service 2000, tr. 391.
500. ↑  Volkogonov 1994, tr. 259.
501. ↑  Ryan 2012, tr. 3; Read 2005, tr. 284.
502. ↑  Fischer 1964, tr. 414.
503. ↑  Liebman 1975, tr. 19–20.
504. ↑  Encyclopedia Britannica.
505. ↑  White 2001, tr. iix.
506. ↑  Service 2000, tr. 488.
507. 1 2  Read 2005, tr. 283.
508. 1 2  Ryan 2012, tr. 5.
509. ↑  Time, 13 tháng 4 năm 1998.
510. ↑  Time, 4 tháng 2 năm 2011.
511. ↑  Lee 2003, tr. 14; Ryan 2012, tr. 3.
512. ↑  Lee 2003, tr. 14.
513. 1 2  Lee 2003, tr. 123.
514. ↑  Lee 2003, tr. 124.
515. ↑  Fischer 1964, tr. 516; Shub 1966, tr. 415; Leggett 1981, tr. 364; Volkogonov 1994, tr. 307, 312.
516. ↑  Leggett 1981, tr. 364.
517. ↑  Lewin 1969, tr. 12; Rigby 1979, tr. x, 161; Sandle 1999, tr. 164; Service 2000, tr. 506; Lee 2003, tr. 97; Read 2005, tr. 190; Ryan 2012, tr. 9.
518. ↑  Fischer 1964, tr. 417; Shub 1966, tr. 416; Pipes 1990, tr. 511; Pipes 1996, tr. 3; Read 2005, tr. 247.
519. ↑  Ryan 2012, tr. 1.
520. ↑  Fischer 1964, tr. 524.
521. ↑  Volkogonov 1994, tr. 313.
522. ↑  Lee 2003, tr. 120.
523. ↑  Ryan 2012, tr. 191.
524. ↑  Ryan 2012, tr. 184.
525. ↑  Biography.
526. ↑  Ryan 2012, tr. 3; Budgen, Kouvelakis & Žižek 2007, tr. 1–4.
527. ↑  Volkogonov 1994, tr. 327; Tumarkin 1997, tr. 2; White 2001, tr. 185; Read 2005, tr. 260.
528. ↑  Tumarkin 1997, tr. 2.
529. ↑  Pipes 1990, tr. 814; Service 2000, tr. 485; White 2001, tr. 185; Petrovsky-Shtern 2010, tr. 114; Read 2005, tr. 284.
530. 1 2 3  Volkogonov 1994, tr. 328.
531. 1 2 3  Service 2000, tr. 486.
532. ↑  Volkogonov 1994, tr. 437; Service 2000, tr. 482.
533. ↑  Lih 2011, tr. 22.
534. ↑  Shub 1966, tr. 439; Pipes 1996, tr. 1; Service 2000, tr. 482.
535. ↑  Pipes 1996, tr. 1.
536. ↑  Service 2000, tr. 484; White 2001, tr. 185; Read 2005, tr. 260, 284.
537. ↑  Volkogonov 1994, tr. 274–275.
538. ↑  Volkogonov 1994, tr. 262.
539. ↑  Volkogonov 1994, tr. 261.
540. ↑  Volkogonov 1994, tr. 263.
541. ↑  Petrovsky-Shtern 2010, tr. 99; Lih 2011, tr. 20.
542. 1 2  Read 2005, tr. 6.
543. ↑  Petrovsky-Shtern 2010, tr. 108.
544. ↑  Petrovsky-Shtern 2010, tr. 134, 159–161.
545. ↑  Service 2000, tr. 485.
546. ↑  Pipes 1996, tr. 1–2; White 2001, tr. 183.
547. ↑  Volkogonov 1994, tr. 452–453; Service 2000, tr. 491–492; Lee 2003, tr. 131.
548. ↑  Service 2000, tr. 491–492.
549. ↑  Pipes 1996, tr. 2–3.
550. ↑  Có thể xem phỏng vấn của Tổng thống Putin trên tờ Sankt-Peterburgsky Vedomosty ngày 19 tháng 7 năm 2001.
551. ↑  "Путин против захоронения тела Ленина" (bằng tiếng Nga). Женьминь Жибао. ngày 24 tháng 7 năm 2001. Lưu trữ bản gốc ngày 14 tháng 3 năm 2018. Truy cập ngày 23 tháng 3 năm 2018.
552. ↑  The Moscow Times, 24 tháng 10 năm 2013.
553. ↑  "Relics of the Soviet era remain in Russia". ngày 23 tháng 1 năm 2012. Lưu trữ bản gốc ngày 5 tháng 3 năm 2023. Truy cập ngày 16 tháng 3 năm 2023.
554. ↑  BBC, 22 tháng 2 năm 2014.
555. ↑  BBC, 14 tháng 4 năm 2015.
556. ↑  Bowman 2022; Fink 2022; Harding 2022; Trofimov 2022.
557. ↑  "Thăm dò: 100 năm sau cách mạng, hầu hết người Nga cho rằng Lenin đã đóng vai trò tích cực". Radio Free Europe. ngày 5 tháng 11 năm 2017.
558. ↑  "Levada Center: Vladimir Lenin" (bằng tiếng Nga). ngày 19 tháng 4 năm 2017.
559. ↑  ""Các ý kiến về nhân cách của Vladimir Lenin và vai trò của ông trong lịch sử đất nước"". Levada. ngày 16 tháng 4 năm 2024. Bản gốc lưu trữ ngày 2 tháng 5 năm 2024.
560. ↑  Shub 1966, tr. 10.
561. ↑  Liebman 1975, tr. 22.
562. ↑  Shub 1966, tr. 9; Service 2000, tr. 482.
563. ↑  Lee 2003, tr. 132.
564. ↑  Lee 2003, tr. 132–133.